# Brandenburgisch-sächsische Beziehungen

Kurbrandenburgisches Wappen, bis 1806
Kursächsisches Wappen, bis 1806

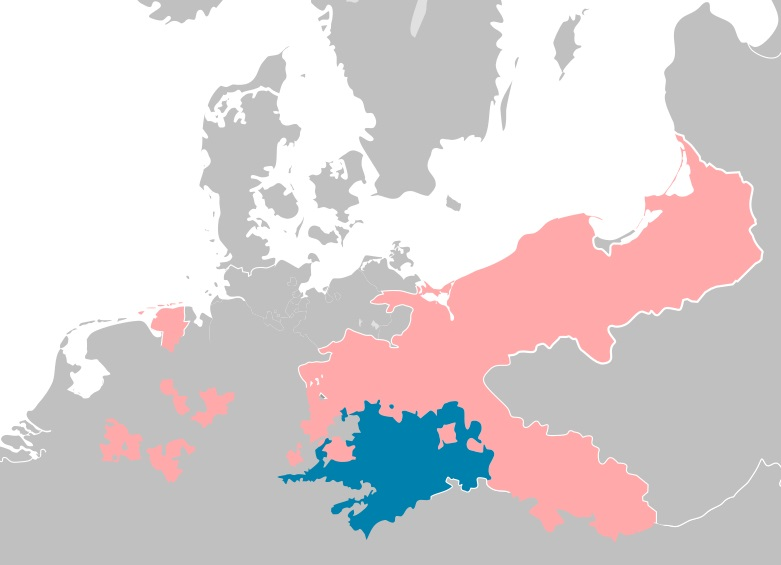
Preußen und Sachsen 1789

Dieser Artikel über die brandenburgisch-sächsischen Beziehungen (von 1423–1700, 1947–1952, seit 1990) und über die preußisch-sächsischen Beziehungen von 1701 bis 1947 beschreibt zusammengefasst die über 700 Jahre währenden zwischenstaatlichen Handlungen, diplomatischen Ereignisse, dynastischen und vertraglichen Verbindungen der sächsischen und brandenburgischen Staatsgebilde seit der Gründung der Mark Brandenburg durch den askanischen Herzog Albrecht den Bären und der nachfolgenden Teilung des Herzogtums Sachsen in das letztliche askanische Herzogtum Sachsen-Wittenberg 1296. In der Zeit vom Ausgang des 13. Jahrhunderts bis heute unterlagen die Staatsterritorien beider Staaten erheblichen räumlichen Veränderungen. Auch die Staatsform wandelte sich in den über 700 Jahren der Geschichte beider deutscher Länder mehrfach.
Nach einer seit dem 16. und 17. Jahrhundert stetig erfolgten Verdichtung und Ausweitung der Beziehungen wurde der beiderseitige Höhepunkt in den Beziehungen – auch in Bezug auf ihre europäischen Auswirkungen – in der ersten Hälfte des 18. Jahrhunderts erreicht. Charakteristisch für die Beziehungen beider Staaten danach wurde die Tatsache, dass Sachsen sehr häufig nachteilhafte außenpolitische Entscheidungen traf und somit die meisten Auseinandersetzungen gegen Preußen verlor. Ab dem 19. Jahrhundert fokussierten sich die beiderseitigen Beziehungen mehr auf wirtschaftliche Angelegenheiten, auch weil beide Staaten ab 1870 nur noch Gliedstaaten waren und ab 1919 sämtliche außenpolitisch relevanten Kompetenzen verloren hatten.
| Fläche/Jahr | Brandenburg und Preußen | Sachsen    |
| ----------- | ----------------------- | ---------- |
| 1600        | 040.000 km²             | 23.429 km² |
| 1648        | 110.000 km²             | 34.993 km² |
| 1740        | 119.000 km²             | 34.993 km² |
| 1789        | 195.000 km²             | 34.993 km² |
| 1807        | 158.000 km²             | 35.700 km² |
| 1816        | 280.000 km²             | 14.993 km² |
| 1871        | 348.780 km²             | 14.993 km² |
| 1952        | 027.612 km²             | 17.004 km² |
| 1990        | 029.654 km²             | 18.450 km² |

## Ursprünge und Beziehungsmerkmale

### Evolution beider Staatswesen
Während der zeitliche und räumliche Ursprung Brandenburgs leicht auszumachen ist, verhält es sich bei Sachsen uneindeutiger. Das Territorium des Rechtsnachfolgers des aufgelösten Stammesherzogtums (Alt-)Sachsen wurde das Gebiet des späteren Kurkreises, im Wesentlichen der heutige Landkreis Wittenberg in Sachsen-Anhalt und der Landkreis Elbe-Elster in Brandenburg. Die Gründungsereignisse dieses sächsischen Staatsnachfolgers waren fließender und brüchiger als bei Brandenburg, so dass erst mit der Inkorporation des Kurkreises in den Machtbereich der Markgrafen von Meißen 1423 eine territoriale Basis entstand, die mit der heutigen Begriffsvorstellung des modernen Sachsen vereinbar ist.
Brandenburg und Sachsen waren seit ihrer Gründung bis 1806 Teil des Heiligen Römischen Reichs und dadurch dem Kaiser untertan, also innerhalb der Grenzen des Reiches nur teilsouverän. Seit 1648 hatten beide Staaten die völkerrechtliche Souveränität inne. Von 1806 bis 1813 waren beide nun formal souveräne Staaten Teil des Napoleonischen Bündnissystems. Von 1815 bis 1866 gehörten beide Staaten zum lockeren Deutschen Bund, danach zum Norddeutschen Bund, seit 1871 zum Deutschen Kaiserreich, seit 1919 zur Weimarer Republik, seit 1945 zur SBZ, danach zur DDR und seit 1990 zur Bundesrepublik.
In der Gesamtschau der Evolution beider Gemeinwesen ist für Brandenburg und Sachsen ein stetiger Aufwuchs der staatlichen Kompetenzen von einem kaiserlichen Lehen zu einem vollständig unabhängigen Staat um 1800 festzustellen. Dem folgte ein sukzessiver Rückbau staatlicher Kompetenzen bis hin zur Auflösung beider Staaten im 20. Jahrhundert. Je nach vorhandenen staatlichen Handlungskompetenzen in dem geschilderten Gesamtzeitverlauf vollzogen sich die staatlich-politischen Beziehungen zueinander. Von der Zeit der Reformation bis zur Reichsgründung 1871 gehörten europaweite Bündnisbeziehungen, aber auch Militär- und Kriegsfragen zum Kontext brandenburgisch-preußischer und sächsischer Außenpolitik. Nach 1871 bis heute entsprechen die beiderseitigen Außenbeziehungen regionalen Austauschen mit lokalem Bezug.
Beide Staaten lagen zu Beginn ihrer Gründung im peripheren Nordosten des Reichs, dessen Zentrum demographisch und ökonomisch der Rhein war. Im Vergleich zu den anderen großen deutschen Stammesgebieten, die ähnliche Territorialstrukturen im Mittelalter gebildet hatten wie Bayern, Schwaben bzw. Alamanen, die Thüringer, Franken oder die Altsachsen im heutigen Niedersachsen waren Brandenburg und Sachsen kein ursprünglich-autochthoner Stammesverbund gewesen, sondern ein heterogen durchmischtes Konglomerat aus zugezogenen Deutschen und Flamen verschiedener Herkunft und alteingesessenen Elbslawen, die zusammen verschmolzen. Beide Territorien waren als politische Räume mehrere Jahrhunderte jünger als die westlicher gelegenen zeitgleich existierenden deutschen Staaten des Heiligen Römischen Reichs.

### Themenstellungen, Politikfelder und Beziehungselemente
Durch die räumliche Nähe beider Staaten waren die Beziehungen beider Herrschaftssubjekte frühzeitig verdichtet. Neben den politischen Beziehungen waren die beiderseitigen Handelsbeziehungen, die Kulturbeziehungen und der Austausch im wissenschaftlichen Diskurs, vor allem über die Universitäten Halle und Leipzig, prägnant. Im Spätmittelalter, in der Frühen Neuzeit und im bürgerlichen Zeitalter bis 1918 waren die beiderseitigen Beziehungen besonders stark von den dynastischen Beziehungen der Hohenzollern- und Wettinerfamilie geprägt.
Die bedeutenden Elemente der politischen Beziehungen waren:
- beidseitige Staatsbesuche an den sächsischen Hof oder brandenburgisch-preußischen Hof
- diplomatische Konvente, Kongresse und Fürstentage, Reichstage, Sitzungen im Bundesrat des Kaiserreiches und heute im Bundesrat der Bundesrepublik, gemeinsame Kabinettsitzungen seit 1990
- persönlicher und diplomatischer Schriftverkehr zwischen den Herrscherfamilien oder/und Staatsbediensteten, Gesandte
- Militärische Konfrontationen in Schlachten und Gefechten
- Hochzeiten zwischen Familienmitgliedern der Herrschergeschlechter bis 1918
- Staatsverträge
- Gesandtschaften
- Gastgeschenke

Neben dynastischen Themen wie zum Beispiel die Anbahnung von Heiraten oder Erbverbrüderungen im Mittelalter und im 16. Jahrhundert waren verkehrspolitische Projekte wie zum Beispiel der Bau von Eisenbahnstrecken im 19. Jahrhundert auf der diplomatischen Agenda im Austausch beider Staaten. Die Anbahnung von Bündnissen und die gemeinsame Formulierung politischer Stellungnahmen auf übergeordnete reichspolitische und europäische Politikfelder waren bis in das 19. Jahrhundert in den beiderseitigen Beziehungen ebenso bedeutsam. Durch den sächsischen Bedeutungsabfall nach dem Siebenjährigen Krieg gewannen Zoll- und Handelsfragen vor allem im 19. Jahrhundert an Bedeutung. Auch technokratische Themen wie Regelungen zum Münzwesen oder die genaue Grenzziehung gehörten zu einem erheblichen Anteil zu den beiderseitigen Gesprächsthemen.

### Die brandenburgisch-sächsischen Beziehungen im Kontext zur nationalen und internationalen Gemeinschaft
Die beiden Staaten pflegten ebenso verdichtete Beziehungen zu anderen auswärtigen Mächten wie auch zu reichsunmittelbaren Reichsständen, wie zum Beispiel Bayern, Hessen oder Hannover und die anderen Kurfürsten. Die beiderseitigen Beziehungen zum Kaiser und zum Haus Habsburg waren für Sachsen wie auch für Brandenburg als teilsouveräne Reichsstände die bedeutendsten bis zur Auflösung des Heiligen Römischen Reichs. Dänemark, Polen-Litauen, Russland, Schweden und Frankreich waren die nachfolgenden bedeutsamsten auswärtigen Mächte, zu denen beide Staaten in der Frühen Neuzeit ebenso dichte Beziehungen aufrechterhielten. Die beidseitigen Beziehungen gestalteten sich aufgrund der zentralen Lage in Mitteleuropa in Abgleich mit den Entwicklungen, die im Reich vollzogen wurden, wie auch in Abgleich mit der Entwicklung der genannten auswärtigen Anrainerstaaten von Sachsen und Brandenburg.

## Geschichte der Beziehungen

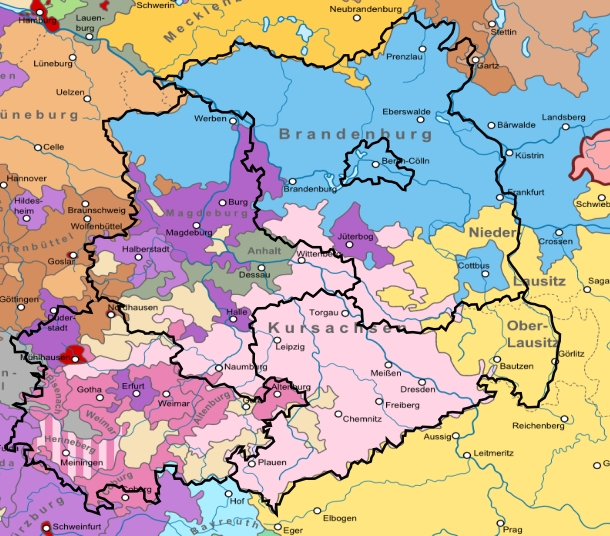
Kurfürstentum Sachsen in rosa, Kurfürstentum Brandenburg in blau um 1600 in Abgleich mit den Grenzen der heutigen vier Bundesländer Sachsen, Thüringen, Sachsen-Anhalt und Brandenburg.

### Erbeinungen und Erbverbrüderungen zwischen Wettinern und Hohenzollern

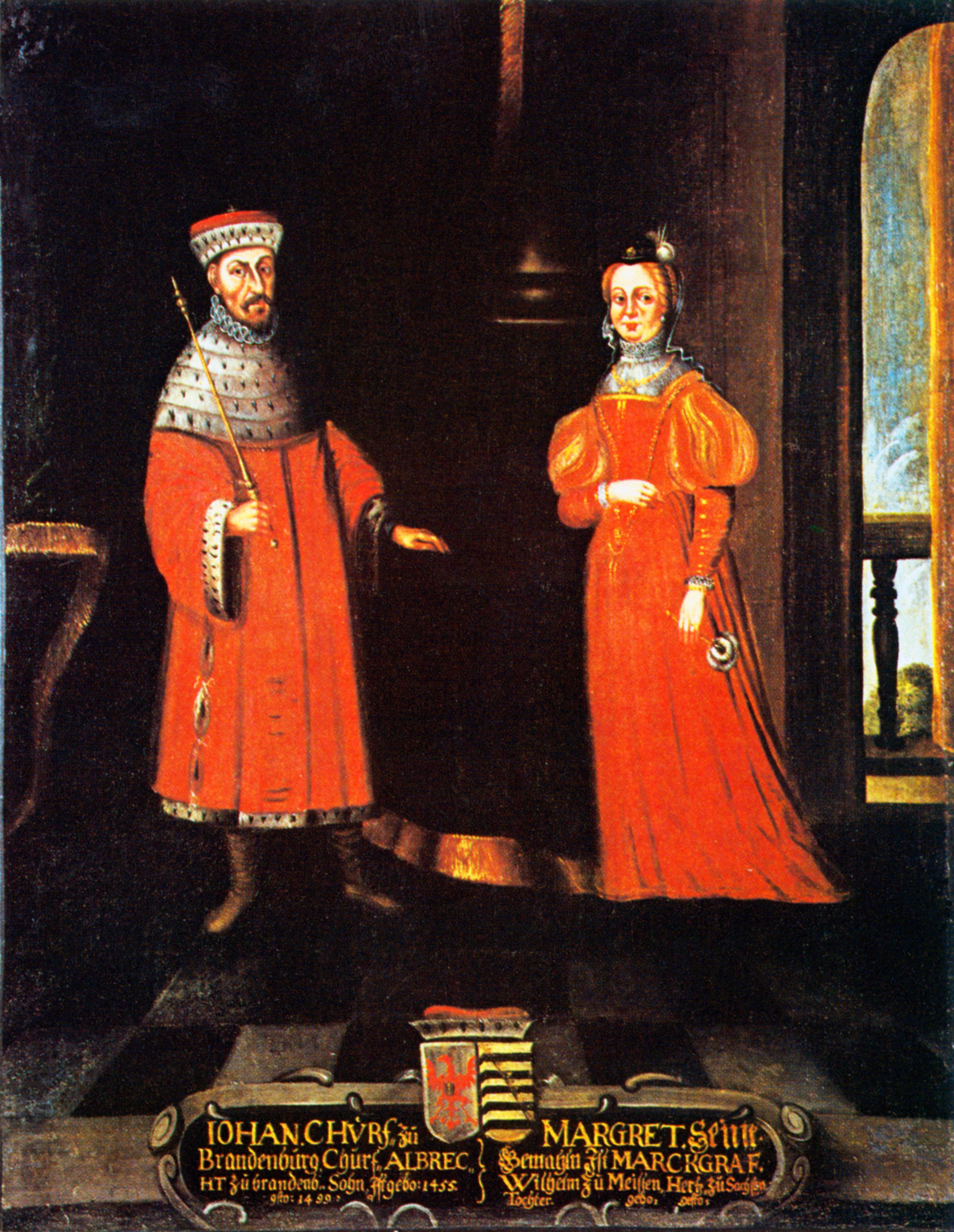
Johann Cicero und seine Gemahlin Margarete von Sachsen

Am Ausgang des Mittelalters und zu Beginn der Frühen Neuzeit begann der Umbau der territorialen Herrschaftsgebilde in Mitteleuropa von reinen Personenverbünden die nach Lehns- und Treueprinzipien aufgebaut waren zu bürokratischen und schriftbasierten Institutionenverbünden. Dieser Prozess vollzog sich über das 16. und 17. Jahrhundert. Bis zu diesem Zeitraum waren dynastische Verbindungen besonders staatswirksam, da ständige staatliche Einrichtungen noch fehlten oder nur gering ausgebildet waren. Hochzeiten und die Übernahme von Vormundschaften befestigten daher noch in der Zeit der Renaissance die familiären Bande zwischen den beiden Dynastien der Wettiner und Hohenzollern ganz besonders.
Seit dem 13. Jahrhundert schlossen die deutschen Reichsfürsten Erbeinungen zur Bewahrung des Friedens. Inhaltlich ging es in den Erbeinungen um die gegenseitige Unterstützung durch Gewährung diplomatischer und militärischer Hilfe, um Beistand gegenüber äußeren Feinden, aber auch um typische Landfriedensaufgaben wie die Untersagung von Fehden, die Verfolgung von Friedbrechern und die Verpflichtung der jeweiligen Amtleute zur Kooperation untereinander. Erbeinungen konnten Bestandteil von Erbeinungen sein. Mit diesen Erbverträgen wurden ganze Fürstentümer oder Herrschaftsgebiete nach dem Aussterben einer Dynastie an eine andere vererbt. Erbeinungen waren (auch) Vorformen des Bündnisrechts der reichsunmittelbaren Territorien und Meilensteine für die Entwicklung der außenpolitischen Souveränität der frühneuzeitlichen Territorialstaaten im Reich. Der wichtigste dieses Typus von Familienverträgen, war derjenige zwischen den Häusern Sachsen, Brandenburg und Hessen. 1457 traten die brandenburgischen Hohenzollern den seit 1373 bestehenden Erbeinungsvertrag zwischen den Wettinern und dem Haus Hessen bei. Die auf 1457 zurückgehende Erbeinung zwischen Sachsen, Brandenburg und Hessen wurde nach einer ersten Erneuerung 1487 auf einer 1555 zu Naumburg einberufenen Versammlung der beteiligten Fürsten zum zweiten Mal erneuert. Eine dritte und vierte Erneuerung folgte 1587 und 1614. Zwischen den drei Häusern bestand eine fortwährend enge Beziehung, wobei das Verhältnis zwischen Brandenburg und Hessen vornehmlich über die Wettiner gestaltet wurde. Im 15. und 16. Jahrhundert folgte eine Reihe von Eheverbindungen zwischen beiden Dynastien. Katharina von Sachsen heiratete am 11. Juni 1441 in Wittenberg Kurfürst Friedrich II. von Brandenburg (1413–1471). Die Ehe war Bestandteil eines Vertrages, der die kriegerischen Auseinandersetzungen in der Lausitz zwischen Brandenburg und Sachsen beilegte und ein Bündnis beider Staaten besiegelte. 1456 folgte die Hochzeit zwischen Anna von Sachsen und Albrecht von Brandenburg.
Der brandenburgische Kurfürst Johann Cicero heiratete am 25. August 1476 in Berlin Margarete, Tochter des Herzogs Wilhelm III. von Sachsen. Aus dieser Ehe ging der spätere Kurfürst Joachim I. hervor. 1524 folgte die Hochzeit zwischen Magdalene von Sachsen und Joachim II. von Brandenburg. Eine weitere dynastische Verbindung beider Herrschergeschlechter zwischen Wettinern und Hohenzollern entstand am 25. April 1582 mit der Heirat des Wettiners und Kurfürsten Christian mit Sophie (1568–1622), Tochter des Kurfürsten Johann Georg von Brandenburg. Die beiden Söhne Christian II. und Johann Georg I. wurden sächsische Kurfürsten. Der Zinnaer Vertrag von 1591 regelte die zehnjährige Vormundschaft des brandenburgischen Kurfürsten Johann Georg, gleichzeitig Großvater, über Christian II., sächsischer Kurfürst.
Zwischenfamiliäre Korrespondenzen beinhalteten auch den Austausch von intimen und persönlichen Verhältnissen wie den Gesundheitszustand, bevorstehende Geburten oder Hochzeiten. Familiäre und Staatspolitische Angelegenheiten waren als vermischt zu bezeichnen und reine Staatsangelegenheiten waren die beiderseitigen Austauschverhältnisse in der Frühen Neuzeit eher weniger. Insgesamt gab es zehn Eheverbindungen zwischen brandenburgischen Hohenzollern und den albertinischen Wettinern und 17 Eheverbindungen zwischen ernestinischen Wettinern und Hohenzollern.

### Beidseitige Beziehungen während der Saxonica Pax im Reich
Wesentlicher Ausgangspunkt diplomatischer Handlungen und Ereignisse beider Staaten im Mittelalter und der Frühen Neuzeit bildeten die Verpflichtungen und institutionellen Vorgaben die beide Staaten vertreten durch die Person des regierenden Fürsten als Kurfürsten im Verfassungsleben des Heiligen Römischen Reiches bekleideten.
Das innere Gefüge des Heiligen Römischen Reichs geriet ab Ende des 15. Jahrhunderts in Bewegung. Fürstenmacht und Kaisergewalt standen im Widerspruch zueinander und die Austarierung der inneren Machtverhältnisse wurde kontinuierlich neu ausgehandelt. Besonders während der ersten Welle der Reformation von 1517 bis 1555 führte der ausgetragene Machtkampf zwischen Kaiserlicher Zentralgewalt und dezentraler Fürstenmacht das Reich mehrfach in kriegerische Auseinandersetzungen. In der Zeit der Reformation war neben der Religionsfrage, die Friedensfrage (Landfrieden) die drängendsten politischen Rahmenprobleme der handelnden Reichsakteure. Der Landfrieden im Reich war durch ein strukturell ausgeprägtes Fehdewesen im Spätmittelalter und in der Renaissance stetig bedroht. Besonders der Fall des Markgrafen Albrecht II. Alcibiades führte zu einem gemeinsamen Zusammengehen zwischen Wettinern und Hohenzollern. Albrecht Alcibiades hatte zwar für die protestantische Seite wichtige Vorteile erkämpft, begann aber auf eigene Rechnung Reichspolitik auch kriegerisch zu betreiben. Unter Vermittlung von Kurfürst Joachim I. von Brandenburg zusammen mit dem dänischen König Christian von Dänemark schlossen der Markgraf Albrecht Alcibiades und der sächsische Kurfürst August von Sachsen im Oktober 1553 einen Nichtangriffspakt. In dieser Vereinbarung war auch die Erneuerung der Erbeinung zwischen den Häusern Brandenburg, Hessen und Sachsen enthalten. Die Erneuerung wurde im März 1555 in Naumburg unter Anwesenheit der Fürsten besiegelt. Zeitgleich fand der Augsburger Reichstag statt, auf denen die Fürsten folglich nicht in Person, sondern über Abgesandte vertreten waren. Die Abwesenheit der Fürsten wirkte wie eine Provokation und gleichzeitig wie eine Beschneidung königlicher Macht. Die Landesfürsten ihrerseits setzten die Priorität ihrer persönlichen Anwesenheit bei der Erneuerung der Erbeinung fest. Die Naumburger Versammlung wirkte daher wie das politische Gegengewicht zum Reichstag in Augsburg und hatte damit den Charakter einer Konkurrenzveranstaltung inne. Die in Augsburg beschlossene Landfriedensexekutionsordnung mit der Organisationsform und Zuständigkeit der Reichskreise stand damit im Widerspruch zu dem dynastischen Dreierbund.

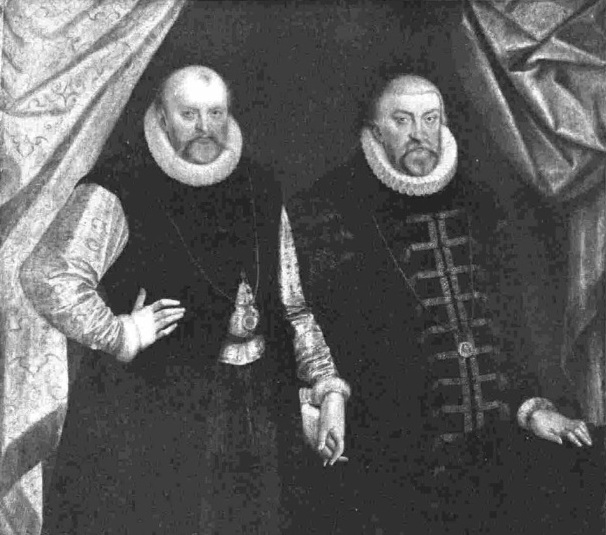
Erstes Verbrüderungsbildnis in einer ganzen Reihe von Brandenburgisch-sächsischen Verbrüderungsbildern die bis 1728 folgen, hier die Halbfiguren von Kurfürst August von Sachsen und Kurfürst Johann Georg von Brandenburg 1582 von Cyriacus Roeder, Hofmaler in Dresden

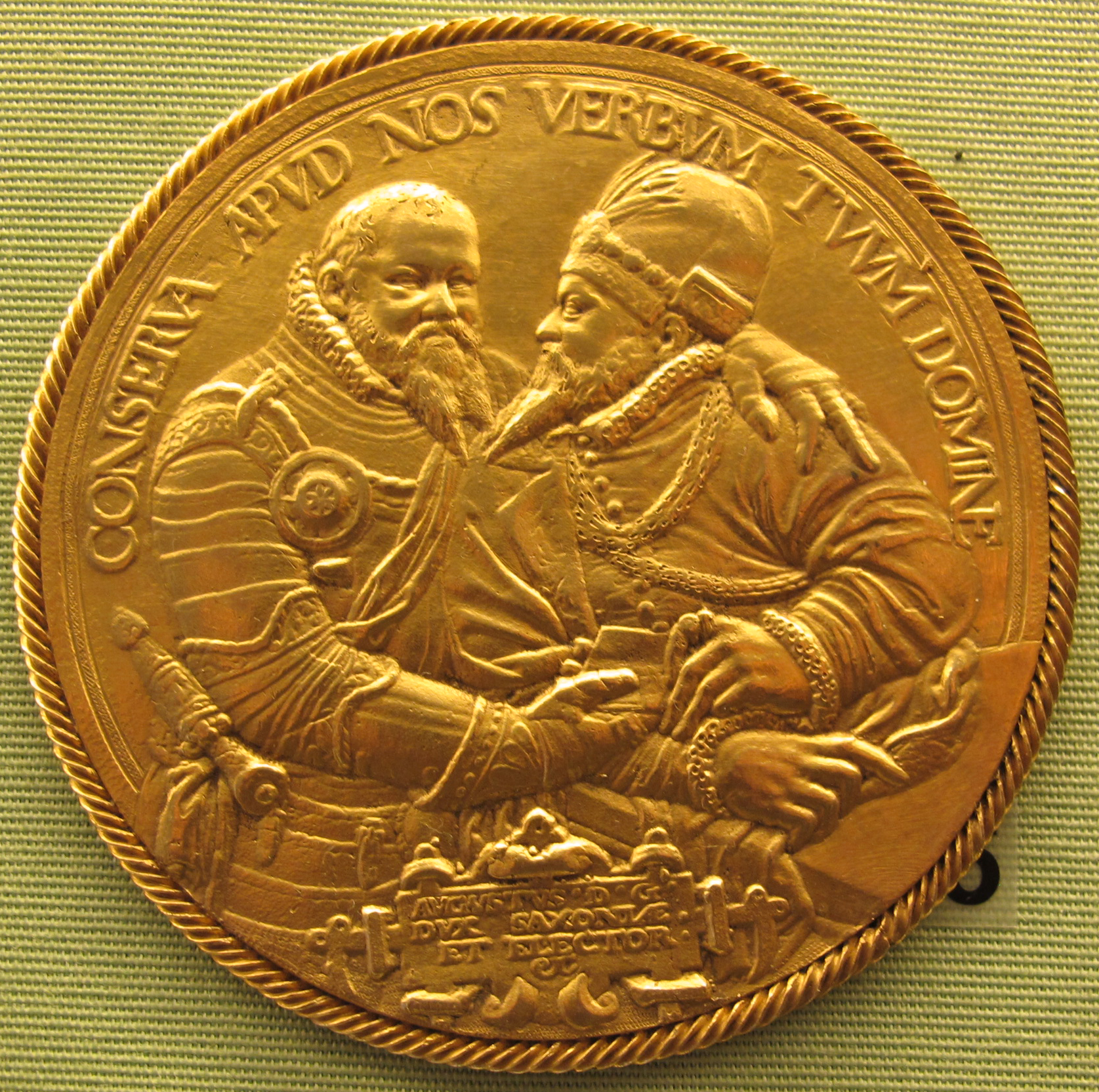
Gedenkmedaille an die Torgauer Synode. Die Randschrift lautet CONSERVA APVD NOS VERBVM TVVM DOMINE („Herr, bewahre Dein Wort bei uns“). Die untere Legende lautet AVGVSTVS D G / DVX SAXONIÆ / ET ELECTOR / etc. (August von Gottes Gnaden Herzog von Sachsen und Kurfürst etc.) Die Medaille zeigt eine Übergabeszene: Kurfürst August übergibt ein Schreiben, im Harnisch, sein Arm auf die Schulter des Kurfürsten Johann Georg I. gelegt. Dieser im Rock, Mantel und Reihermütze, darunter Tafel mit Schrift, am Rand: 1577.

Zeitgleich wurde auf dem Reichstag in Augsburg der Religionsfriede mit der Fortschreibung des Passauer Vertrags gesichert. Seit dem Sturz der Hegemonie Karls V. waren die Reichsstände das Reich. Bei ihnen lag die Entscheidung über Krieg und Frieden. Als mächtigster Reichsstand galt Sachsen, auf dessen Mitwirkung der Augsburger Reichs- und Religionsfrieden von 1555 zurückging. Dies bescherte dem ganzen Reich einen so genannten „sächsischen Frieden“ (lateinisch Saxonica Pax). Während Sachsen seit Ausgang des Mittelalters reichsweit ein ressourcenbezogen reiches, wirtschaftlich starkes und politisch einflussreiches Land war, das zudem eine hohe Städtedichte besaß, galt Brandenburg als ressourcenarmes Land und als das schwächste der sieben Kurfürstentümer. Landschaftlich wurde das brandenburgische Gebiet als „arabische Wüste“ beschrieben und auch das Sprichwort von „des Heiligen Römischen Reiches Streusandbüchse“ war zeitgenössisch geläufig. Brandenburg galt insgesamt als im Vergleich zu Sachsen unterentwickelt.
Zunächst war Brandenburg in den Jahren zwischen dem Schmalkaldischen Krieg und dem Fürstenaufstand als die ernestinische und albertinische Linie der Wettiner gegeneinander kämpften aus kaiserlicher Sicht eine wichtige Vermittlerrolle in dieser kaiserfernen Zone des Reiches zugefallen. Nach der Stabilisierung der Position der nun die Kurwürde innehabenden Albertiner geriet Brandenburg in den folgenden Jahrzehnten in die außenpolitische Abhängigkeit der Dresdner Politik. Sachsen war der mächtigere Partner der beiden Länder und Brandenburg repräsentierte den ohnmächtigen Juniorpartner in den Austauschbeziehungen. Die gemeinsamen Interessen Brandenburgs und Sachsens überwogen in der zweiten Hälfte des 16. Jahrhunderts. Regelmäßig verzeichnen die Protokolle des Kurfürstenkollegs für den Hohenzollernschen Vertreter: „stimmt wie Sachsen“. Brandenburg war folglich im 16. Jahrhundert ein verlässlicher Juniorpartner Sachsens. Bei der engen Anlehnung der Hohenzollern an die kursächsische Reichs- und Außenpolitik ist der fast dreißig Jahre regierende Kurfürst Johann Georg zu nennen. Ab 1571 wurde das Verhältnis zwischen August und dem fast gleichaltrigen Johann Georg von einer starken Harmonie geprägt, die bis zu Augusts Tod 1586 anhält. Dieses Verhältnis zeigt auch das Beispiel der im Artikel abgebildeten Goldgussmedaille von Tobias Wolff aus dem 1577 anlässlich der Torgauer Synode 1574. Diese hatte zum Ziel, die radikalen Elemente innerhalb des protestantischen Glaubens auszuschalten. Daraus erwuchs 1577 die Konkordienformel.
Selbst die beiden Kurfürstinnen pflegten ein freundschaftliches Verhältnis; so betätigten sich beide beispielsweise als Heiratsvermittlerinnen zwischen Annas Sohn Christian I., (1560–1591) und Sabinas (1529–1575) Tochter Sophie (1568–1622).

### Beziehungen im Obersächsischen Reichskreis
Das Reich gab sich seit Anfang des 16. Jahrhunderts eine zusätzliche Organisationsebene mit den Reichskreisen, denen wesentliche Kompetenzen im Bereich der Landfriedenswahrung übertragen wurden. Der Obersächsische Reichskreis hatte im Vergleich zu anderen, südwestlicher gelegenen Reichskreisen eine eher geringe Kohäsion, was auch an der genauen Zusammensetzung der Reichsstände lag. Seit dem Jessener Konvent von 1552 suchte Sachsen ein politisches Monopol über den Obersächsischen Reichskreis zu erlangen. Dem Obersächsischen Reichskreis gehörte auch Brandenburg an. Trotz ihrer Rivalität wurden beide Mächte so zu einer korporativen Einheit zusammengezwungen, in der sich beide gegenseitig lähmten. Kursachsen legte sich zudem auf die Reichsverfassung als den Rahmen seines politischen Handelns fest. Sachsen band sich um seiner Sicherheit Willen in das Reich ein und eignete sich dessen politische Formen- und Zeichenwelt an. Dagegen hatte Brandenburg kein eigenes Gestaltungspotential, aber es konnte die Initiativen des südlichen Nachbarn hemmen, was die brandenburgischen Delegierten auch regelmäßig taten. Die Beschlussfindung wurde dadurch stark beeinträchtigt. Auch finanziell beteiligte sich Brandenburg an den Verpflichtungen, die aus den Beschlüssen des Kreistags resultierten, nur zögerlich.
Der Machtkampf zwischen Kursachsen und Brandenburg zerstörte das Gefüge im Obersächsischen Reichskreis im Vorfeld des Dreißigjährigen Krieges. In der zweiten Hälfte des 17. Jahrhunderts griff Brandenburg die Kreisverfassung immer offensiver an und versuchte, die Kreistage zu blockieren. Sachsen wiederum hatte zwar größtes Interesse am Funktionieren des Reichskreises, da es so seine Vormachtstellung in Mitteldeutschland sichern konnte, jedoch sank die Wirkmächtigkeit des Obersächsischen Reichskreises bis 1683 auf einen Tiefpunkt.

### Konfessionelle Lagerbildung und Konfrontationen zwischen brandenburgischen Calvinisten und sächsischen Lutheranern
Mit dem Augsburger Religionsfrieden 1555 war eine Beruhigung der konfessionspolitischen Konflikte im Reich eingetreten. Doch innerhalb der protestantischen Lagers gab es weitere Richtungsstreits, die vor allem durch die unterschiedlichen Konfessionen der Calvinisten und Lutheraner hervorgerufen wurden. Sachsen war für eine kurze Zeit auf dem Weg zum Calvinismus, kehrte aber nach einer kurzen Phase des Calvinismus zum orthodoxen Luthertum zurück und schloss sich wieder den Habsburgern an, was zum Bruch mit den protestantischen Reichsständen führte. Deren im Jahr 1608 gegründete Vereinigung, die Protestantische Union, stand nun unter der Führung Brandenburgs und der calvinistischen Kurpfalz. Die in dieser Zeit zwischen Kursachsen und Kurbrandenburg aufbrechenden Konflikte wirkten sich maßgeblich auf die weitere Entwicklung beider Staaten aus. Durch den 1613 erfolgten Konfessionswechsel des brandenburgischen Kurfürsten Johann Sigismunds vom lutherischen Bekenntnis zum Reformiertentum wurde die bis dahin von Brandenburg akzeptierte Stellung Kursachsens als protestantische Leitmacht im Reich indirekt infrage gestellt. Das Unbehagen über diese Entwicklung war in Dresden groß. Der Dresdner Hof sah die Calvinisten als gefährliche Ketzer an, die die verfassungspolitische Ordnung des Reiches und damit auch die territoriale Integrität des ansonsten saturierten Sachsen in Gefahr brachten.
Auf dem Reichstag in Regensburg 1613 fanden sich Sachsen und Brandenburg in zwei gegensätzlichen Lagern wieder. Sachsen hielt zum habsburgischen Lager, während sich der brandenburgische Kurfürst mit dem Übertritt des Hohenzollern zum Calvinismus Ende 1613 auch ganz offiziell auf die Seite der protestantischen Union unter Führung der Vormacht Kurpfalz wechselte.
Die Mark Brandenburg zählte bis dahin zum hegemonialen Einflussgebiet Kursachsens. Diese Einflusszone, die von Dresden aus über 50 Jahre mit friedlichen Mitteln verteidigt wurde, war nun in Frage gestellt worden. Hervorgerufen hatte dies auch die territorialen Erweiterungen die Brandenburg zu Anfang des 17. Jahrhunderts erfuhr und die somit eine Horizonterweiterung der Herrscher nach sich zogen. Dieser folgte eine Europäisierung brandenburgischer Außenpolitik. Brandenburg begann zusammen mit Anhalt eine aktive und aggressive Politik zu verfolgen, die sich nicht mehr mit der auferzwungenen Inferiorität gegenüber Kursachsen zufriedengab. Dies machte sich auch in einen mitunter selbstbewussteren und konfrontativen Politikstil gegenüber Sachsen bemerkbar, der sich deutlich von den zurückhaltenden bedächtiger agierenden Politikstil der kurfürstlichen Vorgänger unterschied. Der harsche vorgetragene Ton Brandenburgs in den Beziehungen mit Sachsen führte zu einem insgesamt abgekühlten Verhältnis zu Sachsen. Der Ressourcenmangel Brandenburgs verhinderte aber, dass sich das politische Gravitationszentrum im obersächsischen Kreis zunächst vom Dresdner Raum wegbewegte.
Die erhöhte Aggresionsbereitschaft Brandenburgs zeigte sich nach dem Tod des letzten Herzogs von Jülich, Cleve, Berg und Ravensberg, Johann Wilhelm, am 25. März 1609. Der Kaiser, Brandenburg, Pfalz-Neuburg und Sachsen erhoben zeitnah Erbansprüche auf diese bedeutenden niederrheinischen Territorien. Das wettinische Haus gründete seine Ansprüche auf die 1526 erfolgte Heirat von Kurfürst Johann Friedrich und Sybille von Cleve, Jülich und Berg. Seit 1485 bestand reichsrechtlich eine sächsische Anwartschaft und Eventualbelehnung. Der von 1609 bis 1614 andauernde Erbfolgestreit um Jülich-Kleve-Berg führt zur dauerhaften Konfrontation zwischen Kursachsen und Kurbrandenburg in deren Verlauf oft genug auch ein militärischer Konflikt zwischen den beiden Kurfürstentümern nicht mehr ausgeschlossen schien. Die Konfrontation ereignete sich auf allen Ebenen. Nach langwierigen Verhandlungen vor Kaiser und Reichskammergericht wurde schließlich Kurfürst Christian II. am 7. Juli 1610 durch Kaiser Rudolf II. mit den niederrheinischen Territorien belehnt.
Unter Hintansetzung dieser Ansprüche und der gemeinsamen getroffenen Verabredungen und in bewusster Übergehung der kaiserlichen Verlautbarungen besetzten jedoch Brandenburg und der Kurfürst von Pfalz-Neuburg die Herzogtümer. Landgraf Moritz von Hessen-Kassel ergriff im Herbst 1609 angesichts der wachsenden Probleme im Jülich-Klevischen-Erbfolgestreit die Initiative zur Interessenwahrung der evangelischen Union. Nachdem der hessen-darmstädtische Landgraf Ludwig in einer Art „Pendeldiplomatie“ in den letzten Wochen des Jahres 1610 sowohl in Berlin als auch in Dresden das Terrain sondierte, gaben beide Kurfürsten ihre Zustimmung zu Verhandlungen. Man einigte sich auf Jüterbog als Verhandlungsort. Als Mediatoren fungierten die beiden genannten hessischen Landgrafen und der fränkische Markgraf Christian von Brandenburg-Bayreuth.
Der brandenburgische Kurfürst residierte im nördlich von Jüterbog gelegenen Zinna, sein sächsischer Standesgenosse residierte mit seinem Gefolge auf dem etwa 15 km von Jüterbog entfernten Schloss Glücksburg, das auf kursächsischem Territorium lag. In Jüterbog wurden die anderen an den Verhandlungen beteiligten Fürsten sowie die kursächsischen und brandenburgischen Räte beherbergt. Verhandelt wurde nur schriftlich und zu einer Begegnung beider Kurfürsten kam es nur am letzten Tag. Am 21. März 1611 fanden die Verhandlungen mit der Vertragsunterzeichnung ihren Abschluss. Aus diesem Anlass hatten sich alle 14 teilnehmenden Fürsten in Jüterbog versammelt. Im Ergebnis des Jüterbogers Fürstentags sollte das Kurfürstentum Sachsen bis zu einer endgültigen rechtlichen Klärung des Erbfolgestreites gleichberechtigt mit Brandenburg und Pfalz-Neuburg in die gemeinsame Verwaltung dieser Territorien eintreten. Der bei einer späteren juristischen Regelung obsiegende Teil hätte dann an die unterlegenen Fürsten eine noch genauer auszuhandelnde Geldsumme zu zahlen. Der Vertrag lief eher auf einen Formelkompromiss denn auf eine politisch handhabbare Übereinkunft hinaus.
Das Misstrauen zwischen Dresden und Berlin hielt auch nach dem Jüterboger Fürstentag an. So riet zum Beispiel der kurbrandenburgische Geheime Rat Adam Gans zu Putlitz seinem Kurfürsten am 21. Juni 1611 von einem erneuten Treffen mit Christian II. ab. Anspielend auf die traditionelle kaisertreue Haltung der albertinischen Wettiner «wisse man doch zur Genüge, dass die sächsischen Räte „sich mitt den catholicorum conformiren“ und einen Keil in das protestantische Lager treiben wollen.»
Der Vertrag von Jüterbog von 1611, mit dem eine Entscheidung für die Erbnachfolge gefunden werden sollte, trat nie in Kraft. Die folgenden Jahre waren von wechselnden Allianzen und Annäherungsversuchen zwischen Brandenburg, Neuburg, Sachsen und dem Kaiser bestimmt. Letztlich einigten sich Brandenburg und Pfalz-Neuburg über deren reale Verteilung im Vertrag von Xanten 1614. Kursachsen ging leer aus.

### Gemeinsames Lavieren zwischen Kaiser und Schweden im Dreißigjährigen Krieg
Die beiderseitigen Verstimmungen wurden durch den ausbrechenden Dreißigjährigen Krieg überschattet. Beide Staaten gerieten während der Kriegshandlungen in das Konfliktfeld und wurden mehrfach und mehrjährig verheert. Schweden wie auch kaiserliche Truppen bekämpften einander auf sächsischem und brandenburgischen Staatsgebiet. In der Zeit des Böhmischen Aufstand begehrte Brandenburg zusammen mit Pommern, Anhalt und Weimar gegen die kursächsische Dominanz im Obersächsischen Reichskreis auf und vertraten antikaiserliche und damit auch antisächsische Positionen. Kursachsen berief im Januar 1620 einen Obersächsischen Kreistag in Leipzig ein und stellte sich auf die Kaiserliche Seite. Brandenburg fügte sich.
Letztlich überwogen bei den Verantwortlichen in beiden Staaten die Einsicht zu einem abgestimmten politischen Kurs finden zu müssen, so dass ungeachtet aller Differenzen regelmäßige zwischenstaatliche Treffen hoher Staatsfunktionäre stattfanden, die in vielfältigen Angelegenheiten gemeinsame Positionen erarbeiteten. Die protestantische Seite unter der Führung der Kurpfalz hatte eine militärische Niederlage erlitten und die Protestantische Union wurde geschwächt. Es folgten reichspolitische Verwicklungen. Brandenburg und Sachsen hatten zwar kaiserliche Positionen bezogen, blieben aber nun dem vom Kaiser einberufenen Regensburger Fürstentag 1623 fern. Kaiserlich verfasste Schreiben forderten beide noch während des Fürstentags zum Erscheinen auf. Die Belehnung Bayerns mit der Kurwürde hatte jedoch beide Kurfürsten endgültig verprellt. Anstatt auf dem Fürstentag zu erscheinen, verabredeten Georg Wilhelm und Johann Georg ein Treffen im sächsischen Annaburg, auf welchem eine gemeinsame Haltung in Reichsangelegenheiten abgesprochen wurde und am 12. März eine gemeinsame Entschuldigung an den Kaiser über ihr Fernbleiben verfasst wurde. Am 20. April 1623 folgte der Kreistag zu Jüterbog. Es drohte ein Zusammenstoß Pro-Pfälzischer Truppen unter Peter Ernst II. von Mansfeld und dem Ligaheer Tillys an der Weser. Eine Bewaffnung des Obersächsischen Reichskreises war daher dringlich und wurde gemeinsam von Sachsen und Brandenburg im Kreis vorgetragen und umfasste die Aufstellung eines Heeres von 8000 Mann für die Dauer von sechs Monaten. Danach durfte der Kreistag über die Auflösung der aufgestellten Truppen verfügen. Das Kreisgebiet wurde in zwei Kommandosphären aufgeteilt, einer nördlichen mit brandenburgischen Kommando und einem südlichen mit sächsischen Kommando.
Die Eintracht beider Staaten war Ende 1623 schon wieder vorbei. Brandenburg bewirkte auf dem Kreistag des Obersächsischen Reichstags die Auflösung der zuvor aufgestellten Kreistruppen gegen den Widerstand Sachsens und mit Zustimmung der anderen Kreisstände. Nach dem Zerfall der protestantischen Union vertraten die evangelischen Stände nur noch eine zögerliche Politik. Brandenburg begab sich zwar aus dem Windschatten Kursachsens, in dem es bisher gestanden hatte und versuchte eine politisch aktive Haltung einzunehmen. Bei der Formierung der Haager Allianz geriet es jedoch alsbald politisch an den Rand. Da Schweden ausschied, wagte das kleine Land, das sich zeitweise für seine Verhältnisse und Möglichkeiten sehr weit vorgewagt hatte, nicht mehr diese mutige Politik ohne entsprechenden Schutz einer starken Macht fortzuführen. Daraufhin näherte sich Brandenburg der Politik Kursachsens, die eine Kaisertreue war, wieder an.

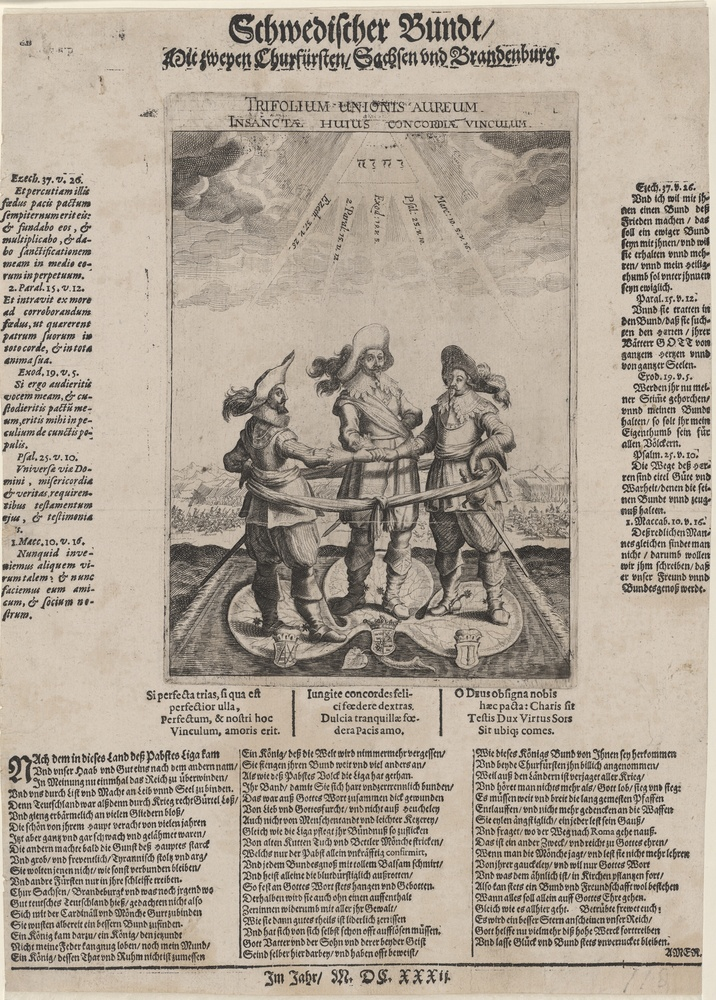
Propagandistischer Einblattdruck von 1632, Abgebildet sind die Kurfürsten von Sachsen und Brandenburg und König Gustav II. Adolf von Schweden. Sie reichen sich die Hände. Im Hintergrund kämpfen Truppen. Unter der Abbildung steht in drei Spalten ein Text, der die Katholische Liga als tyrannisch darstellt und die Vorzüge des protestantischen Bündnisses zwischen Sachsen, Brandenburg und Schweden aufzeigt. Beschwört wird die Festigkeit eines Bündnisses, das als solches nur auf Basis schwedischer Gewaltandrohung zustande kam und fragil war.

Der Kaiser hatte ein Übergewicht im Reich erzielt und erließ im Rahmen einer Rekatholisierungspolitik das Restitutionsedikt. Das bislang kaisertreue Sachsen war durch die autoritäre Kaiserliche Politik abgeschreckt. Es hatte Schlüsselpositionen in Norddeutschland verloren und drohte nun zu einem Verfügungsobjekt kaiserlicher Herrschaftsansprüche degradiert zu werden. Die ängstliche auf den Horizont des eigenen Territorialstaats einschränkende Neutralitätspolitik war nicht mehr ausreichend. Sachsen begann nun eine aktive reichsständische Bündnispolitik zu betreiben, die es zuvor jahrzehntelang trotz Anfragen und Bitten verweigert hatte. Damit wollte es verhindern, zwischen den europäischen Mächten zerrieben zu werden. Auch Brandenburg, das 1626 ins kaisertreue Lager gewechselt war, litt unter der Rücksichtslosigkeit kaiserlicher Heere auf seinem Gebiet. Durch die Landung des schwedischen Heeres in Norddeutschland im Juli 1630 entstand eine neue militärische Lage. Schwedens Heer drohte beiden Staaten von Norden her, während kaiserliche Truppen vom Süden nach Norden zogen. Es setzte in der Folge eine rege Diplomatie auch zwischen beiden Staaten ein.
Im April 1630 kam es in Annaburg zu einem sächsisch-brandenburgischen Kongress zur Vorbereitung des Kurfürstentags zu Regensburg 1630. Noch hoffte der sächsische Kurfürst darauf eine Lösung der Restitutionsproblematik im Kreis der Kurfrüsten zu erzielen. Beide Kurfürstentümer drängten auf eine Annullierung des Restitutionsedikts. Auf dem Kurfürstentag zu Regensburg erschienen der brandenburgische und sächsische Kurfürst aus Verärgerung über das Restitutionsedikt nicht. Stattdessen wurden sie durch Gesandte vertreten. Zu einer Lösung der Restitutionsproblematik kam es auf dem Kurfürstentag aber nicht. Stattdessen wurden die beiden protestantischen Fürstentümermit mit neuen Kontributionsforderungen der katholischen Partei konfrontiert. Erst jetzt, nachdem eindeutig zu erkennen war, dass vom Kurfürstentag keine Lösung in der Restitutionsfrage zu erwarten war, rang sich der Kurfürst Johann Georg zu einer grundlegenden Änderung seiner politischen Strategie durch und besann sich der seit 1629 von protestantisch-reichsfürstlicher Seite an ihn herangetragenen Forderung zur Einberufung eines größeren protestantischen Konvents. Bei der Zusammenkunft der Kurfürsten Johann Georg I. von Sachsen und Georg Wilhelm von Brandenburg zu Zabeltitz im September 1630 war der Sachse gegenüber den brandenburgischen Vorschlägen sehr viel offener. Der Albertiner legte erstmals vage die Einberufung eines Sonderkonvents der protestantischen Reichsstände fest. Die schwedische Landung auf Usedom schien den beiden Kurfürstentümern eine Schiedsrichterrolle zwischen dem Kaiser und den Schweden zuzuweisen. Zu dem Zeitpunkt zeigte sich, wie sehr das Übergewicht des Kaisers geschwächt worden war. Es tat sich ein Freiraum auf, in dem beide Kurfürsten eine Chance sahen, eine dritte Partei, die Partei der Reichsverfassung zu bilden. Die Kursächsisch-brandenburgische Zusammenkunft in Annaburg im Dezember 1630 diente zur Vorbereitung des Konvents zu Leipzig 1631. Auf diesem fanden sich die brandenburgischen und kursächsischen Theologen, darunter der sächsische Hofprediger Matthias Hoë von Hoënegg, bekannt als Calvinistengegner, bereit, ihre Gegensätze zu beenden. Die Brandenburger drängten auf den Abschluss eines evangelischen Verteidigungsbündnisses. In Leipzig wurde schließlich bei mehrmonatigen Verhandlungen protestantischer Fürsten im April 1631 das Leipziger Manifest verfasst, das sich gegen das Kaiserliche Restitutionsedikt von 1629 richtete.
Das Leipziger Bündnis wurde allerdings kurze Zeit darauf durch die sich rasch ergebenden Ereignisse wieder zerschlagen. Sowohl der Kaiser als auch der vom Norden ins Reich eingefallene Schwedenkönig Gustav II. Adolf duldeten keine dritte Partei in dem Konflikt. In der Folge wurde Magdeburg zerstört. Der bewaffnete Druck Schwedens bewirkte ein Bündnis Brandenburgs mit dieser auswärtigen protestantischen Macht, der wenig später im September 1631 der sächsische Kurfürst folgte. Ende Februar und Anfang März 1632 trafen sich sächsische und brandenburgische Räte in Torgau, um die Chancen einer gemeinsamen Politik gegen Schweden zu erkunden. Das sächsische Ziel war ein Separatbündnis beider Länder, das Schweden aus den Angelegenheiten des deutschen Protestantismus heraushalten sollte. Wider Erwarten stieß Johann Georg bei Georg Wilhelm auf wenig Gegenliebe. Während Brandenburg für einen Siegfrieden der Protestanten im Reich eintrat, stand das saturierte Sachsen für einen Verhandlungsfrieden mit dem Kaiser. Sachsen wiederum wollte dabei wie gewohnt die Führung der Protestanten im Reich übernehmen und sah in Schweden einen Konkurrenten. Die Antwort Georg Wilhelms zielte darauf ab, dass er es gerne gesehen hätte, wenn der Leipziger Konvent sich näher an Schweden gebunden hätte, anstatt eine dritte Partei bilden zu wollen. Dadurch wäre die Zerstörung Magdeburgs zu verhindern gewesen.
Abgesehen von diesem kurzzeitigen Versuch eigenständiger Interessenwahrnehmung blieben Brandenburg und Sachsen bis zum Ende des Krieges unfähig, eigene Positionen zu vertreten. Zumindest bei Brandenburg lag dies an einer unzureichenden eigenen Heeresmacht, die keinen wirksamen Schutz des Landes garantieren konnte. Beide Staaten richteten ihre glücklosen Bemühungen fortan darauf, Schweden und die Truppen des Kaisers von den eigenen Territorien fernzuhalten. Dabei wurden beide Territorien durch fremde Heere zerstört.

### Zeitenwechsel in den Machtverhältnissen zwischen Brandenburg und Sachsen

Johann Fink: Verbrüderungsgemälde zwischen Johann Georg II. von Sachsen und Friedrich Wilhelm von Brandenburg, um 1665, Öl auf Leinwand, zu sehen in der Rüstkammer der Staatlichen Kunstsammlungen Dresden

Der Westfälische Friede von Münster und Osnabrück beendete den Dreißigjährigen Krieg; die Abtretung des Herzogtums Magdeburg durch Sachsen an Brandenburg wurde festgelegt und 1680 vollzogen. Bis dahin war seit dem Aufstieg der Albertiner in Sachsen der Kampf mit Brandenburg um die Vorherrschaft an der Mittelelbe ausgetragen worden. Brandenburg-Preußen konnte sein Territorium im Zeitraum von 1598 bis 1648 von 40.000 auf 110.000 km² vergrößern. Auch Sachsen konnte deutliche Territorialgewinne durch die Eingliederung der beiden Lausitzen erzielen und vergrößerte sein Staatsgebiet von rund 22.000 km² auf 35.000 km². Beide Staaten hatten nun eine Territorialbasis von europäischer Größenordnung aufzuweisen und galten als Schwellenmächte mit machtpolitischer Zukunft, also Staaten die darauf hoffen konnten im machtpolitischen Konkurrenzkampf der europäischen Mächte ihre Unabhängigkeit zu behaupten und in die Reihe der Großmächte aufzusteigen. Die Friedensverhandlungen waren zeitweise von Rangkämpfen zwischen Dresden und Berlin belastet. In Berlin waren die maßgeblichen Kräfte nun entschlossen, Politik in den Dimensionen eines souveränen Staates zu betreiben. Anders als die sächsischen Lehrmeister wollten die gelehrigen Schüler aus der Mark sich der Reichspolitik so widmen, ohne dass sie sich gleichzeitig dem Kaiser auslieferten. Sowohl Sachsen als auch das Reich wollten sich dem eingeforderten brandenburgischen Machtausgleich nicht stellen. Sachsen war bis zum Prager Frieden 1635 maßgeblicher Gestalter deutscher Politik und stand nun dem gewandelten Verhältnis und den brandenburgischen Aktivitäten teilnahmslos gegenüber. Die unbestrittene Führungssituation im Obersächsischen Reichskreis mit Zentrum in Dresden bestand nicht mehr. Sachsen wollte zwar die Dominanz im Obersächsischen Reichskreis ausüben, konnte aber die damit verbundenen Funktionen nicht etablieren. Die kursächsische Außenpolitik blieb neue Ideen und Entwürfe schuldig, während der brandenburgische Nachbar stetig an seinen europäischen Aufstieg arbeitete. Der Aufstieg des Einen, bedingte den Abstieg des Anderen.
Der Frieden brachte auch eine Stärkung der Rolle der Landesfürsten im Reichsgefüge zulasten der Zentralmacht des Kaisers mit der Vergabe dreier bedeutender Kompetenzen an die Fürsten des Reiches:
- Erstens, die Zuerkennung der Landeshoheit, des „jus territori et superioritatis“,
- Zweitens, die Zuerkennung des „jus armorum“, das Recht auf eine bewaffnete Souveränität,
- Drittens, die Vergabe des Bündnisrechts (jus foederum) an die Reichsstände.[39]

Die außenpolitische Unabhängigkeit der größeren Reichsterritorien erhielt sechs Jahre später durch den Jüngsten Reichsabschied einen weiteren bedeutenden Schub. Dies stärkte die zentrifugal wirkenden Kräfte im Reich, von denen besonders Brandenburg hervortrat, das durch seine Außenpolitik die Kohärenz des Reiches weiter schwächte. Aus den negativen Erfahrungen im Dreißigjährigen Krieg heraus begann Brandenburg-Preußen eine konsequente Armierungspolitik, die das Land bis 1700 zum zweitgrößten armierten Stand machte.
Zwar registrierte man in Dresden die wachsende militärische Stärke Preußens, doch erregte diese im ausgehenden 17. und beginnenden 18. Jahrhundert noch keine große Ehrfurcht in Sachsen. Generell versuchten die mächtigeren Reichsstände nun Außenpolitik wie souveräne Fürsten zu gestalten. Alle großen deutschen Territorialstaaten strebten seit 1648 nach einer Rangerhöhung und Aufwertung zum Königtum und auch zu Territorialzuwachs, um im Kreis der europäischen Mächte akzeptiert zu werden. Zusätzlich waren Erbansprüche und dynastische Verbindungen weitere außenpolitische Schwerpunktthemen nach 1648 zwischen den einzelnen Reichsständen und auch zum Kaiser. Die Erfüllung von Bündnisverpflichtungen in Folge der Einbindung in das europäische Kabinettsystem bestimmte die Handlungen und Zielstellungen im Tagesgeschehen erheblich.

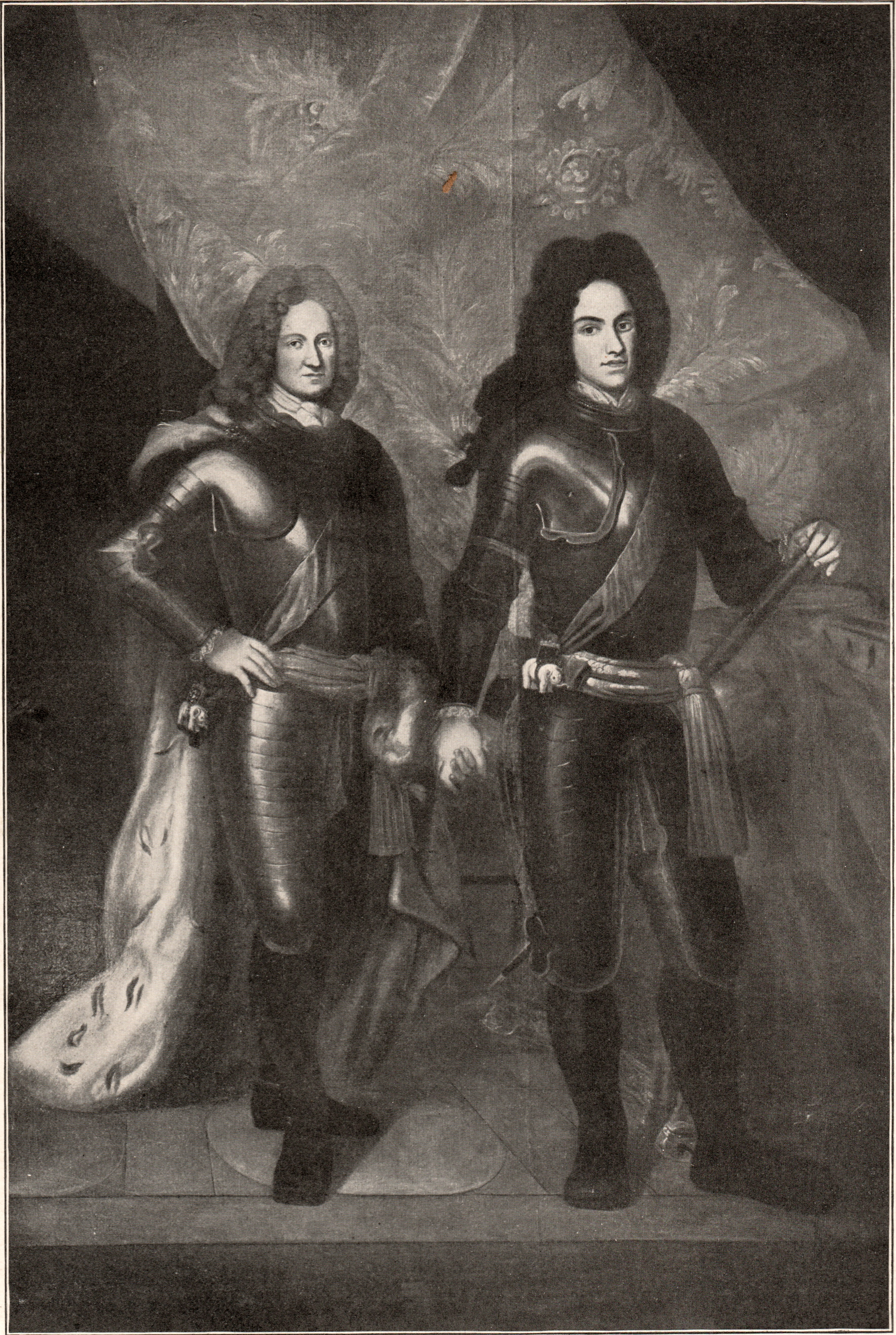
Verbrüderungsbildnis von Kurfürst Friedrich der Jüngere und Kurfürst Johann Georg IV. von Sachsen mit verschränkten Händen, 1692 vom sächsischen Hofmaler Heinrich Christoph Fehling angefertigt.

Der Aufstieg Brandenburg-Preußens wurde durch Sachsen nicht als ein solcher wahrgenommen. In Dresden benötigten die politischen Akteure eine lange Zeit, ehe in den außenpolitischen Lageanalysen das gewachsene Potential des nördlichen Nachbarn thematisiert wurde. Der Wandel vollzog sich allmählich und differierte in den verschiedenen Politikbereichen. Sächsische Diplomaten gaben Brandenburg-Preußen in ihren außenpolitischen Lageanalysen gegenüber anderen Reichsterritorien keine herausgehobene Stellung. Im Testament Kurfürst August den Starken wurde Brandenburg-Preußen nur beiläufig und summarisch mit anderen Reichsständen erwähnt. So ermahnte der Kurfürst seinen Nachfolger vor allzu engen Bindungen mit den angrenzenden Reichsterritorien. In Dossiers und außenpolitischen Lageanalysen wurde in Dresden die gestiegene Machtstellung des brandenburgischen Kurfürsten in der brandenburgischen Innenpolitik gegenüber den eigenen Ständen analysiert und thematisiert. Das führte auch zu warnenden Stimmen der sächsischen Geheimen Räte vor der Macht des brandenburgischen Kurfürsten. Trotz solcher Warnungen und Denkschriften veranschlagte man in Dresden den politischen Rang der Hohenzollern im Reich noch nicht allzu hoch. Die sächsischen Staatsmänner glaubten noch lange einen großen Einfluss auf die Hohenzollermonarchie zu besitzen, die zwar stärker geworden war, aber weiterhin nach ihrer Meinung der kursächsischen Unterstützung bedurfte. Das in Dresden seit der Reformation bestehende Bild zu Brandenburg, als Juniorpartner der kursächsischen Politik war dort noch nicht einer Neubewertung gewichen. Zudem war Brandenburg-Preußen bis 1740 für die kursächsische Außenpolitik nur einer und nicht jederzeit der wichtigste Bezugspunkt seiner Außenpolitik.
Demgegenüber behielt der kursächsische Nachbar in Berlin im Zeitraum von 1648 bis 1740 seinen herausgehobenen Platz. Der brandenburgische Kurfürst Friedrich Wilhelm warnte in seinem politischen Testament von 1667, dass das:

„… Hausses Kursachsen gar zu grosses aufnehmen aber keinem Hause schedlicher als dem Hausse Brandenburg sei.“

Es war vor allem der Verlust des Herzogtums Magdeburg für die wettinische Dynastie, der langfristig betrachtet eine entscheidende Weichenstellung in den brandenburgisch-sächsischen Verhältnissen darstellte. Der veränderte politische Stil Brandenburgs machte sich zuerst im Vorgehen gegenüber den kleineren mitteldeutschen Territorien bemerkbar, die beide nordostdeutschen Fürstentümer als ihren Einflussbereich betrachteten.
Trotz der Konkurrenz beider Mächte verfolgten Sachsen und Brandenburg in vielen Fragen der Reichs- und europäischen Politik des ausgehenden 17. und frühen 18. Jahrhunderts ähnliche Ziele. In den Jahren nach 1648 versuchte der brandenburgische Kurfürst Friedrich Wilhelm Kursachsen für seine unmittelbaren außenpolitischen Ziele (z. B. Erlangung der vollen Verfügungsgewalt über Hinterpommern oder Vermittlung im sich verschärfenden schwedisch-polnischen Konflikt 1655) zu gewinnen. Gemeinsam traten Brandenburg und Sachsen für die Präminenz, also der Erhaltung der Vorrangstellung der Kurfürsten gegenüber den anderen Reichsständen ein. Zeitweise führten Sachsen und Brandenburg eine gemeinsame Außenpolitik gegenüber der französischen Eroberungspolitik am Rhein in den 1670er Jahren. Das Bestreben beider Staaten jeweils eigene Wege in der Reichs- und europäischen Außenpolitik zu gehen führte aber auch mitunter zu Differenzen beider Staaten. So war in den 1660er Jahren Kursachsen eher Frankreich zugeneigt, während Brandenburg in diesem Jahrzehnt prohabsburgisch gesinnt war. Zwanzig Jahre später kehrte sich dieses Verhältnis um. Brandenburg-Preußen hatte nach dem ernüchternden Frieden von Saint-Germain (1679) ein Bündnis mit Frankreich geschlossen, zu dem es auch Stand, während Kursachsen schon längere Zeit eine prokaiserliche Position einnahm.
Im Zuge der Bedrohung Wiens durch ein osmanisches Heer offenbarten sich die unterschiedlichen Positionen Sachsens und Brandenburgs deutlich. Friedrich Wilhelm von Brandenburg missfiel es, Truppen für ein Reichsheer bereitzustellen, das unter fremdem Oberbefehl gegen brandenburgische Verbündete oder einen der wechselnden Subsidienzahler marschieren sollte. Der im Zuge der Belagerung von Wien 1683 ausgeschriebene Kreistag zu Leipzig endete im Leipziger Eklat. Als Vorpommerscher Kreisangehöriger führten Schweden die Gespräche. Dies war für die Brandenburger gleichbedeutend mit einer Herabsetzung der kurfürstlichen Vorrangstellung im Reichskreis. Aufgrund von Rangstreitigkeiten drängte der brandenburgische Gesandte den kursächsischen Verhandlungsführer von Miltitz zum Abbruch der Versammlung. Es wurde die letzte Versammlung des obersächsischen Reichskreises. Im Ergebnis zog Sachsen alleine mit einem Heer nach Wien, während Brandenburg sich nicht an die Befreiung Wiens beteiligte.
1691 war der in Brandenburg in Ungnade gefallene Feldmarschall Hans Adam von Schöning in kursächsische Dienste getreten und beriet Kurfürst Johann Georg IV. und nach seinem frühen Tod den Nachfolger Friedrich August I., auch bekannt als August der Starke. Schöning gewann einen enormen Einfluss auf beide Kurfürsten und empfahl eine umfangreiche Rüstung und auch einen Krieg gegen die Hohenzollern. 1692 besuchte im Januar zunächst der brandenburgische Kurfürst Friedrich III. den sächsischen Kurfürsten Johann Georg IV. in Torgau, wo der gemeinsame brandenburgisch-sächsische Orden der guten Freundschaft gegründet wurde. Dem folgte im Februar 1692 der Gegenbesuch des sächsischen Kurfürsten in Berlin in Beisein vom Bruder des sächsischen Kurfürsten, Friedrich August I., der dort etliche Proben seiner körperlichen Kraft abgab. Die Reise sollte das durch die Berufung von Schöning in den kursächsischen Dienst gestörte Verhältnis zu Brandenburg wieder glätten. Der Kurbrandenburgische Gesandte Samuel von Chwalkowski berichtete im Dezember 1694 vom hohen Einfluss Schönings am Dresdner Hof nach Berlin. Bis zu Schönings Tod 1696 wurde sein politisches Programm verfolgt.

### Brandenburg und Sachsen im Corpus Evangelicorum
Sachsen war das Mutterland der Reformation. Dies begründete seinen Anspruch, Erster der protestantischen Reichsstände zu sein.
Nach 1648 formierte sich auf den Reichstagen eine evangelische Ständepartei in Form des sogenannten Corpus Evangelicorum, die sich zunehmend als Organ des Reiches verstehen wollte. Sachsen übernahm gedrängtermaßen während des Regensburger Reichstags von 1653/1654 im Juli 1653 die Führung des Corpus Evangelicorum. Die Übernahme erfolgte aus Verpflichtungserwägungen und nicht aus machtbewusstem Kalkül. Eine vorhergehende Offerte zur Übernahme des Vorsitzes vom 18. April 1646 wurde aus Rücksichtnahme gegenüber kaiserlichen Interessen und eine befürchtete Anlehnung an Schweden sächsischerseits abgelehnt. Die sächsischen Verantwortlichen erkannten nicht die Möglichkeiten, die ein aktives bestimmtes Direktorium bot, das ambitionierte Brandenburg politisch einzuhegen und weiterhin hinter sich zu lassen. Diese wenig machtbewusste Einstellung Dresdens wurde schnell bemerkt und kritisiert und ein Wechsel des Direktoriums von den evangelischen Ständen in Betracht gezogen. Aus Mangel an Alternativen wurde ein Wechsel aber nicht vollzogen, obwohl Brandenburg die Alternative werden wollte. Die lutherischen Reichsstände lehnten aber den Reformierten (calvinistischen) Glauben der Hohenzollern ab und wollten daher keinen Calvinisten als Direktor des Corpus Evangelicorum zulassen. Die Lutheraner misstrauten den Calvinisten und sahen sie als Unruhestifter. Brandenburg wiederum suchte um Anerkennung für den Reformierten Glauben suchend immer wieder den Gegensatz zu Sachsen, um sich vor den evangelischen Ständen zu profilieren, um doch noch zum Haupt des Protestantismus im Reich zu werden. Eine solche Gelegenheit ergab sich 1674 und 1687 als brandenburgische Gesandte Gottfried von Jena und Wolfgang von Schmettau versuchten die Abwesenheit sächsischer Vertreter vom Reichstag zu Nutze zu machen. Sie ließen Konferenzen ansagen und schlugen für diese die Tagesordnung vor. Nur die calvinistischen Konfessionsverwandten fanden sich jedoch ein, während die Masse der lutherischen Stände den Konferenzen jedoch fernblieben. Der reformierte Glaube der brandenburgischen Hohenzollern wirkte immer noch als Makel. Trotz des Konfessionswechsels des wettinischen Kurfürsten zum katholischen Glauben 1697 behielt Kursachsen das Direktorium, obwohl sich Brandenburg als Erster Stand des Reiches betrachtete unternahm es nichts, um die Neuwahl des Direktoriums zu veranlassen. Stattdessen übernahm der Herzog von Sachsen-Weißenfels, ein abhängiges Sekundogenitur-Fürstentum von Kursachsen den Vorsitz im Direktorium.
1717 wurde mit dem Übertritt des sächsischen Kronprinzen zum katholischen Glauben die Frage nach dem Direktorium im Corpus Evangelicorum erneut gestellt. Diesmal hatte Preußen starke Avancen den Vorsitz zu übernehmen, wurde jedoch durch die ebenso vorgebrachten Ansprüche England-Hannovers gebremst. Letztlich behielt Sachsen erneut seine Direktorstellung bis in den Siebenjährigen Krieg, war aber immer wieder von Preußen abhängig. Dieses hatte seinen Makel als reformierte Partei abgelegt und vertrat die gesamtevangelische Sache. Nach faktischer Übernahme des Direktoriums durch den kurbrandenburgischen Comitialgesandten Erich Christoph von Plotho wurde Preußen nach 1760 bis zum Ende des Reiches das Haupt des Protestantismus, da Sachsen stillschweigend die Berechtigung von den protestantischen Ständen entzogen wurde, weiterhin das Corpus in seiner Gesamtheit zu vertreten. Die Ereignisse liefen fortan an Dresden vorbei nach Berlin, das direkt Religionsbeschwerden evangelischer Untertanen katholischer Territorialherren erhielt.

### Adelsbeziehungen und Wissenstransfer
Seit dem 16. Jahrhundert wurde das Verhältnis zwischen brandenburgischem und sächsischen Adel durch recht enge Bindungen geprägt. Beide Seiten traten in wechselseitigen Dienst am Hof oder in die Armee des Nachbarlandes. Auch die Kredit- und Heiratsbeziehungen waren ähnlich eng. Für Fürsten erwies sich die Anwesenheit ausländischer Adeliger geradezu als Gradmesser für die Attraktivität des eigenen Hofes. Davon abgesehen garantierte ein dichtes Kommunikationsnetz der Eliten eine stetige Vermittlung über Grenzen hinweg, die besonders in kriergischen Zeiten von hoher Bedeutung war. Der gegenseitige Informationsaustausch dieser Netzwerke funktionierte so gut, dass der Dresdner Hof bestens über brandenburgische Landtagsdebatten Bescheid wusste. Auch andersherum erhielten die Brandenburger die Informationen aus erster Hand, wie zum Beispiel bei der Anwesenheit zweier brandenburgischer Räte (Detlof von Winterfeld und Bernhard von Arnim) bei der Besprechung der Tagesordnung für den nächsten sächsischen Landtag im Jahr 1593.
Beide Seiten waren am gegenseitigen Erfahrungsaustausch interessiert. Erfahrungswissen wurde sowohl auf offiziellen wie inoffiziellen Wegen im Verwaltungsbereich oder im Militärwesen ausgetauscht. Immer wieder fanden Angehörige brandenburgischer Adelsfamilien Anstellungen am kursächsischen Hof. Andersherum wurden sächsische Baumeister, Architekten und Handwerker für Bauprojekte in Berlin angeworben. Das Regierungshandeln Kursachsens war besonders fortschrittlich nach europäischen Standards und färbte personell und strukturell auf Brandenburg ab. Die Sachsen Lampert Distelmeyer und sein Sohn Christian Distelmeyer wurden brandenburgische Kanzler. Das Torgauer Schloss Hartenfels galt etwa als Vorbild für den Berliner Schlossbau. Sowohl in Dresden wie in Berlin/Potsdam zeigten sich die Offiziellen sehr interessiert an den Veränderungen im höfischen Zeremonialwesen oder an Reformvorhaben in der Zentral- wie der Lokalverwaltung des Nachbarterritoriums. Viele Offiziere aus der kursächsischen Armee dienten zeitweilig oder dauerhaft im preußischen Heer.
Seit dem ausgehenden 17. Jahrhundert entstand eine rückläufige Entwicklung. Einerseits bemühten sich die brandenburgischen Landesherren darum den eigenen Adel verstärkt im Land zu halten und diesen zu disziplinieren, anderseits verschärften sich auch die konfessionellen Gegensätze zwischen beiden Adelsgesellschaften.
Die spürbare Verschlechterung der preußisch-sächsischen Beziehungen in Folge der Schlesischen Kriege hinterließ ihre Spuren bei den beiden regionalen Adelsgesellschaften. Beim sächsischen Adel entstanden Vorbehalte bezüglich einer preußischen Übermacht.
Zwischen preußischen und sächsischen Wissenschaftlern fand während der Aufklärung ein reger Dialog statt. Neben den prominenten Gesellschaften in den Zentren der Aufklärung Berlin (u. a. Gesellschaft Naturforschender Freunde, Berliner Mittwochsgesellschaft) und Leipzig bildeten sich in ganz Sachsen und Preußen zahlreiche miteinander in Verbindung stehende gelehrte Vereinigungen (z. B. Oberlausitzische Gesellschaft der Wissenschaften). Die prominentesten Vertreter des preußisch-sächsischen Aufklärungstransfers waren Thomasius, Gottsched, Lessing und Heynitz.

### Beziehungen in den brandenburgisch-sächsischen Grenzregionen

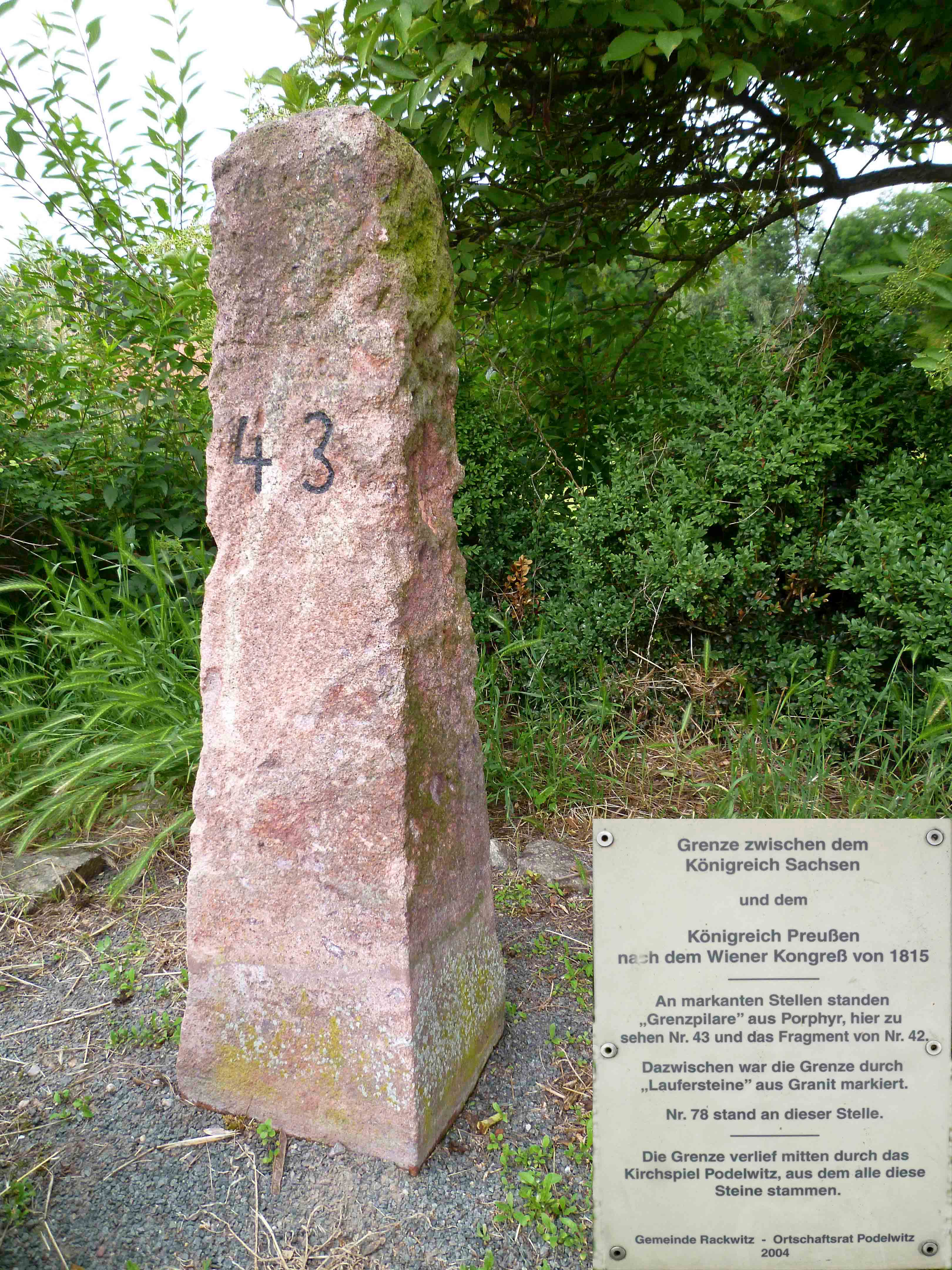
Grenzstein Nr. 43 Historische Landesgrenze Königreich Sachsen Königreich Preußen 1815, Gemeinde Rackwitz im Landkreis Nordsachsen

Die Möglichkeiten der frühneuzeitlichen landesherrlichen Zentralverwaltung, in den Alltag der Grenzgesellschaften eingreifen zu können, waren begrenzt. Das Leben der Bewohner an der brandenburgisch-sächsischen Landesgrenze verlief daher unspektakulär auch in Zeiten zwischenstaatlicher Spannungen. Die Bewohner einiger brandenburgischer Dörfer gingen zum Beispiel zum Gottesdienst, für Taufen, Hochzeiten oder Beerdigungen in die benachbarte sächsische Stadt. Dies war konfessionspolitisch unproblematisch, da die Landbevölkerung beider Territorien lutherisch gläubig war. Wirtschaftlich gestalteten sich die Beziehungen beider Seiten an der Grenze eng. Die nahe der Grenze liegenden brandenburgischen und sächsischen Kleinstädte dienten der Bevölkerung des jeweils anderen Territoriums als Nahmarkt. Spannungen verursachten die berüchtigten preußischen Werbekommandos entlang der südöstlichen Grenze zur sächsischen Niederlausitz und zur südwestlich gelegenen Zauche. Die gesamte kursächsisch-brandenburgische Grenze war betroffen. Die Überfälle auf sächsische Gemeinden durch preußische Werbekommandos und die Zwangsverschleppung von sächsischen Männern nahm zeitweise starke Dimensionen an, so dass die Bewohner der sächsischen Grenzsiedlungen zur Selbstverteidigung bewaffnet wurden. Anders als in anderen zu Brandenburg angrenzenden Territorien verhielten sich aber die preußischen Werber noch gemäßigt, da das militärische Potential Sachsens durch Preußen als hoch bewertet wurde und eine Eskalation zu hohe Risiken für Preußen barg.
Beide Länder bemühten sich die Fachkräfte der anderen Seite für den eigenen Dienst abzuwerben. Im 18. Jahrhundert gab es aus dem thüringisch-sächsischen Raum einen stetigen Zustrom von Neusiedlern in Brandenburg. Das fiskalische Interesse des Staats im 18. Jahrhundert führte zu protektionistische Maßnahmen in der Grenzregion.

### Königskrönungen beider Kurfürsten 1697 und 1701
In der Hochzeit des Absolutismus suchten die deutschen Fürsten ihre Souveränität nach innen und außen auszubauen. Beide Fürstenhäuser suchten nach einer weiteren Rangerhöhung, um im Machtgefüge mit dem Kaiser eine bessere Ausgangslage zu erhalten. Möglich war dies jedoch nur außerhalb der Grenzen des Reiches. Ungeachtet der vorherigen Differenzen beider Staaten und des latenten Misstrauens setzten sich immer wieder die gemeinsamen Interessenlagen durch. Dresden und Berlin brauchten einander auf vielen Sachgebieten der Reichspolitik. Dies schloss am Ende des 17. Jahrhunderts auch die gegenseitige Unterstützung beim Kronerwerb ein. Der brandenburgische Kurfürst hoffte, dass Kursachsen seinen guten Ruf am Wiener Hof nutzen würde, um das eigene Krönungsprojekt zu unterstützen wie auch bei der Anerkennung unter den anderen Reichsfürsten und europäischen Monarchen zu werben.
Dem sächsischen Kurfürsten gelang dies zuerst mit der Königswahl Augusts zum polnischen König auf dem Wahlfeld in Wola 1697. Friedrich III. von Brandenburg reagierte mit einem Glückwunschschreiben auf die Wahl Augusts zum polnischen König. Der brandenburgische Kurfürst hatte für die Wahl mit der Person des Markgrafen von Baden-Baden einen eigenen Kandidaten ins Spiel gebracht. Die Wahl des Sachsen war für den Brandenburger insgesamt ein kleineres Übel, als es ein französischer Kandidat geworden wäre aber insgesamt gab es am Berliner Hof keine Freude über die Wahl. Die Verbindung des unmittelbaren Nachbarns mit dem großen Polen-Litauen wirkte auf Berlin eher bedrohlich. Friedrich III. intensivierte daraufhin seine Pläne für ein eigenes Königreich.
Der brandenburgische Kurfürst folgte August vier Jahre später mit der Königskrönung in Königsberg am 18. Januar 1701. Der sächsische Kurfürst und polnische König August II. antwortete ebenso mit einem Glückwunschschreiben auf die Königskrönung. Schon im Vorfeld hatte August II. dem brandenburgischen Kurfürsten seine Unterstützung zugesichert. Er tat dies in der Hoffnung auf den Beistand seines Nachbarn bei der Umsetzung seiner gegen Schweden gerichteten Pläne. August II. war der erste auswärtige Fürst, der Friedrich I. gratulierte und ihn als König betitelte. Neben der offiziellen Anerkennung der königlichen Würden war August II. auch bereit, auf die Ansprüche auf das bis 1657 bestehende Lehensverhältnis des Herzogtums Preußen zur polnischen Krone zu verzichten. Die sächsischen Gesandten in Wien und auf dem Reichstag in Regensburg traten als Protegés für das mit allerlei Anfechtungen konfrontierte junge Königreich auf.
Beide Erhebungen begründeten neue Machtkonstellationen, die sich gesamteuropäisch mit Schwerpunkt auf den Nord-Osten des Kontinents auswirkten. Die Erwerbung der polnischen Königskrone hatte das grundsätzliche Konkurrenzverhältnis zwischen Sachsen und Brandenburg-Preußen noch verstärkt, weil Brandenburg nach der Erwerbung einer Landbrücke zwischen Hinterpommern und dem Herzogtum Preußen strebte; ein Projekt, das nur auf Kosten Polens zu bewerkstelligen war, das nun sächsisch regiert wurde. Die Bezeichnung des rangmäßig erhöhten Staates Königreich Preußen galt zunächst nur für Ostpreußen, wurde ab 1750 zunehmend auch für alle anderen Gebiete der Hohenzollern außerhalb des ehemaligen Herzogtums Preußen übertragen und löste die bis dahin übliche Verwendung Brandenburg-Preußen für den Gesamthohenzollernstaat ab. Dessen ungeachtet blieb die Mark Brandenburg in ihren Grenzziehungen erhalten und bildete weiter das wichtigste Glied des preußischen Gesamtstaates. Die Personalunion Sachsen-Polen konnte sich nicht in eine Realunion umwandeln, auch weil eine Landbrücke zwischen beiden Ländern fehlte.

### Verwicklungen in Nord-Osteuropa

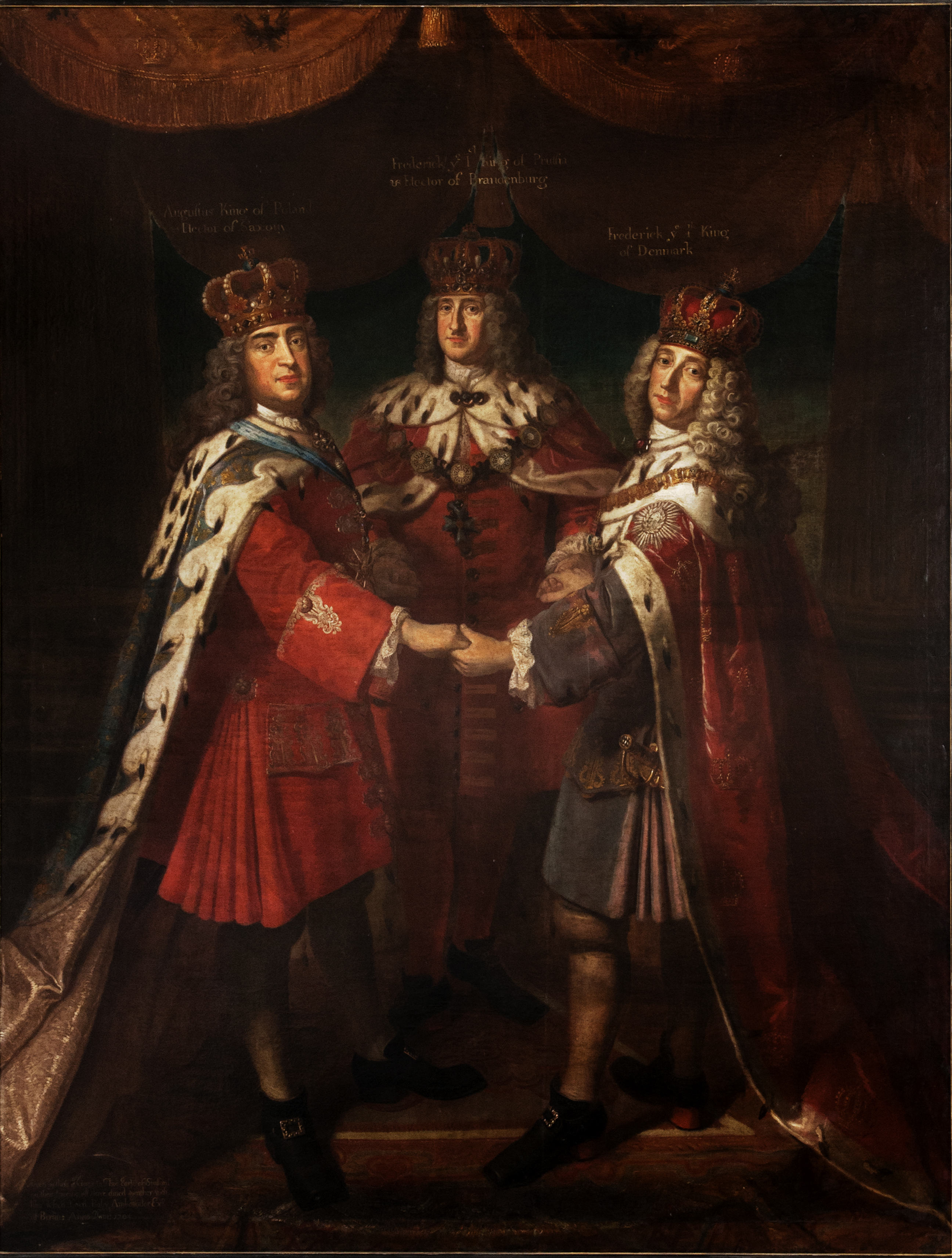
Dreikönigstreffen: Friedrich I. in Preußen (Mitte), August der Starke, Kurfürst von Sachsen und zeitweilig König von Polen (links), Friedrich IV. von Dänemark (rechts)
Gemälde von Samuel Theodor Gericke, zu besichtigen im Schloss Caputh

Der sächsische Kurfürst betrieb nun eine europaweite Außenpolitik die seiner gewachsenen Bedeutung als Herrscher über ein umfangreiches Territorium in Mittel-Osteuropa entsprach. Dabei verfolgte er das Ziel eine Landbrücke zwischen Sachsen und Polen zu erwerben und Polen in eine Erbmonarchie zu verwandeln. Für letzteres benötigte er erhebliche Finanzmittel, um die innenpolitische Zustimmung zu erreichen, wobei er zum Gelderwerb auch Gebietsabtretungen zuließ. So kam es zu einem preußisch-sächsischen Gebietshandel in Polen. Im Tausch gegen Geldmittel erlaubte der polnische König Preußen als Pfandmittel die Stadt Elbing in Königlich Preußen zu besetzen. Dies brach den polnischen Adel auf, so dass Friedrich III. die Stadt wieder räumen ließ, auch weil er die Zustimmung Polens zu seiner Königserhebung nicht gefährden wollte. Im Frühjahr 1699 schmiedete wiederum August II. einen Plan das Herzogtum Preußen anzugreifen. August wollte die antibrandenburgische Stimmung in Polen ausnutzen und Preußen in ein wettinisches Erbland umwandeln. Die territorialen Ambitionen Augusts erkannte Friedrich III. so dass er eine Politik begann, die die polnisch-sächsische Union lähmen sollte. So förderte er die antikönigliche Opposition in Polen, die sich zu einer bedeutenden Kraft in Polen entwickelte.
Beide Staatskonglomerate wurden in den seit 1700 geführten Großen Nordischen Krieg verwickelt. Schweden war durch den Besitz Schwedisch-Pommerns seit 1648 Reichsstand und als solches Mitglied des Obersächsischen Reichskreises, dem auch Sachsen und Brandenburg angehörten. Beide Länder wurden seit 1648 zunehmend in den Kampf um das Dominium Maris Baltici beansprucht. Die traditionellen schwedischen Gegner Dänemark, Russland und Polen verbündeten sich gegen Ende des 17. Jahrhunderts, um die schwedische Großmachtstellung erneut anzufechten. Preußen hatte Anspruch auf Vorpommern und Sachsen war durch die Beziehung mit Polen in dessen Ansprüche auf Schwedisch-Livland in den Regionalkonflikt mit verwickelt. Der Sächsische Feldzug nach Livland ging verloren und August II. musste eine militärische Niederlage nach der anderen hinnehmen, bis Sachsen 1706 durch ein schwedisches Heer besetzt wurde und vorerst aus dem Krieg ausscheiden musste. Der preußische König nutzte die desolate Lage in die sich der wettinische König befand und leitete mit Karl XII. Gespräche über die Teilung Polens ein. Gleichzeitig suchte der abgesetzte August II. reumütig beim preußischen König Hilfe. Friedrich I. knüpfte seine Unterstützung für Sachsen immer wieder an Augusts II. Bereitschaft, Polen zu teilen oder zumindest Gebiete des polnischen Territoriums an Preußen abzutreten. Der Abzug der schwedischen Truppen aus Sachsen nach Russland begünstigte erneute diplomatische Aktivitäten Sachsens zur Wiedererlangung der polnischen Krone und Formierung eines neuen antischwedischen Bündnisses. Der nach Dresden entsandte preußische Gesandte Johann August Marschall von Bieberstein berichtete regelmäßig, so dass der Berliner Hof über die dortigen Ereignisse zu jeder Zeit in Kenntnis gesetzt war. Der Verständigung zur Wiederaufnahme der Kriegshandlungen zwischen Sachsen und Dänemark in Dresden folgte kurz darauf ein Staatstreffen in Berlin, um auch den preußischen König zum Kriegseintritt gegen Schweden zu bewegen. Das Dreikönigstreffen von 1709 im brandenburgischen Schloss Caputh wurde Ausdruck für die Bemühungen beider Staaten eine gemeinsame Außenpolitik für den nordöstlichen europäischen Kontinent zu konzipieren, auch wenn Preußen vorerst neutral blieb. Im Januar 1710 traf sich der preußische König Friedrich I. mit August II. in Leipzig zur Unterhandlung in politischen Angelegenheiten die vor allem Polen betrafen. Preußische Teilungspläne bezüglich Westpreußens wurden von August als nicht durchführbar zurückgewiesen. Auch die Frage der polnischen Wehrfähigkeit wurde besprochen. König August II. nahm 1715 Geheimverhandlungen mit König Friedrich Wilhelm I. in Preußen auf, um mit Hilfe preußischer Truppen doch noch die absolute Herrschaft in Polen-Litauen durchzusetzen, doch Zar Peter der Große verhinderte das geplante Abkommen. Neben anderen Mächten schlossen Preußen und Sachsen am 3. Februar 1715 einen gegen Schweden gerichteten Bündnisvertrag. Als Teil der antischwedischen Allianz gelang es beiden Staaten schließlich das schwedische Reich entscheidend zu schwächen. Im gemeinsam koordinierten Pommernfeldzug 1715/1716 wurde schließlich Schwedisch-Pommern vom schwedischen Reich erobert.
Im Ergebnis des Krieges wurde das Kaiserreich Russland Nachfolger der niedergegangenen schwedischen Großmacht. Die russische Einflusssphäre umfasste auch Polen, reichte nach Preußen bis nach Mecklenburg hinein. Gesamteuropäische außenpolitische Bündnissysteme wie das französische System der Barrière de l’Est versuchten den Einfluss Russlands einzudämmen. Russland bastelte wiederum an einem Nordischen System. Beide Mächte, Preußen und Sachsen, die nun durch ihre Königtümer souveräne Staaten waren, agierten innerhalb dieser westlichen und östlichen Bündniskonstellation auch zueinander. Es blieb bis in die Mitte des 18. Jahrhunderts offen, ob eben Sachsen oder Preußen sich letztlich als der gewichtigere Verbündete des russischen Kaiserreichs in Bezug auf die Kontrolle des westlichen Vorfelds Russlands qualifiziert. Das sächsische Polen blieb ein begehrtes Territorialobjekt und wurde zunehmend in Teilungspläne seiner Nachbarn hineingezogen. Hierzu schlossen insbesondere Russland und Preußen diverse Allianzverträge ab, die auf eine Schwächung Polen-Litauens abzielten (1726, 1729, 1730, 1732, 1743). Dabei fügte sich Preußen dem russischen Konzept, Polen ungeteilt zu lassen und es stattdessen durch innenpolitische Bestechungen zu kontrollieren und jedes königlich intendiertes Reformprojekt zu torpedieren. August II. suchte diese Abhängigkeit der polnisch-sächsischen Union von Preußen und Russland zwar zu entgehen, verstrickte sich dabei aber in neue Konflikte. Im Thorner Blutgericht von 1724 kam es zu religiösen Konflikten zwischen Protestanten und Katholiken und führte beim preußischen König Friedrich Wilhelm I. zu einer Interventionsabsicht, die nur durch eine allgemeine Kriegsmüdigkeit in Europa nicht zustande kam.
Nach dem Tod August II. wurde zunächst der französische Kandidat Stanislaus I. Leszczyński zum polnischen König gewählt. Durch eine Gegenwahl des habsburgisch-russischen Kandidaten, dem Sohn August II., begann der polnische Thronfolgekrieg. Er endete mit der Inthronisierung des Wettiners August III., was den preußischen Interessen komplett widersprach.

### Ausbau des Gesandtschaftswesen, Handels- und Wirtschaftsbeziehungen beider Staaten

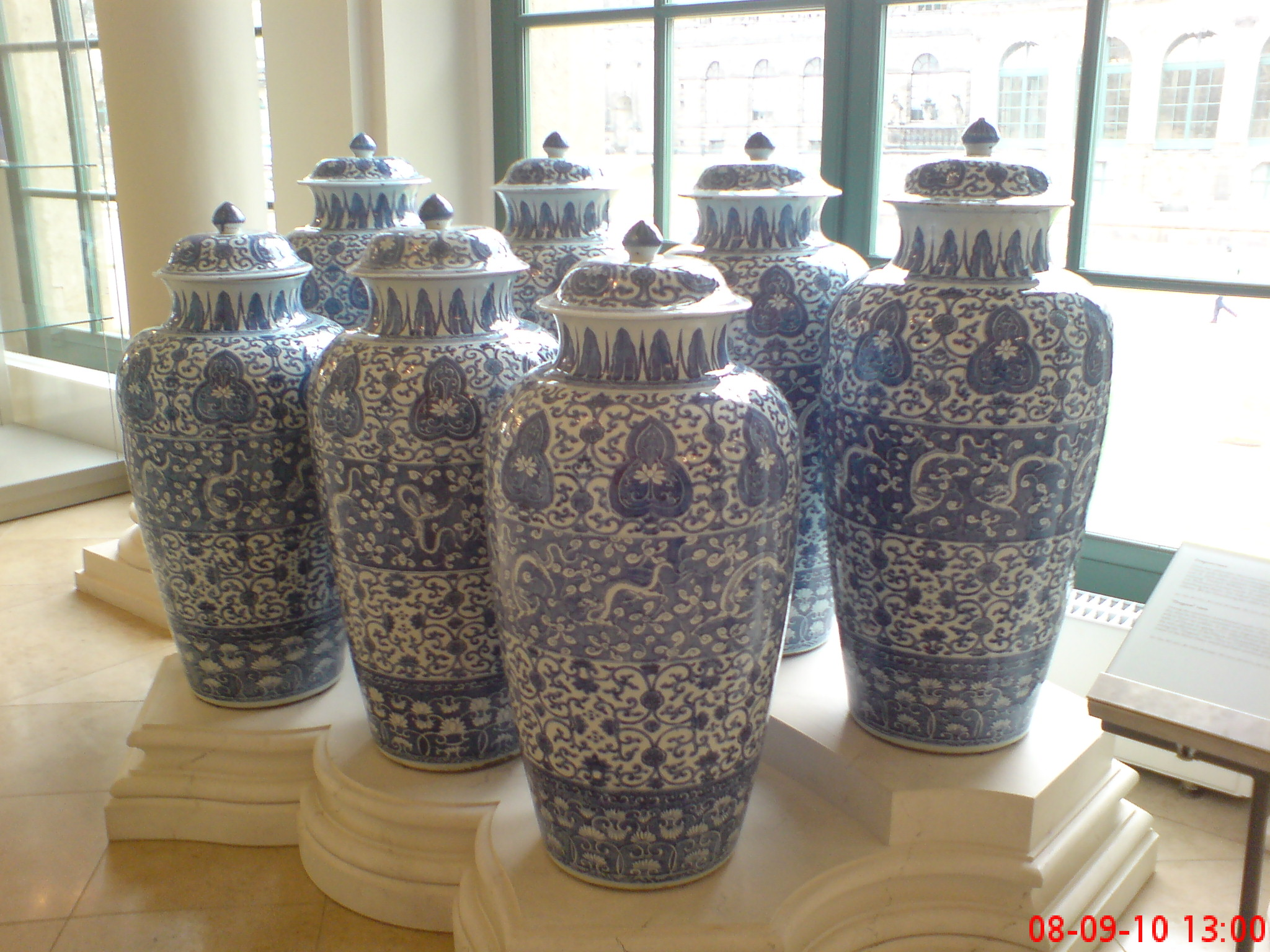
Teil der Dragonervasen im Zwinger in Dresden

Das Gesandtenwesen wurde um 1700 europaweit ausgebaut. Viele Staaten begannen nun dauerhaft eigene Botschaften in anderen europäischen Ländern zu errichten. Sachsen unterhielt seit 1711 eine ständige Gesandtschaft in Berlin, und Ernst Christoph von Manteuffel wurde der erste ständige sächsische Gesandte in Brandenburg. Brandenburg-Preußen folgte 1721 nach und entsandte 1721 zunächst Kurt Christoph von Schwerin, dann von 1721 bis 1726 Franz Wilhelm von Happe nach Dresden.

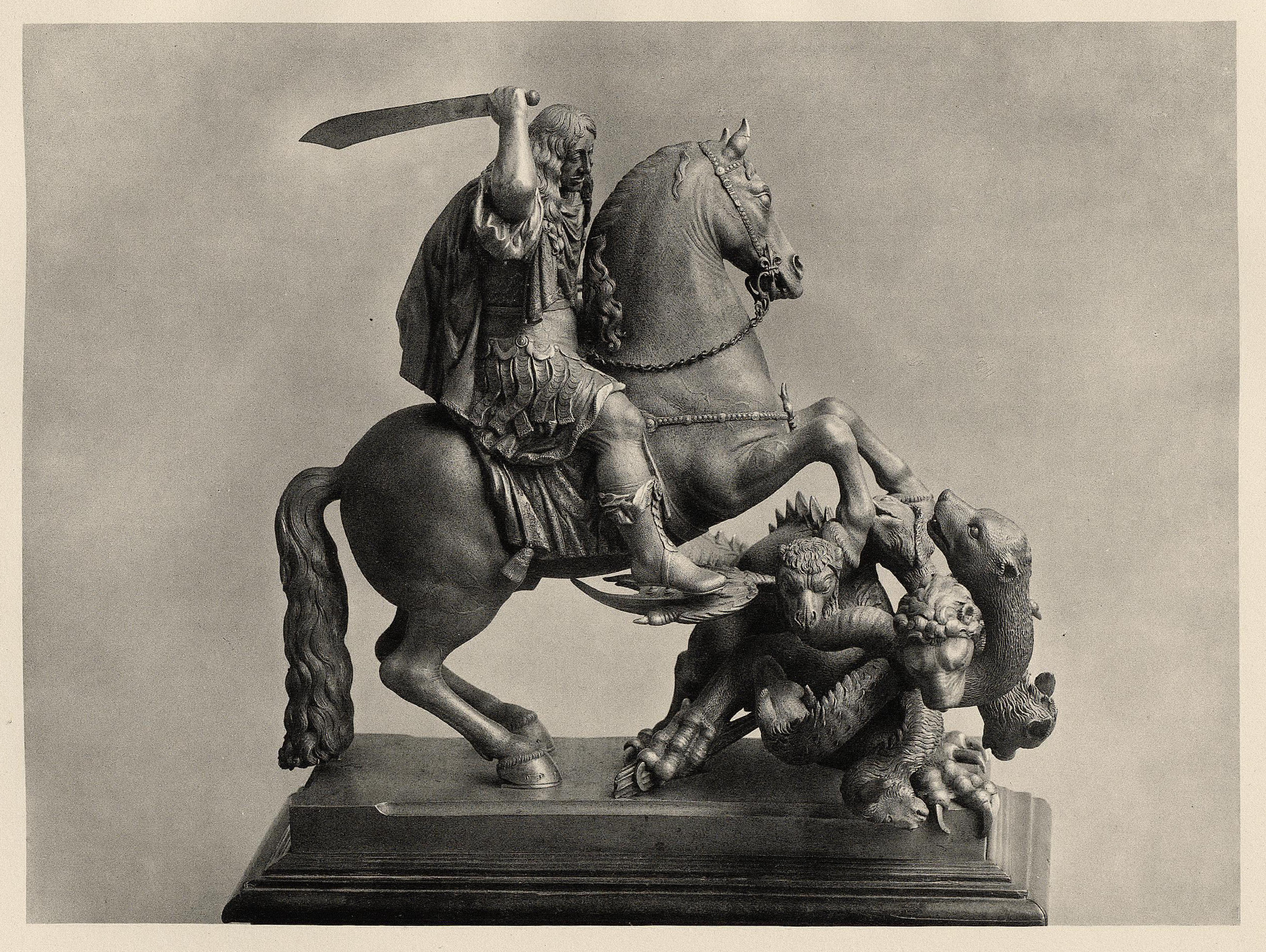
Gottfried Leygebe: „Karl II. als Georg“, von Friedrich Wilhelm I. von Brandenburg 1667 an den sächsischen Kurfürsten Johann Georg II. geschenkte Eisenschnittskulptur in Form eines Reitermonuments, die den englischen König Karl II. als heiligen Georg zeigt. Grünes Gewölbe, Staatliche Kunstsammlungen Dresden, inv.No.IX2.

Zu einem bekannten Handel zwischen beiden Staaten kam es 1717. Der Große Nordische Krieg neigte sich dem Ende zu, und Sachsens Kurfürst Friedrich August I. konnte einen Teil seiner aufgestockten Truppen wieder reduzieren. In diesem Zusammenhang bot er Friedrich Wilhelm I., König in Preußen und auch als „Soldatenkönig“ bekannt, Soldaten an und ließ durchblicken, dass er im Gegenzug insbesondere über Porzellan erfreut wäre. Friedrich Wilhelm I. wiederum war dabei, die preußische Armee aufzustocken, und nahm den Handel gerne an. 600 Dragoner der sächsischen Armee gingen neu formiert als preußisches „Dragonerregiment von Wuthenow“ in den preußischen Dienst über. Im Gegenzug gingen 151 original chinesische Porzellangefäße aus der Qing-Zeit aus den Beständen der Schlösser Oranienburg und Charlottenburg nach Sachsen. Unter militärischen Zeremoniell hat man diesen Tausch im April und Mai 1717 bei Jüterbog vollzogen. Die Monumentalvasen, auch bekannt als Dragonervasen sind heute Teil der Dresdner Porzellansammlung der Staatlichen Kunstsammlungen Dresden. Ein weiterer Handel zwischen den beiden Herrschern fand 1727 statt. August der Starke zeigte gegenüber Friedrich Wilhelm I. Interesse an einem 66-Ender Geweih eines geschossenen Hirsches. Es kam zu einem Tauschhandel, bei dem der Soldatenkönig eine Kompanie Lange Kerls erhielt. Das Geweih befindet sich seit dieser Zeit im Schloss Moritzburg. Aus einer Staatsaffäre heraus ergab sich ein weiterer preußisch-sächsischer politischer Handel. Als die Gräfin Constantia von Cosel nach ihrem Sturz am Dresdner Hof nach Berlin reiste, wertete August II. dies als Flucht und forderte von König Friedrich Wilhelm I. die Auslieferung. Dafür bot Sachsen die Rückführung von preußischen Deserteuren, die nach Sachsen geflohen waren. Friedrich Wilhelm stimmte dem zu und ließ die Gräfin Cosel festnehmen. Auf der erzwungenen Rückreise ließ August seine ehemalige Geliebte verhaften und nach Stolpen schaffen. Als August 1729 den Wunsch an den preußischen König herantrug, in Vorbereitung für das Zeithainer Lustlager 250 preußische Armeepferde zu kaufen, wählte Friedrich Wilhelm I. für die Stellung der Pferde das Kavallierregiment Schulenburgs aus. Als der zur Übergabe bestimmte preußische Offizier sowohl Pferde als auch den bereits bezahlten Kaufpreis an den Kurfürsten überbrachte, realisierte dieser, das ihm der König aus Preußen ein Geschenk gemacht hatte. Im Gegenzug schrieb der sächsische Kurfürst, dass er für eine passende Revanche ein Auge offen halten würde.
Die sächsische Wirtschaftspolitik kollidierte mit brandenburgisch-preußischen Wirtschaftsinteressen. Daraus entwickelte sich ein regelrechter Wirtschaftskrieg zwischen beiden Staaten. Die preußischen Manufakturerzeugnisse waren nach internationalen Standards nicht Konkurrenzfähig. Daher betrieb König Friedrich Wilhelm I. auf legitimatorischer Basis des einnahmebasierten Kameralismus eine Schutzzollpolitik mit der Akzise. Preußen setzte Einfuhrverbote für sächsische Waren fest oder ließ sich Abgaben von bis zu 40 % bezahlen. Insbesondere der lokale Grenzhandel erlitt dadurch erheblichen Schaden. Da beide Staaten über Exklaven beziehungsweise Landinseln mit geringem territorialen Zugang zum Hauptterritorium verfügten, bedeutete dies für die betroffenen Gebiete wie zum Beispiel das preußische Halle an der Saale oder den Cottbusser Kreis erhebliche finanzielle und wirtschaftliche Einbußen.
1688 wurde der Müllroser Kanal eröffnet, der eine Verbindung zwischen Spree und Oder schuf. Der Kanal sollte den für Sachsen so wichtigen Warentransport über Land von West nach Ost und umgekehrt auf der Hohen Straße sowie auf der Niederen Straße Konkurrenz machen und das Messegeschäft in Leipzig schädigen. Daraus erwog Kursachsen 1727 die gewaltsame Zerstörung des Kanals. Das Ausfuhrverbot von brandenburgischer Schafwolle schädigte die sächsischen Textilmanufakturen ebenso wie die 1697 erfolgte Abwerbung sächsischer Handwerker und Manufakturarbeiter und die 1713 abgeworbenen Porzellanarbeiter der Meissener Porzellanmanufaktur. Kursachsen reagierte 1723 mit dem Erlass eines Mandates gegen die Abwerbeversuche und verhaftete preußische Emissäre. 1721 brachen Zollstreitigkeiten aus und offene Straßenkonfrontationen verschärften den wirtschaftspolitischen Konflikt weiter. Dieser wurde nach längeren Verhandlungen in Folge der gegenseitigen Staatsbesuche beider Herrscher beigelegt und ein Handelsabkommen am 16. Oktober 1728 geschlossen, der den freien Handel zwischen beiden Staaten bis auf einige Ausnahmen wieder herstellte. Aber auch das Abschließen von Handelsverträgen zwischen Preußen und Sachsen war für die Kaufleute noch keine Garantie dafür, dass sie unbehelligt Waren über die Grenze bringen konnten. Zur Mitte des 18. Jahrhunderts häuften sich die Beschwerden über Vertragsbrüche durch die Nachbarn.
Der Streit betraf auch den Handel und den Warentransport über die Elbe vom sächsischen Handelszentrum Leipzig nach Hamburg. Sowohl Friedrich II. als auch August III. belegten die Waren, die aus dem Territorium des anderen kamen, mit hohen Zöllen und Steuern. Friedrich erneuerte auf Drängen der Magdeburger Kaufleute das dort in Vergessenheit geratene Stapelrecht, um es als Kampfmittel gegen die auswärtige Konkurrenz aus Hamburg und Sachsen einzusetzen. Dadurch wurde der Warenverkehr auf der Elbe nach und aus Sachsen erheblich behindert. Im Verbund mit weiteren erhobenen Durchfahrtzöllen im preußischen Elbgebiet entwickelte sich so ein förmlicher Elbzollkrieg mit Sachsen. Sachsen reagierte und verbot die Ausfuhr von Lebensmitteln nach Brandenburg und bewirkte dort eine erhebliche Preissteigerung. Friedrich war auch bestrebt, sächsische Versuche der Erschließung eines Landwegs über den Harz nach Hamburg zu unterbinden.

### Beidseitige Staatsbesuche an den Dresdner und Berliner Hof

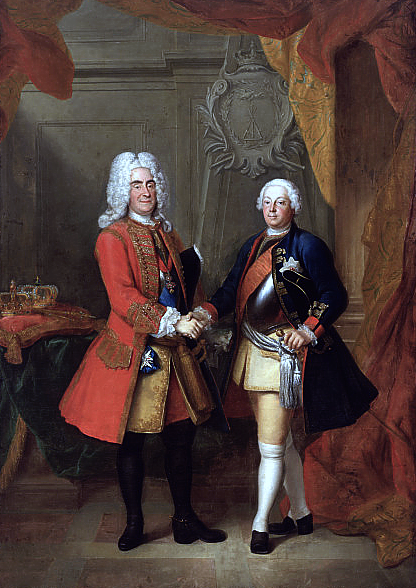
Friedrich Wilhelm zu Besuch am sächsischen Hof

Die außenpolitische Situation verschärfte sich in den 1720er Jahren. König Friedrich Wilhelm I. plante eine Lehnsallodifikation im Herzogtum Magdeburg und löste damit eine Klage der Ritterschaft beim Reichshofrat aus. Die kaiserliche Verordnung vom 1. Februar 1725 beauftragte Sachsen, Schweden und die ausschreibenden Fürsten des oberrheinischen Kreises mit der Reichsexekution. August ließ sächsische Truppen an der Grenze zu Preußen aufmarschieren. Im April 1725 befürchtete Friedrich Wilhelm I. einen Angriff Sachsens und traf Vorbereitungen. Die eigene bewaffnete Macht gedachte der preußische König nicht einzusetzen und sandte daraufhin beruhigende Nachrichten nach Dresden. Der Wechsel der außenpolitischen Situation entspannte die Situation wieder, die letztlich trotz großer Nervosität in Berlin harmloser war als es den Anschein hatte. Das unsichere agieren Friedrich Wilhelms I. auf diplomatischen Bankett war auch in Dresden nicht verborgen geblieben und veranlasste dort zu spöttischen Kommentaren, man könne den König «wie einen Dantzbären herumführen».
Ein in Friedrich-Biografien häufig geschildertes diplomatisches Ereignis betrifft den Staatsbesuch des preußischen Königs Friedrich Wilhelm I. und dem Thronfolger Friedrich II. in Dresden vom 12. Januar 1728 bis zum 11. Februar 1728. Vorausgegangen waren ein Vorschlag vom preußischen Gesandten beim Kaiser Friedrich Heinrich von Seckendorff und den wichtigsten Ratgeber des „Soldatenkönigs“, Friedrich Wilhelm von Grumbkow, einen offiziellen Besuch bei August dem Starken in Dresden vorzunehmen, von dem schon lange eine Einladung vorlag. Äußerer Anlass für den Reisezeitpunkt war der Karneval, der am Dresdner Hof mit großem Aufwand gefeiert wurde. Der Besuch Friedrich Wilhelms bot die Möglichkeit, die beiden Monarchen einander menschlich näher zu bringen, um so eine Entspannung der Beziehungen beider Staaten einzuleiten. Misstrauen herrschte nicht nur auf sächsischer Seite, auch Friedrich Wilhelm hatte 1722 anhand seiner Erfahrungen mit dem südlichen Nachbarn in seinem ersten Regierungsjahrzehnt eine Instruktion an seinen Nachfolger geschrieben:

„Mit die Sachsen müsset Ihr Frieden halten, so lange sie wollen. Allianzen müsset Ihr nicht mit sie machen. Sie sind gut kaiserlich und falsch wie der Teufel, und wo Ihr Euch nicht vorseht, betrügen Sie Euch.“

Es fanden an jedem Wochentag und Samstag Maskenbälle mit Tanz statt. Ebenso liefen Oper- und Theaterveranstaltungen. Es gab darüber hinaus eine große Illumination, ein Fuß-Turnier und eine Kampf-Jagd wilder Tiere. Der preußische Kronprinz Friedrich begann eine Affäre mit Anna Karolina Orzelska, einer illegitimen Tochter aus einer Mätressenbeziehung Augusts.
Vom sächsischen Kurfürsten erhielt der Kronprinz Friedrich II. für sein miserables Abschneiden beim Scheibenschießen einen peinlichen Scherzpreis, einen schwarzen Ziegenbock mit Schellengeläut und Fuchsschwänzen, an einen Rennschlitten gebunden, auf dem ein schwarzer Pudel und eine in Pelz als Dame verkleidete Katze saß. Dies ist ein Beispiel einer Reihe von Friedrich II. als persönlichen empfundenen Zurücksetzungen durch August II., die das Verhältnis des späteren preußischen Königs zu Sachsen negativ mitprägten.
Die herausgehobenen dynastischen Ereignisse wurden von den Hofmalern der jeweiligen Herrscherfamilie seit 1582 als sächsisch-brandenburgische Verbrüderungsbilder festgehalten und dokumentiert. Das im Artikel abgebildete Porträt beider Herrscher stammt vom französischen Hofmaler in Dresden Louis de Silvestre. Dieser hatte die Gelegenheit den preußischen König bei seinem Besuch in Dresden zu porträtieren. Das Gemälde zeigt nach Harald Max eine «augenfällige Zurschaustellung politischer Einigungsbestrebungen, deren Beständigkeit die Säule rechts symbolisiert» In dem Bild Silvestres wird etwas beschworen, was nicht mehr der Realität entsprach.

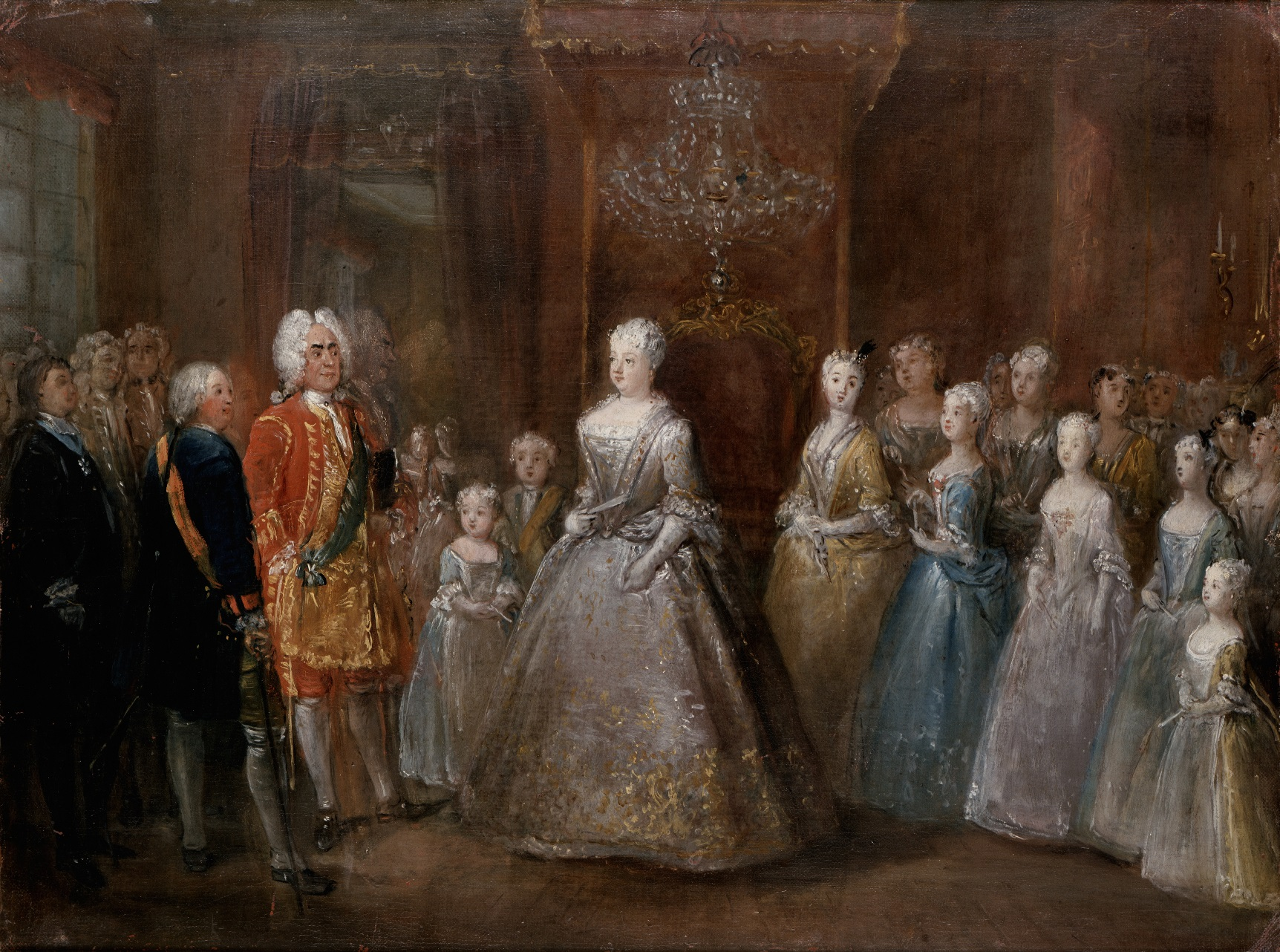
Gemälde vom Gegenbesuch Augusts in Berlin im gleichen Jahr

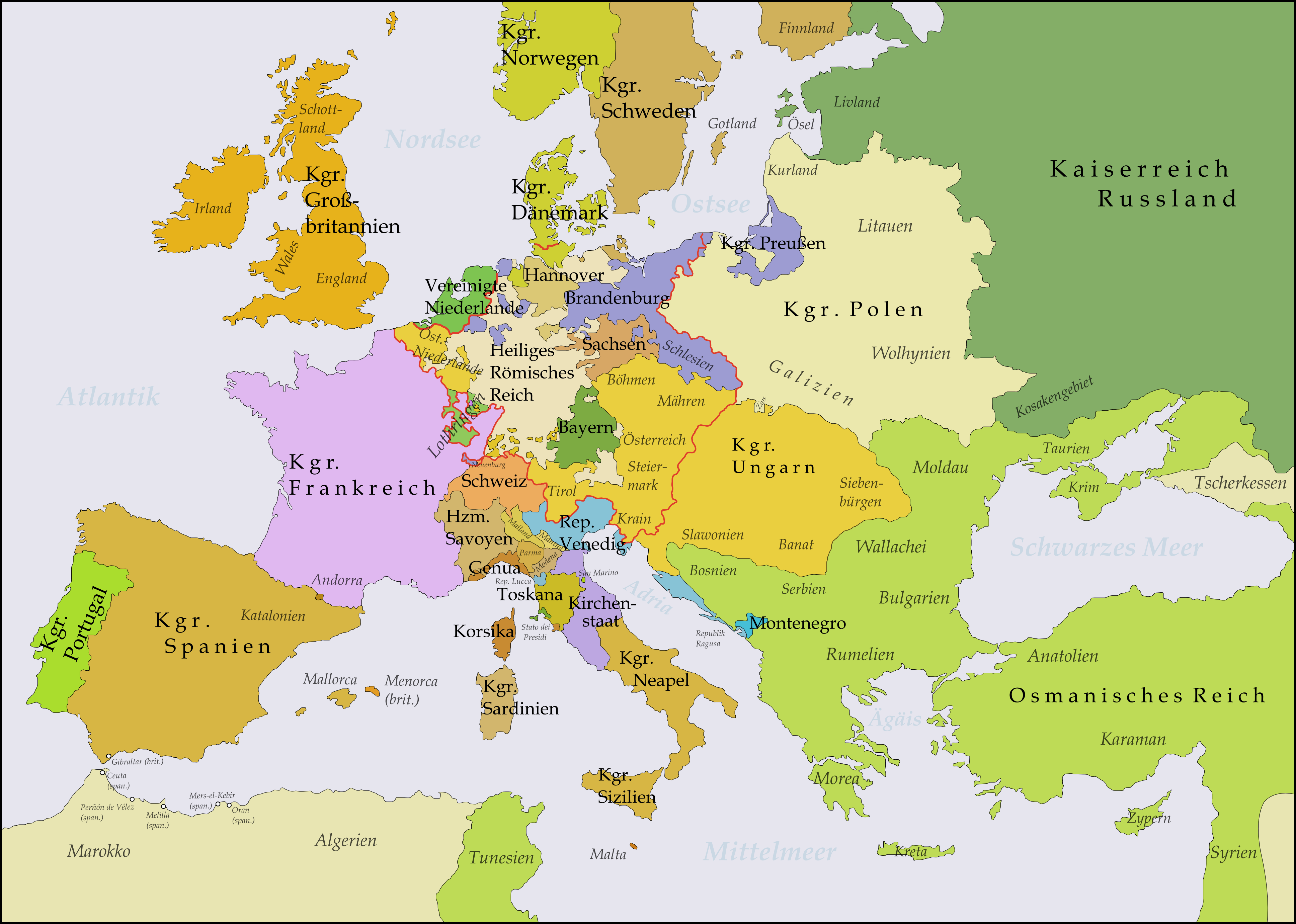
Europa zur Zeit des Siebenjährigen Krieges

Der Besuch des preußischen Königs in Dresden war nicht ohne Folgen für das sächsisch-preußische Verhältnis geblieben und eine Gegeneinladung reine Formsache.
Nach dem Besuch sandten sich beide Monarchen Geschenke zu. Im März sandte Friedrich Wilhelm I. 77 wertvolle geschliffene Gläser nach Dresden. Im Gegenzug brachte Matthäus Daniel Pöppelmann eine Maschinentafel, auch fliegender Tisch genannt nach Berlin. Das sächsische Geschenk ging auf die Bewunderungen Friedrich Wilhelms zurück, der in Dresden mehrfach an solchen „Wundertischen“ dinnierte. Der Tisch wurde sofort im Berliner Schloss installiert und für den Gegenbesuch rechtzeitig bezugsfertig gemacht.
Vier Monate später folgte vom 26. Mai bis 12. Juni 1728 der Gegenbesuch Augusts in Berlin. Er brachte als Gastgeschenk eine von insgesamt zwei Ausgaben des beschriebenen Gemäldes mit, das bis zu seiner Zerstörung 1945 im Berliner Schloss hing. Die Festlichkeiten in Berlin und Potsdam waren familienorientierter und nicht so strahlend und prächtig wie jene in Dresden. Für den Besuch wurden der Weiße Saal des Berliner Schlosses und die Gemächer für August II. aufwendig hergerichtet. Teil des Programms waren Truppenvorführungen so wie schon zuvor beim Besuch in Dresden. Am Abend nach der Truppenschau wurden die Hauptstraßen von Berlin illuminiert. Neben den Bällen im Stadtschloss fanden Festivitäten in Monbijou und Charlottenburg statt, was ansonsten am Berliner Hof nicht geschah. Es gab Besichtigungstouren, zum Beispiel zu einer Berliner Waffenmanufaktur wo anschließend ein Schießwettbewerb veranstaltet wurde. Im Anschluss seines Besuches wünschte August vom preußischen Hofmaler Antoine Pesne eine Darstellung dieser Ereignisse. Im Oktober 1728 begann der Maler mit dem Arbeiten an dem hier im Artikel abgebildeten Gemälde, von dem nur eine Ölskizze im Besitz der preußischen Schlösserstiftung erhalten ist. Das Gemälde stellt den Empfang Augusts durch die preußische Königin Sophie Dorothea im Berliner Schloss in Gegenwart der gesamten preußischen Königsfamilie dar. Nur der Kronprinz und Prinz Heinrich fehlen in der dargestellten Szene. Im Anschluss des Besuchs erhielt die preußische Königin Ende Juli ein umfangreiches Meißnerporzellan Service.
Nach der politischen Annäherung beider Herrscher folgte ein reger Austausch zwischen Dresden und Berlin. Die behandelten Themen betrafen das militärische Befestigungswesen und die Bewaffnung der Armee.
Ein weiteres bedeutendes diplomatisches Ereignis dieser Jahre bildete das Zeithainer Lustlager von 1730, in der August der Starke eine militärische Stärkedemonstration auf europäischem Niveau unter aufmerksamen Beisein des preußischen Königs Friedrich Wilhelms I. vollzog. Der Anlass für das vierwöchige Spektakel war die wachsende Konkurrenz zwischen Sachsen und Preußen. Das Truppenmanöver, das vom 31. Mai bis zum 28. Juni 1730 zwischen Riesa und Zeithain stattfand, war so etwas wie die Antwort Sachsens auf die preußische Aufrüstung durch den Soldatenkönig. Friedrich Wilhelm I. kam mit einem Gefolge von knapp 150 Personen und wurde am 31. Mai von August II. königlich empfangen.
Diplomatisch folgenreich für die preußisch-sächsischen Beziehungen der folgenden Ära wurden eine Begebenheit, die sich zwischen dem preußischen Vater und Thronfolger während des Manövers ereignete. Der später in Sachsen zum Premierminister aufgestiegene frühere Page Graf Brühl erhielt Notiz von dem geplanten Fluchtversuch Friedrichs II. mit Hans Hermann von Katte und gab diese Information weiter. Anschließend verprügelte der Vater vor der versammelten höfischen Gesellschaft den Sohn, mit dem Hinweis, dass er selbst sich nach so einer Demütigung erschossen hätte. Dies vollzog sich in Anwesenheit Brühls. Die Demütigung vor den Augen eines Nicht-Standesgemäßen vergaß Friedrich nie. Als Brühl in Zeithain auch noch für die Aufdeckung der Fluchtpläne Friedrichs mit dem preußischen Schwarzen Adlerorden ausgezeichnet wurde, entstand eine lebenslange Feindschaft zwischen Friedrich und Brühl, die später mit persönlich motivierten Rachefeldzügen des Preußenkönigs einherging. Ungünstig für das Verhältnis Friedrichs zum wettinischen Herrscherhaus war auch, dass der Vater Friedrich Wilhelm I. für seinen Sohn den sächsischen Kurprinzen zum Vorbild ernannte. Später schrieb Friedrich II. zu den Ereignissen in Dresden und Zeithain:

„Der König von Polen hat mir in Zeithain derart mitgespielt, dass ich ihn im Leben dafür nie mehr auslassen werde“

Neben dem Programm und den familiären Konflikten der preußischen Königsfamilie fanden auch diplomatische Unterhandlungen zwischen den preußischen und sächsischen Monarchen statt. August II. versuchte Friedrich Wilhelm I. aus dem kaiserlichen Lager zu ziehen und für die französische Seite zu gewinnen. Mit Hilfe der Franzosen erhoffte sich August die dauerhafte Sicherung der polnischen Thronfolge zu erzielen. Der preußische König wiederum war nicht an einem erheblichen Machtzuwachs Sachsens interessiert und erklärte seine reichspatriotischen Verbundenheit mit dem Kaiser. Als Friedrich Wilhelm I. das Zeithainer Lager verließ, zeigte er sich beeindruckt vom Können der Sächsischen Armee und der glanzvollen Veranstaltung und nahm aus dem Ereignis wichtige militärische Kenntnisse zum Leistungsstand der sächsischen Armee mit zurück nach Brandenburg. Letztlich konnte die preußisch-sächsische Besuchsdiplomatie der 1720er Jahre die tiefen wirtschaftlichen und politischen Gegensätze nicht überwinden.

### Offene sächsisch-preußische Konfrontation in den Schlesischen Kriegen

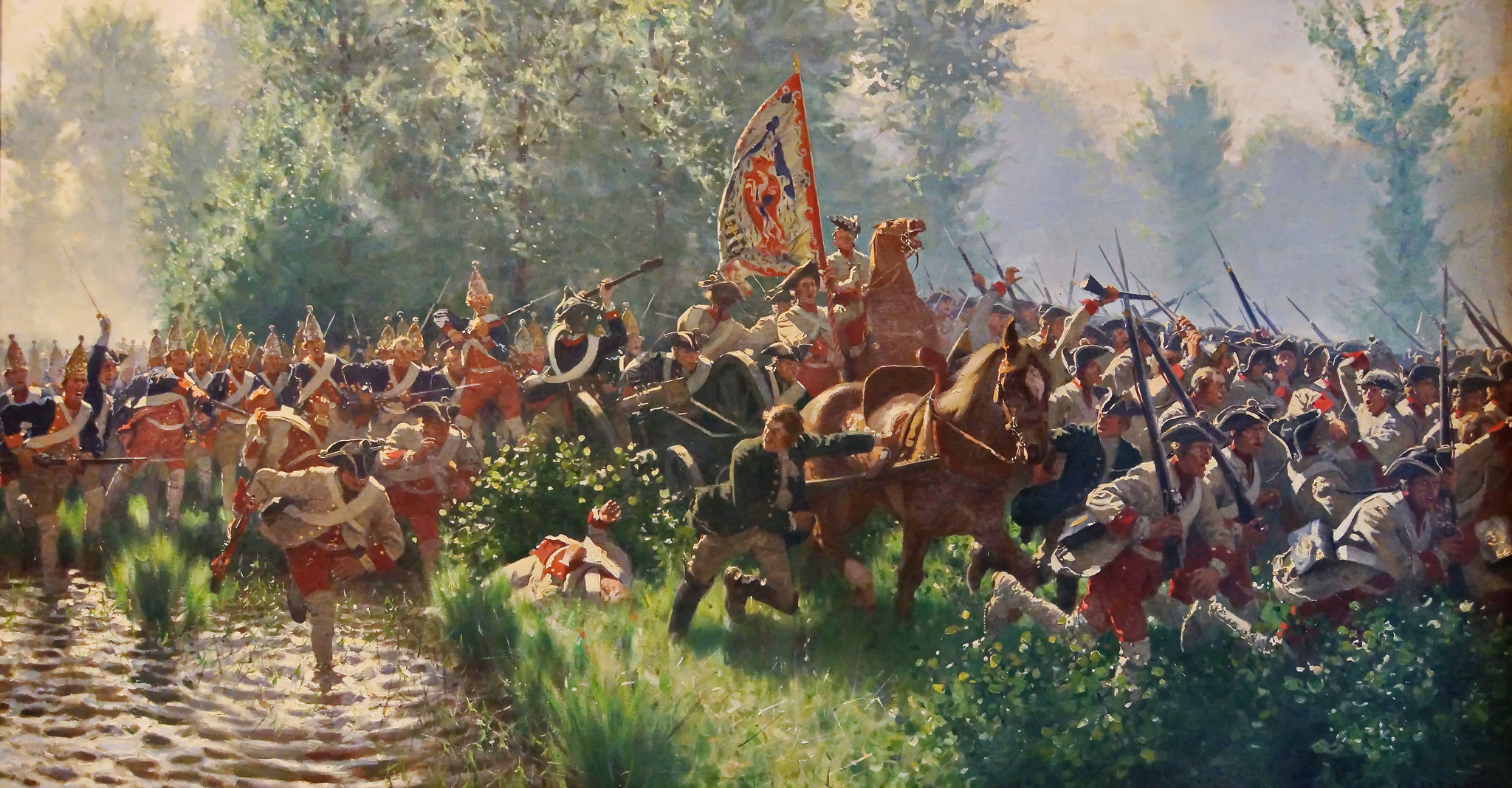
Die Schlacht bei Hohenfriedberg am 4. Juni 1745. Preußische Grenadier-Bataillone schlagen die Sächsische Garde. Carl Röchling. Militärhistorisches Museum der Bundeswehr, Dresden

Mit dem Beginn der Schlesischen Kriege trat eine Zäsur in den europäischen Außenbeziehungen ein, die den langfristig wirkenden preußisch-österreichischen Dualismus offen hervortreten ließen. Mit dem Dualismus verschoben sich auch die preußisch-sächsischen Beziehungsmuster. Bislang waren die nachbarschaftlichen Beziehungen zwar nicht ungetrübt gewesen, aber trotz mancher Gegensätze hatten sich beide Parteien immer wieder im gegenseitigen Respekt arrangiert. Mit Friedrichs II. Regierungsantritt im Jahr 1740 wurden die beiderseitigen Beziehungen jedoch auf eine völlig neue Grundlage gestellt. König Friedrich II. wollte das Habsburgische Machtvakuum in Folge des Aussterbens des Hauses Habsburg im Mannesstamm ausnutzen, um für Preußen die habsburgische Provinz Schlesien zu erobern, und suchte dafür das Bündnis mit Sachsen. Sachsen hatte sich zu entscheiden zwischen einem Zusammengehen mit der sich formierenden preußischen Großmacht, die ein Klientelsystem unter den protestantischen Reichsständen im Norden des Reichs aufbaute, oder einem Verbleib bei seiner loyalen Haltung gegenüber dem habsburgischen Kaisertum.
In den 1730er Jahren hatte die sächsische Außenpolitik eine Position im Umgang mit der erwarteten habsburgischen Erbfolge gesucht. Zwar erkannte Kursachsen die Pragmatische Sanktion an, doch hoffte Sachsen auf die Durchsetzung eigener Ansprüche auf das habsburgische Erbe, auf die man aufgrund der Verheiratung Friedrich Augusts II. mit einer habsburgischen Prinzessin glaubte, sich berufen zu können. Sachsen zeigte großes Interesse an Schlesien, da die Provinz eine Landbrücke Sachsens zum polnischen Königreich ermöglicht hätte. Doch anders als Preußen meldete Sachsen seine Ansprüche ohne sonderlichen Nachdruck an. Ein sächsisches vorangetriebenes Bündnisprojekt mit Österreich, das sich gegen Preußen richtete, kam kurz vor der Unterzeichnung nicht zustande, da sich die realpolitische Lage zugunsten der von Preußen entwickelt hatte. Eine Neutralität Sachsens wurde aber vom preußischen König Friedrich II. unter Androhung militärischer Maßnahmen nicht geduldet. Sachsen trat mit dem Frankfurter Teilungsvertrag erst im letzten Moment und unter Druck der antihabsburgischen Koalition bei, was sich zum Nachteil für Sachsen entwickelte. Die Bündnisanbahnung mit Preußen war sächsischerseits jedoch von Illusionen über ein auf Augenhöhe zu gestaltendes Verhältnis zum nördlichen Nachbarn geprägt.
Beim Besuch Friedrichs II. in Dresden am 19. und 20. Januar 1742, dem ersten seit seiner Thronbesteigung, führten der preußische König und der sächsische Kurfürst und seine Minister Unterhandlungen, in deren Folge durch das Nachgeben Augusts III. die sächsische Armee in Böhmen unter preußischen Oberkommando gestellt wurde. Während des folgenden Böhmischen Feldzugs wurde die 25.000 Mann starke sächsische Armee unter Graf Rutowski von Friedrich II. verheizt, der dafür auch vom königlichen Bruder Prinz Heinrich von Preußen kritisiert wurde. Den sächsischen politischen Akteuren wurde deswegen während der Kämpfe im Ersten Schlesischen Krieg klar, dass Friedrich II. nicht daran dachte, Sachsen an den Gewinnen angemessen zu beteiligen. Die Sachsen hatten das Nachsehen, Friedrich II. überging bei Kriegsende die getroffenen Vereinbarungen und Schlesien fiel an Preußen. Diese diplomatische Niederlage nahm Brühl nicht tatenlos hin. Das geprellte Sachsen unter Brühls Führung suchte eine erneute Allianz in Europa gegen Friedrich II. aufzustellen, hatte damit aber letztlich keinen Erfolg. Friedrich II. selbst diktierte das Handeln, als er im August 1744 erneut in den Krieg, den Zweiten Schlesischen Krieg, gegen Habsburg zog und dabei mit seinen Truppen ungefragt über sächsisches Territorium zog. Beide Staaten traten nun erstmals in der Frühen Neuzeit in einen gegeneinander gerichteten kriegerischen Konflikt ein. Die sächsische Armee rückte im Oktober 1744 mit 21.000 Mann nach Böhmen und vereinigte sich mit der österreichischen Armee. Brühl suchte das Bündnis auf eine breitere Basis zu stellen und schloss in Warschau die Quadrupelallianz zwischen Österreich, Großbritannien, Sachsen und den Niederlanden gegen Preußen. Österreich und Sachsen schlossen den Leipziger Teilungsvertrag, der umfangreiche Gebietsabtretungen Preußens beinhaltete. Zur Ausführung dessen marschierten Sachsen und Österreich gemeinsam nach Schlesien ein und wurden in der Schlacht bei Hohenfriedberg durch Preußen besiegt. Preußische Truppen marschierten schließlich im Dezember in Sachsen ein. Die Besetzung von Dresden in Folge der verlorenen Schlacht bei Kesselsdorf durch preußische Truppen zwang Brühl zum Friedensschluss mit Preußen. Sachsen und Österreich beendeten am 25. Dezember 1745 mit dem Frieden von Dresden den Krieg gegen Preußen. Sachsen musste hohe Kriegsentschädigungen an Preußen zahlen. Bei der Dresdner Führung setzte sich die Überzeugung durch, das künftig:

„… kein Nachbar von des Königs in Preußen Majestät bey deroselben also beschaffenen Gesinnung (…) gesichert sei.“

Der preußisch-sächsische Gegensatz hatte sich nach dem Zweiten Schlesischen Krieg weiter verschärft. Durch die preußische Besetzung Schlesiens stagnierte das sächsische Manufakturwesen, da der Handel über Schlesien nach Polen, Russland und Ungarn durch Preußen erheblich behindert wurde. Friedrich II. forderte 1748 «Die Sachsen sollen chikanieret, ihre Waren bei der Entree difficiliert werden.» In den folgenden Jahren bemühte sich Brühl um die Bildung einer mächtigen antipreußischen Koalition. Als sich 1756 tatsächlich mit dem Renversement des alliances das europäische Bündnissystem umkehrte und Österreich eine Allianz mit Frankreich schloss, war Sachsen daran schon nicht mehr aktiv beteiligt. Aus Furcht vor einer erneuten militärischen Auseinandersetzung mit Friedrich II. vermied Brühl, das auch wirtschaftlich angeschlagene Sachsen in konkrete Bündnisse einzubinden. Das Machtgefälle Preußens und Sachsen war seit der preußischen Inkorporation Schlesiens zwischen beiden Staaten zu groß geworden. Allein Sachsens Wirtschaftsmacht fürchtete man noch in Berlin, doch diese zählte im Konfliktfall wenig. Daher trug Friedrich keine Bedenken, das Nachbarland im Interesse seiner Ambitionen auszubeuten oder zu zerstören.
Berlin blieb gegenüber Brühl und der Unberechenbarkeit des Dresdner Hofs argwöhnisch. Das ständige Taktieren und Manövrieren Brühls sorgte auf preußischer Seite zu anhaltender Skepsis und Spekulationen über die „kriegstreibende“ Brühl-Partei. Dies reizte auch Friedrich II., der vor dem Siebenjährigen Krieg an seinem Bruder August Wilhelm vom Vergnügen schrieb: «Sachsen zu demütigen oder besser gesagt, zugrunde zu richten.»
Zwar war Brühls Ziel gegenüber Preußen, jeden Verdacht der Parteinahme zu vermeiden und Bündnisanfragen aus Preußen höflich auszuweichen, doch als Friedrich II. durch Abschriften aus dem sächsischen Kabinettsarchiv, übermittelt vom sächsischen Kabinettssekretär Friedrich Wilhelm Menzel Kenntnis über die Angriffspläne der Koalition auf Preußen erhielt, marschierte die preußische Armee in einem für die Gegner völlig überraschenden Präventivschlag im August 1756 mit 65.000 Mann in das Kurfürstentum Sachsen ein. Sachsen war zu dem Zeitpunkt isoliert und durch die erfolgte Reduktion der Armee in den Vorjahren Preußen faktisch wehrlos ausgeliefert. Die nur 19.000 Mann starke sächsische Armee zog sich in ein befestigtes Hochplateau, dem Lilienstein bei Pirna, zurück und wurde dort eingeschlossen. Nach dem Verzehr der Vorräte musste die Armee kapitulieren. Sie wurde durch den preußischen König vollständig in die preußische Armee eingegliedert. Bereits kurz nach der Übernahme der besiegten Sachsen in die preußische Armee begannen diese, massenhaft zu desertieren. Die Deserteure wurden durch das königlich-kurfürstliche Herrscherhaus unterstützt und von ehemaligen Offizieren der sächsischen Armee zu verschiedenen Sammelplätzen koordiniert. Dadurch umfasste das sächsische Korps, das in die Befehlshierarchie der französischen Armee eingegliedert wurde 10.000 Mann.
Sachsen blieb fortan besetzt. Friedrich II. ließ nach der Besetzung Dresdens das sächsische Kabinettsarchiv plündern, um kompromittierende Belege für ein antipreußisches Bündnis zu finden. Solche Belege wurden allerdings nicht gefunden. Am 20. Oktober 1756 waren Kurfürst Friedrich August II., der Premierminister Brühl und der sächsische Hofstaat mit preußischer Erlaubnis von der Festung Königstein nach Warschau gereist. Leitende Beamte waren aber im Land geblieben und arbeiteten in ihren Behörden weiter. Sie versuchten sowohl die Anforderungen der preußischen Militärverwaltung zu erfüllen, als auch die Interessen der Bevölkerung wahrzunehmen. Es begann die sofortige Organisation der ökonomischen Ausbeutung Sachsens durch preußische Behörden. Die preußische Militärverwaltung betrieb ein Feldkriegsdirektorium in Torgau, die die Administration leitete. Das preußische Feldkriegsdirektorium hatte die Aufgabe, auf die personellen und materiellen Ressourcen des besetzten Landes so zuzugreifen, dass die preußische Kriegsführung sichergestellt wurde. Preußen forderte 1758 beispielsweise von Sachsen 6000 Rekruten, 600 Artillerieknechte, 1200 Pferde und Gelder für die Verpflegung seiner Truppen. Die Umsetzung solcher Anordnungen brachte die lokalen Behörden in eine wirtschaftliche und moralische Zwangslage. Sie hatten den Huldigungseid auf den preußischen König zu leisten und ihnen drohten bei Nichterfüllung der Forderungen Bestrafung und Verschleppung.
Bis zum Ende des Siebenjährigen Krieges diente Sachsen für Preußen als militärische Operationsbasis, Rekrutierungsreserve, Winterquartierplatz, Finanzquelle für Preußens Armee und als Lieferant für Proviant und Ausrüstung. Nicht nur Sachsens Steueraufkommen floss von nun an in den preußischen Wehrhaushalt, sondern es wurden auch mittels erbeuteter Münzstempel verschlechterte polnische Münzen geprägt und dort in Umlauf gebracht, wodurch die Volkswirtschaften Sachsens und Polens stark geschädigt wurden. Während der sieben Kriegsjahre hielten die Preußen ein strenges Kriegsregiment in Sachsen. Bekannt wurde der Ausspruch Friedrichs, wonach Sachsen

„wie ein Mehlsack (sei), egal wie oft man draufschlägt, es kommt immer noch etwas heraus.“

Der Tiefpunkt wurde 1760 im vierten Jahr des Siebenjährigen Krieges erreicht. Preußische Truppen belagerten Dresden. Unter ihrem Beschuss fiel die Elbmetropole in Schutt und Asche und ein Drittel aller Häuser wurden zerstört. Der in seiner polnischen Zweitresidenz Warschau residierende sächsische Kurfürst sah dem tatenlos zu. Die Schlösser seines Kanzlers Brühl, der die Koalition gegen Friedrich maßgeblich vorangetrieben hatte, wurden verwüstet. 1763 wurde im sächsischen Schloss Hubertusburg das Ende des Siebenjährigen Krieges durch einen Friedensschluss besiegelt. Als sächsischer Verhandlungsführer fungierte der von Friedrich II. geforderte Thomas von Fritsch, der zugleich ein Gegner Brühls war und auf preußischer Seite war Ewald Friedrich von Hertzberg Verhandlungsführer. Knapp drei Wochen nach der Ratifikation des Vertrags räumten die preußischen Truppen Sachsen. Die Kriegskosten, die Sachsen zu tragen hatte, wurden auf 250 bis 300 Millionen Taler geschätzt.
Im Ergebnis des Krieges wurde Brandenburg-Preußen im Kreis der Großmächte etabliert und Kursachsen in die zweite Reihe verwiesen. Sachsen gelang es nicht, fortan aus der Rolle eines Mittelstaates hinauszuwachsen und es gab mit dem katastrophalen Verlauf des Siebenjährigen Krieges jeglichen ambitionierten Großmachtkurs auf. Auch nach den Erfahrungen des Krieges gelang es den sächsischen Reformern im Umfeld des Prinzen Xaver nicht, eine Aufrüstung durchzusetzen. Stattdessen wuchs der Abstand zum militärischen Potenzial zu Preußen weiter an. Die politischen Akteure, wie zum Beispiel die Stände, wollten sich ganz bewusst von dem preußischen Gesellschaftsmodell absetzen, auch wenn damit ein außenpolitischer Bedeutungsverlust verbunden war. Es herrschte die Grundüberzeugung vor, das neben der Aufgabe großer Ambitionen in der Außenpolitik auch das Bemühen um das Einvernehmen mit dem preußischen Nachbarn notwendig ist und die Gefahr eines gegenseitigen Wettrüstens keine realistische Option darstellt.

### Sächsische Neutralitätsbestrebungen zwischen Österreichs und Preußens Kampf um die Vormacht

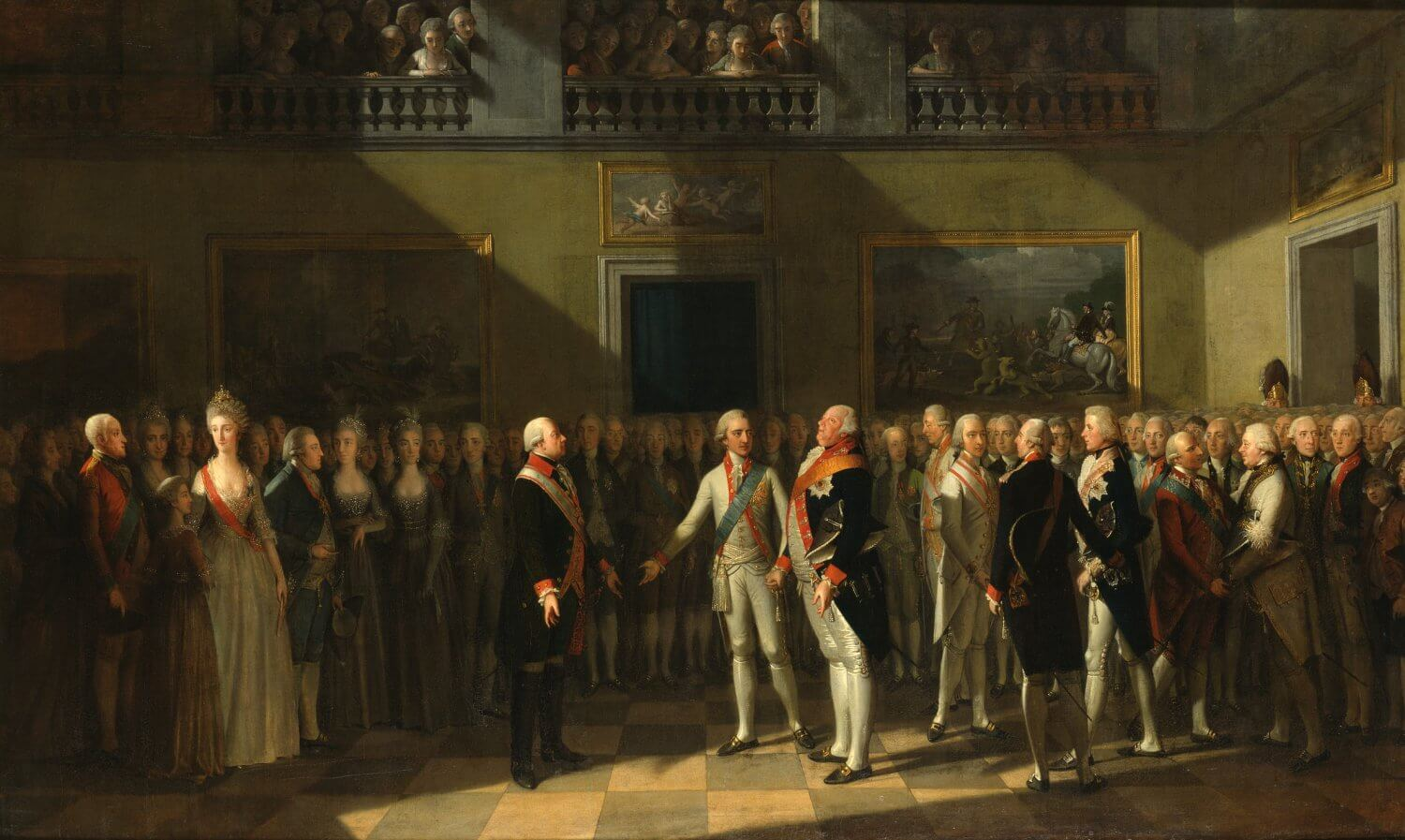
Zusammenkunft der Monarchen von Sachsen, Preußen und Österreich in Pillnitz im August 1791 (v.li.: deutscher Kaiser Leopold II, v.re..: König von Preußen Friedrich Wilhelm II, vorn Mitte: Kurfürst von Sachsen Friedrich August III.)

Aus handelspolitischen Erwägungen kam, es zu einer Hinwendung zu Preußen. Bezüglich Polens hatten sich sämtliche Ansprüche Sachsens auf die polnische Krone mit dem preußisch-russischen Bündnis vom 11. April 1764 erledigt. Bei den folgenden Teilungen Polens war Sachsen daher trotz der vorherigen Stellung nur ein politischer Beobachter der Vorgänge.
Die Zurücknahme kursächsischer außenpolitischer Ambitionen und das nicht erfolgreiche Lavieren Sachsens zwischen dem offen ausgelebten Antagonismus beider deutscher Großmächte Preußen und Österreich nach 1750 brachte den Staat zunehmend in die Gefahr einer Annexion durch Preußen. Bereits Friedrich II. hatte in seinem geheimen politischen Testament von 1768 die Einverleibung Sachsens gefordert.
Am 30. Dezember 1777 starb der bayerische Kurfürst Maximilian III. Joseph kinderlos. Damit begann der Streit in Europa um das kurbayerische Erbe. Für Kursachsen ging es um das bayerische Allodialerbe, also alle Gebiets- und Vermögenswerte, die nicht Reichslehen oder sonstige Lehen waren. Auch Österreich machte Erbansprüche geltend. Österreich wiederum besetzte schon am 5. Januar 1778 die beanspruchten Gebiete Bayerns. Der Geheime Rat Adolf Karl Alexander Lothar von Zehmen wurde am 3. Januar 1778 von Dresden nach München gesandt, um die kursächsischen Ansprüche geltend zu machen, bewirkte aber nichts. Das österreichische Vorgehen veranlasste Preußen zum Eingreifen. Es stellte sich gegen eine Vergrößerung Österreichs im Reich und nahm fortan in der Frage die Interessen der Reichsstände, so auch die Kursachsens wahr. Beide Staaten schlossen am 2. April 1778 eine Militärkonvention zum Beistand gegen Österreich zur Durchsetzung der sächsischen Allodialansprüche. Zunächst versuchten die Akteure eine Verhandlungslösung zu erzielen. Dabei wurden auch diverse Gebietstauschpläne verhandelt, die auch Kursachsen betrafen, die von diesem aber am 22. Juni 1778 abgelehnt wurde. Nachdem alle Beteiligten sich gerüstet hatten, begannen im Juli die Kriegshandlungen des Bayerischen Erbfolgekriegs. Die preußische und sächsische Armee vereinigten sich und drangen nach Böhmen vor. Eine militärische Entscheidung kam nicht zustande und am 7. März 1779 wurde in Breslau zwischen Preußen und Sachsen einerseits und Österreich andererseits ein Waffenstillstand geschlossen. Preußen vertrat in den Friedensverhandlungen die kursächsischen Interessen und profilierte sich damit als Reichsloyale Macht, die die Reichsverfassung schützte. Österreich verübelte es Sachsen, das dieses sich mit Preußen verbündet hatte und weigerte sich, mit Kursachsen direkte Friedensverhandlungen zu führen. Letztlich erhielt Sachsen eine Kriegsentschädigung von Bayern ausgezahlt. Das preußisch-sächsische Zusammengehen in den 1770er Jahren blieb aber nur Episode. Danach versuchte Sachsen seinen Neutralitätskurs fortzusetzen.
In dieser Zeit scharten sich die am Status quo interessierten Fürsten um das saturierte Preußen Friedrichs, während der junge überambitioniert geltende Kaiser Josef II. als schwer kalkulierbar wahrgenommen wurde. Vor diesem Hintergrund einer sich auch nach konfessionellem Aspekt formierenden Solidargemeinschaft, konnte auch die neugewonnene preußisch-sächsische Eintracht wirkungsvoll in Szene gesetzt werden. Während des Bayerischen Erbfolgekriegs entstand ein Volkslied, in dem der preußische König Friedrich II. seinem Kontrahenten den Kaiser Joseph II. zurief:

„Sachsen hab ich auch bei mir. Das mag dich wohl schrecken,

Und ihr tapferer Kommandeur lässet mich nicht stecken.

Ob du sie hast genannt nur einen kleinen Haufen,

doch sinds 30.000 Mann, die vor dir nicht laufen.“

Am 23. Juli 1785 schlossen sich unter Einfädelung Friedrichs II. Preußen, Hannover und Sachsen zum Drei-Kurfürsten-Bund zusammen, um der Territorialpolitik Josephs II. auf Reichsebene entgegenzutreten. Der Bund sollte nur die Garantie der Reichsverfassung zum Gegenstand haben. Sachsen trat allerdings nur unter Drohungen dem Bund bei. Nach langen Verhandlungen stellte Friedrich II. Sachsen die Alternative, dem Bund mit Preußen und Hannover beizutreten oder sich gegen Preußen zu stellen. Sachsen gab am 7. April 1785 nach und trat dem Bund bei. Diesem Bund schlossen sich rasch 14 weitere, allerdings mindermächtige Reichsfürsten an, wodurch sich der Bund zum so genannten Fürstenbund erweiterte. Sachsen blieb jedoch im Fürstenbund ein hemmendes Element. Sowohl Sachsen als auch Hannover blieben gegenüber Preußen misstrauisch, galt Friedrich II. aufgrund seiner vorherigen Politik nicht als Wahrer und Interessenvertreter des Reiches. Sachsen bestand darauf, dass sich die Mitgliedschaft im Fürstenbund nicht gegen seine Neutralitätspolitik auch gegen Österreich richtete. Nachdem der von Joseph II. angestrebte Tausch der Habsburgischen Niederlande mit Bayern nicht zustande gekommen war, verlor der Bund rasch an Bedeutung.
Obwohl Gastgeber, spielte das Kurfürstentum Sachsen auf dem Pillnitzer Fürstentreffen vom 25. bis 28. August 1791 nur eine untergeordnete Rolle. Die eigentlichen Gespräche fanden zwischen den Großmächten unter Anwesenheit von König Friedrich Wilhelm II. von Preußen und Kaiser Leopold II. statt, die Sachsen als mindermächtige Gastgeberland als Bühne für ihre Absprachen nutzten. Die in Pillnitz gebildete Allianz zwischen Österreich und Preußen stabilisierte das Reich zunächst und überwand den Dualismus beider deutscher Großmächte. Die Angst vor einer Ausweitung der Revolution außerhalb Frankreichs war auch in Sachsen ausgeprägt, das 1790 den Sächsischen Bauernaufstand niedergekämpft hatte. Aus dieser drohenden Gefahr heraus steckte Sachsen das Misstrauen gegen Preußen zurück und begrüßte die Allianz. Während des Ersten Koalitionskriegs trat Sachsen 1792 aktiv in den Reichskrieg gegen Frankreich ein und kämpfte zusammen mit Preußen unter anderen in der Schlacht bei Kaiserslautern. Allerdings wurde Sachsen in den Folgejahren von den deutschen Hauptmächten düpiert, die ihrerseits ganz eigene Vorstellungen verfolgten. So schied Preußen alsbald aus dem Krieg gegen Frankreich wieder aus, während Sachsen weiter auf Seiten Österreichs kämpfte. Insbesondere die kaiserliche Politik, die zu einem fortschreitenden Erosionsprozess des Reiches führte, enttäuschte die traditionell Kaiser- und Reichstreuen Verantwortlichen in Sachsen. Als inzwischen eindeutiger mindermächtiger Reichsstand benötigte Sachsen das Reich als institutionellen Rahmen für die Sicherstellung der Existenz des eigenen Landes. Als Alternative lehnte sich die kursächsische Außenpolitik nun an Berlin an. Die preußische Neutralitäts- und Schutzpolitik schien für Sachsen eine friedenssichere Option zum Reich zu sein. Das Preußen allerdings eigene Interessen verfolgte, zu der auch die Dominanz über Sachsen und eine allgemeine hegemoniale Stellung gehörte, wollte der sächsische König Friedrich August angesichts der unmittelbaren Bedrohung nicht wahrnehmen. Die politischen Ziele Preußens, die seit Erstellung des politischen Testaments Friedrichs II. 1752 die Eingliederung Sachsens in den preußischen Staat intendierten, waren der Allgemeinheit zu der Zeit noch nicht zugänglich und wurden von Preußen bis in die Bismarckära unter Verschluss gehalten. Die preußischen Annexionspläne blieben bis zum Wiener Kongress eine hidden Agenda. Angesichts der Vorerfahrungen Sachens aus dem Siebenjährigen Krieg mit Preußen war die Politik Friedrich Augusts gegenüber Preußen dennoch reichlich vertrauensselig.
Auch nach Begründung des österreichischen Kaisertums 1804 setzte Sachsen weiter auf die Berliner Beziehungen. Vollends anachronistisch wurde diese Politik, als Kaiser Franz II. die Reichskrone niederlegte. Sachsen tauschte nun mit Preußen Denkschriften und Konstitutionsentwürfe für einen künftigen Norddeutschen Reichsbund aus, in der Sachsen versuchte den Dominanzanspruch Preußens gegenüber den kleineren Territorien im mitteldeutschen Raum auszugleichen und eine Gleichrangigkeit gegenüber Preußen zu erreichen. Ungeachtet dieser Bemühungen führte die europäische Politik zu einer neuen außenpolitischen Konstellation, die Kriegsgefahr mit Frankreich stieg an und der Abschluss einer sächsisch-preußischen Militärkonvention trat in den Vordergrund. Noch bevor die Verhandlungen zum Abschluss einer Militärkonvention abgeschlossen wurden, zog die preußische Kriegserklärung an Frankreich das Kurfürstentum in den Krieg gegen Frankreich. Der Historiker Karlheinz Blaschke analysierte die Entscheidungen der sächsischen Verantwortlichen hierzu und kam zu folgenden Urteil:

„Der im September 1806 vollzogene militärische Anschluss an Preußen war eine völlig irrationale Handlung, die an selbstmörderischen Wahnsinn grenzte. Es geschah ohne sachliche Notwendigkeit, ohne Bindung an eine Bündnispflicht und ohne jegliches sächsisches Interesse. Trotzdem wurde der Marsch ins Verderben angetreten.“

Das Bündnis wurde durch die gemeinsame Niederlage in der Schlacht bei Jena und Auerstedt wieder zerschlagen. Preußen sank zur Mittelmacht ab und kämpfte gegen seine drohende Auflösung, während Sachsen zum Königreich Sachsen unter Napoleonischer Führung aufstieg.

### Annexionspläne Preußens und Teilung Sachsens auf dem Wiener Kongress

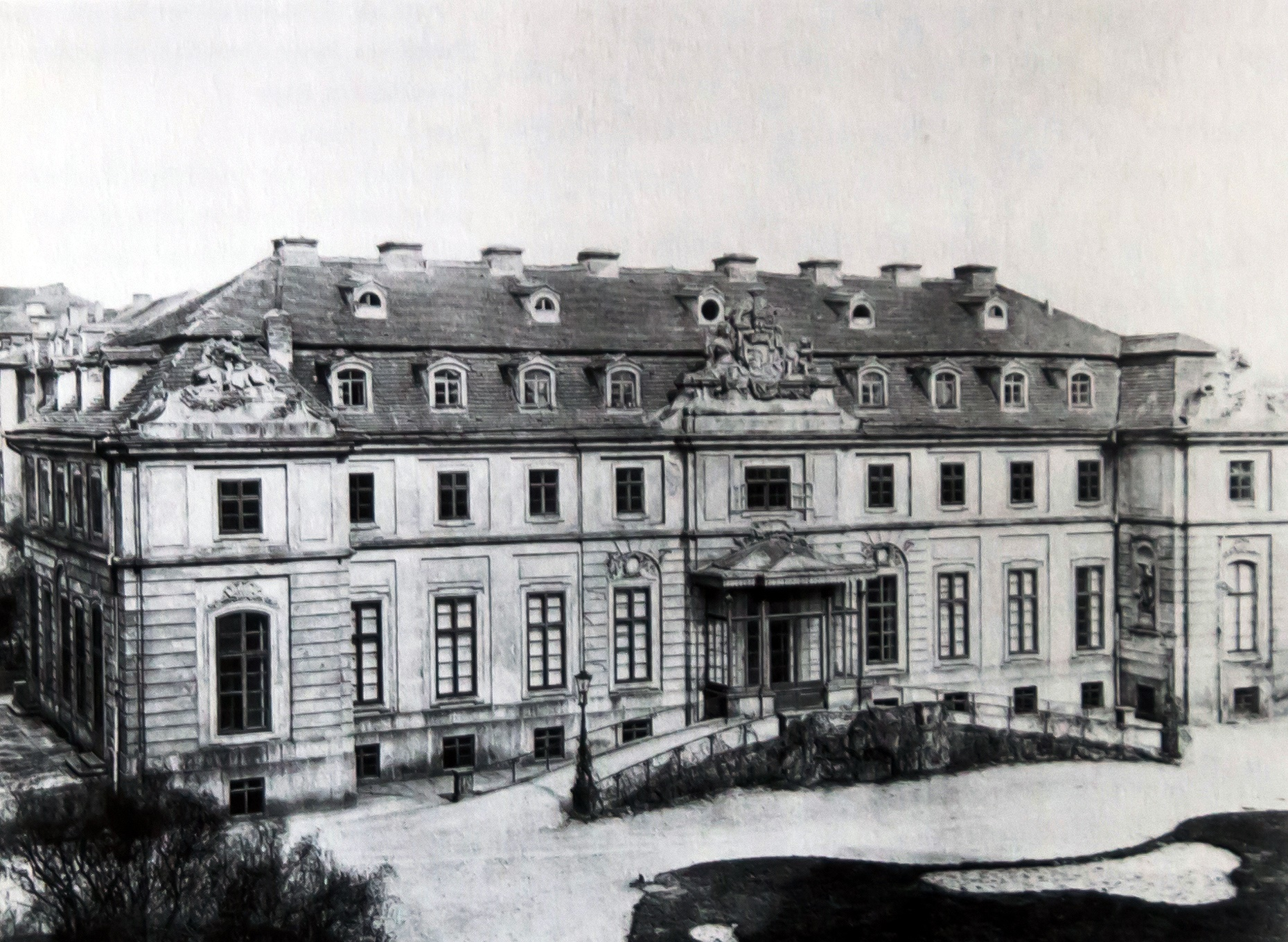
Palais Moszinska in Dresden, kurz vor dem Abbruch um 1870, zeitweiliger Sitz der preußischen Gesandtschaft in Sachsen

Der sächsische König glaubte nach Veränderung der politischen Landkarte und der vorläufigen Ausschaltung Preußens als Machtfaktor eigene Forderungen nach einer Arrondierung des sächsischen Territoriums stellen zu können. Die Forderungen zielten auch auf die preußische Verfügungsmasse ab. Die sächsische Diplomatie trug offene Ambitionen auf Erfurt, das Herzogtum Magdeburg und den Cottbuser Kreis vor. Der Cottbusser Kreis wurde schließlich 1807 Sachsen zugeschlagen. Zugleich erhielt es die Herrschaft über das Herzogtum Warschau, das aus den im Frieden von Tilsit von Preußen abgetretenen Gebieten, das es wiederum aus der ersten und zweiten Teilung Polens erworben hatte, gebildet wurde. Dass sich Sachsen auf diese Weise zusammen mit Frankreich an Preußen so schadlos hielt, wurde in Preußen als die übliche sächsische „Niederträchtigkeit“ empfunden. Insbesondere das sächsische Engagement in Polen belastete das Verhältnis zu Preußen auf Dauer. Damit schuf sich Sachsen in gewissem Sinne die unerbittliche spätere Gegnerschaft Preußens auf dem Wiener Kongress selbst mit.
Preußen trat nach dem Russlandfeldzug 1812 in offene Konfrontation zu Frankreich. Als Teil einer Koalition mit Österreich und Russland kämpfte Preußen ab dem Frühjahr 1813 auch auf dem Gebiet Sachsens um die Befreiung von der als solche in Preußen empfundenen napoleonischen Fremdherrschaft. Sofort nach der Kriegserklärung Preußens an Frankreich am 16. März 1813 setzte sich die vom preußischen Kavalleriegeneral Blücher geführte Schlesische Armee nach Sachsen in Bewegung. In den am 23. März erlassenen Befehlen Blüchers an seine Soldaten und den Aufrufen an die sächsische Bevölkerung stand Blüchers Bemühen im Vordergrund, die Sachsen nicht als Feinde wahrzunehmen und sie für den nationalen Befreiungskampf gegen Napoleon zu gewinnen. Die Bevölkerung war den siegreichen Preußen und Russen zunächst freundlich gesinnt. In Sachsen gab es zeitweise eine patriotische Stimmung. Führende Repräsentanten trugen zu einer Verbreitung dieser Position bei. Preußens König Friedrich Wilhelm III. und der russische Kaiser wurden in Görlitz im Mai 1813 von der Bevölkerung mit vielen Sympathien empfangen. Rund 2000 freiwillige Sachsen nahmen nun im Banner der freiwilligen Sachsen am Krieg gegen Frankreich teil. Sachsen versuchte sich noch im April 1813 von Napoleon abzusetzen hatte damit aber keinen Erfolg. Für Preußen war eine Bündnisumkehr Sachsen auch nicht mehr opportun, da es zusammen mit Russland im Vertrag von Kalisch vom 28. Februar 1813 bereits umfangreiche Territorialabsprachen nach einem Sieg über Napoleon getroffen hatte. Der Vertrag sah auch eine Totalannexion Sachsens durch Preußen vor. Vor dem Hintergrund dieser geheimen Absprachen erklärt sich, warum die Aufforderung der preußischen Generäle Blücher und Wittgensteins im März 1813 an Sachsen, sich dem antinapoleonischen Lager anzuschließen, auf Erzürnung sowohl des preußischen Königs als auch des russischen Kaisers stieß.
Die Völkerschlacht bei Leipzig, die vom 16. bis 19. Oktober 1813 in und um die sächsische Metropole ausgetragen wurde, beendete das Bündnis Sachsens mit Frankreich. Die Niederlage war für den sächsischen König und Sachsen gleichbedeutend mit einer Katastrophe. Der sächsische König wurde als Gefangener nach Berlin geführt und Sachsen durch die verbündeten Armeen aus Russland, Preußen und Österreich besetzt. Den rechtzeitigen Übergang an die Alliierten hatte Sachsen im Gegensatz zu anderen deutschen Mittelstaaten wie zum Beispiel Bayern damit verpasst. Der Übergang der sächsischen Truppen in der Schlacht bei Leipzig auf die Seite der Alliierten änderte dies nicht.
Nach der Leipziger Völkerschlacht zeichnete sich die Eingliederung Sachsens in Preußen ab. Hardenberg begrüßte seinen Monarchen bereits als König von Sachsen. Einem zunächst russischen Generalgouvernement Sachsen folgte die Einrichtung eines preußischen Generalgouvernements in Sachsen. Die Stimmung in der Bevölkerung begann sich zu drehen. Dazu trug auch das Verhalten der preußischen Besatzungssoldaten bei, die Assoziationen zur preußischen Besetzung Sachsens im Siebenjährigen Krieg wachriefen. Der Rückhalt für den gefangenen sächsischen König und die Eigenständigkeit Sachsens stieg in der öffentlichen Meinung. Die propreußische Fraktion verlor zunehmend an Unterstützung.
Die sächsische Frage wurde nach der endgültigen Niederlage Napoleons virulent. Ende Oktober 1814 schwanden zunehmend die Aussichten, Sachsen als eigenständigen Staat mit Friedrich August I. als König als seinen Regenten zu erhalten. Das Land geriet nun endgültig zum Spielball der Siegermächte. Am 10. November 1814 erfolgte die Bekanntmachung der „königlich-preußischen provisorischen Besitznehmung des Königreichs Sachsen“ durch den neuen Generalgouverneur, dem preußischen Staatssekretär Freiherr von der Reck zusammen mit Generalmajor Freiherr von Gaudi, die die Geschäfte in Sachsen führten. Sachsen war Verbündeter Frankreichs und wurde auf dem Wiener Kongress von 1815 wie ein Kriegsverlierer behandelt. Als solcher war es an den Verhandlungen nicht direkt beteiligt, sondern nur Beobachter. Die Verbündeten Preußen und Russland spielten das Annexionsszenario auf dem Kongress wie abgesprochen durch. Das Vorhaben wurde von Österreich und Großbritannien nicht mitgetragen. Die sächsische wie auch polnische Frage wurde zu einem Hauptkonflikt des Wiener Kongresses. Dass Sachsen letztlich nicht vollständig von Preußen inkorporiert wurde, lag vor allem am hartnäckigen Widerstand des österreichischen Außenministers Metternich, der Sachsen als Puffer zwischen dem Kaisertum Österreich und Preußen erhalten wollte. Als Kompromiss wurde eine Teilannexion Sachsens zwischen den Großmächtelagern ausgehandelt. Als Ergebnis verlor Sachsen 58,2 % des sächsischen Gebietes, insgesamt 20.841,86 km², an Preußen. Die erzwungene Teilung des Königreiches Sachsen erhielt nach zähen Verhandlungen mit der Unterzeichnung des Vertrags von Preßburg zwischen Preußen und Sachsen am 18. Mai 1815 und dessen Ratifizierung durch den sächsischen König ihre Rechtsgültigkeit.

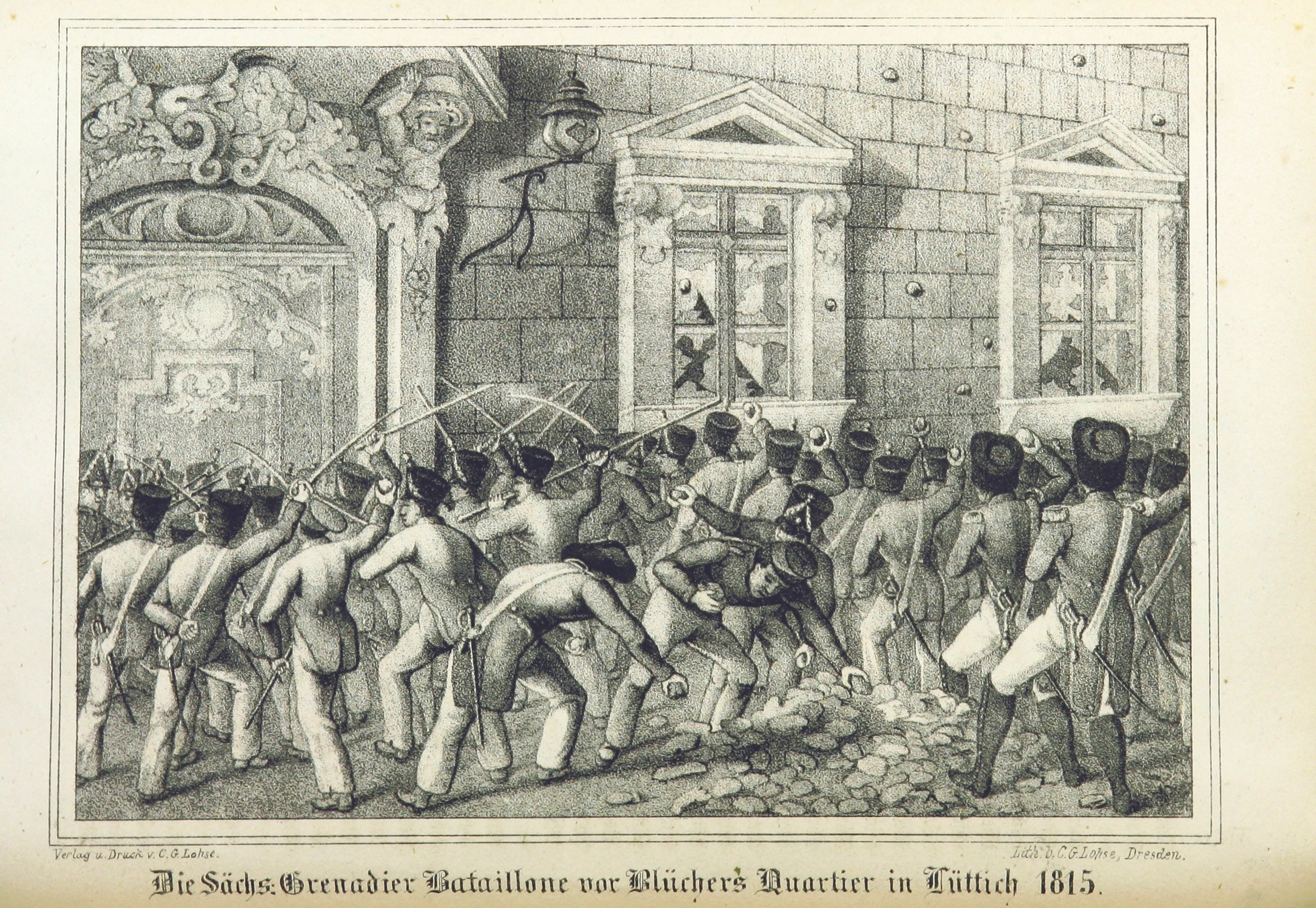
Die Sächsischen Grenadier-Bataillone vor Blüchers Quartier in Lüttich 1815

Ein Ereignis das die preußisch-sächsischen Beziehungen belastete, war die Erschießung von sächsischen Grenadieren bei Lüttich am 6. Mai 1815. Als bereits die Teilung Sachsens beschlossen wurde, sollte auch die sächsische Armee, die in der preußischen Rheinarmee als Kontingent integriert war, ebenso nach Herkunftsort aufgeteilt werden. Dies stieß auf offene Proteste der Angehörigen der sächsischen Armee, die in Tumulten ausuferten. Daraufhin drohte Blücher mit Massenerschießungen, sollten die Anführer nicht angezeigt werden. Nachdem diese sich meldeten, wurden diese Sieben standrechtlich erschossen.
Die Teilung bildete eine Zäsur für beide Staaten. Sachsen hatte den Konkurrenzkampf mit seinem nördlichen Nachbarn endgültig verloren. Sachsen als Verlierer musste vor allem sein Negativbild vom Königreich von Napoleons Gnaden abstreifen sowie seinen territorialen Verlust bewältigen. Sachsen war fortan nicht mehr Mittelmacht, sondern galt nur noch als Mindermacht im diplomatischen Gefüge in Europa, doch konnte es zumindest die Existenz gegenüber Preußens Ansprüchen wahren und nahm zumindest wirtschaftlich und kulturell erneut einen starken Aufschwung, ähnlich wie bereits nach dem verlorenen Siebenjährigen Krieg. Auch der preußische Staat, der stark am Rhein expandierte verlor seinen ursprünglichen märkischen Charakter und seine Institutionen bekamen fortan einen rheinisch geprägten Wesenszug. Die Mark Brandenburg als Territorialkomplex wurde aufgelöst und stattdessen die verkleinerte Provinz Brandenburg gebildet. Diese war fortan nur noch eine gewöhnliche Provinz neben anderen Provinzen im Gesamtstaat und nicht mehr der herausgehobene zentrale Landesteil Preußens, dessen ökonomisch-demographischer Schwerpunkt sich fortan weiter in den Westen verlagerte.

### Eingliederung der ehemaligen sächsischen Gebiete in den preußischen Staat
39,4 % der sächsischen Bevölkerung, insgesamt 767.441 Einwohner Sachsens, wurden am 18. Mai 1815 preußische Landesbewohner. Der Sieger Preußen stand vor der Aufgabe, insgesamt sein vergrößertes Territorium zu konsolidieren, zu dem auch noch andere nichtsächsische Gebiete getreten waren, und seine neuen Bürger in den preußischen Untertanenverbund zu integrieren. Sämtliche abgetretenen Gebiete wurden vom Mai 1815 bis März 1816 als „Herzogtum Sachsen“ zunächst zusammengefasst und vom preußischen Generalgouvernement Sachsen weiterverwaltet. Der Austausch der Hoheitszeichen gehörte zu den ersten Maßnahmen der neuen preußischen Machthaber. Im Zuge der Neuorganisation der Verwaltung wurden die sächsischen Gebiete auf drei der neu eingerichteten preußischen Provinzen aufgeteilt. Dies waren die Provinz Sachsen, die Provinz Brandenburg und die Provinz Schlesien. Preußen versuchte seinen Einfluss auf möglichst viele Lebensbereiche auszudehnen, die in der Vergangenheit eine reale Landesherrschaftswahrnehmung, vor allem in den Grenzregionen, verhinderten. Der Strukturwandel erforderte die Auflösung gewachsener traditioneller Gefüge durch die Bürokratie. Rücksicht auf alte Zusammenhänge, Traditionen und Einrichtungen wurde dabei nicht genommen. Im Ergebnis wurden die alten Strukturen der Ständegesellschaft zerschlagen und das personelle Gefüge der alten Eliten und ihre traditionelle politische Orientierung allmählich getilgt. Die vorherige Grenzziehung zwischen Brandenburg und Sachsen war jahrhundertelang stabil gewesen, so dass sie Einfluss auf die Identitätsbildung der Bevölkerung hatte, die fortwirkte. Sowohl preußische als auch sächsische Offizielle wandten sich an die betroffenen Bevölkerungsgruppen und beschworen die beiderseitige geistige Verbrüderung. Damit sollte die mentale Verarbeitung der 1815 eingetretenen Veränderungen bewirkt werden und die neuen Verhältnisse stabilisiert werden.
Für die neuen preußischen und ehemaligen sächsischen Landesbewohner wurde in einem mundartlichen Gedicht, das ironisch den Wechsel hin zur neuen Herrschaft reflektiert, der Begriff „Muss-Preuße“ geprägt. Dies bedeutete, dass sie am liebsten Sachsen geblieben wären. Die Grenzziehung erregte lokale Widerstände subtiler Art. So wurden auf dem Land systematisch und jahrelang angebrachte Grenzmarkierungen über Nacht beseitigt. Auch Pfarrer die durch die Trennung von Pfarrkirchen betroffen waren, transportierten diesen Unwillen weiter. Manche von ihnen gingen lieber ganz nach Sachsen. Auch in den Städten gab es einen öffentlichen Widerwillen gegen Preußen. Man beklagte vor allem die fehlenden wirtschaftlichen Möglichkeiten in Handel und Gewerbe sowie erhöhte Abgaben.
Die tradierten Migrationsrouten von zum Beispiel Handwerksgesellen blieben zwar erhalten, doch wurden sie bürokratisiert und erschwert. Vorher ökonomisch ganzheitliche Räume wie die Lausitz wurden nun geteilt und erhielten Zollgrenzen, die den Warenaustausch behinderten, mit der Folge, das mit hohem Aufwand verbundene Waren und Güter von weit her eingeführt werden mussten, anstatt diese im regionalen Raum selber zu produzieren.

### Zoll-, Handels- und Verkehrspolitische Gegnerschaft
In der Zollpolitik gingen beide Staaten vor der Gründung des Deutschen Zollvereins 1834 eigene Wege. 1818 modernisierte Preußen sein Zollabgabesystem, schaffte die meisten noch bestehenden Binnenzölle und Wegeabgaben ab und belegte ausländische Waren mit Einfuhr- und Durchgangszöllen. Damit brachte Preußen Sachsen in eine missliche Lage. Die preußischen Einfuhrzölle behinderten die eingespielten Absatzbeziehungen zwischen den sächsischen Gewerberegionen und den überwiegend agrarischen Gebieten, die 1815 an Preußen gefallen waren. Vor allem aber erschwerten die Durchgangszölle den Zugang sächsischer Fertigwaren auf die norddeutschen Märkte und ihren Transit in das nichtpreußische Deutschland, in das europäische Ausland und nach Übersee beträchtlich.
Die Wirkung der preußischen Zollgesetzgebung auf die Leipziger Messe wurde verstärkt durch eine Handelspolitik, die den Handel der preußischen Messe zu förderte. Preußen engagierte sich stark zur Hebung der Naumburger Messe auf Kosten der Leipziger Messe. Gestützt auf ein System von Geheimverträgen mit englischen und hamburgischen Einfuhrhäusern begannen Leipziger Kaufleute nun sogenannte Winkelmessen ausschließlich für den Schmuggel nach Preußen einzurichten. Den zunehmenden Grenzkontrollen begegneten die Leipziger Kaufleute mit der Verpackung der Warrenvorräte in kleinere Pakete, die mittels Schmuggelbanden leichter über die Grenze zu bringen waren. Solche Maßnahmen dienten aber nur als Notbehelf und konnten den Rückgang des Absatzes nicht aufhalten. Da Sachsens Binnenmarkt zu klein zur Erhaltung der Bedeutung der Leipziger Messe, aber auch für das sächsische Gewerbe war, suchte es nach einer Vergrößerung des zollfreien Absatzgebiets und begründete 1828 den Mitteldeutschen Handelsverein. Der Handelsverein ermöglichte die Ausfuhr sächsischer Waren, jedoch fehlten Verkehrswege und die Mittel zur Erschließung dieser. Auch konnte Preußen nicht mit Durchgangszöllen belegt werden, um es im Gegenzug zu Zugeständnissen zu zwingen. Nachdem Hessen-Kassel 1831 dem Preußisch-hessischen Zollverein beitrat, gab auch die sächsische Regierung ihre Vorbehalte auf und trat 1833 wie die meisten anderen deutschen Staaten dem neuen Deutschen Zollverein bei.
In der Schlussakte des Wiener Kongresses sahen die Artikel 108 bis 117 die zukünftige Gestaltung des internationalen Binnenschifffahrtsrecht vor. Die zehn Anrainerstaaten, zu denen Preußen und Sachsen gehörten wurden damit angehalten, die Verhältnisse so zu regeln, dass die Schifffahrt erleichtert und der Handel angeregt wird. Sächsische Handelskreise erblickten in der Freigabe der Elbschifffahrt eine Möglichkeit, einen vom Durchgangszoll nicht behinderten Verbindungsweg zu den Seehäfen und damit zu den für Sachsens Industrie lebenswichtigen überseeischen Märkten zu gewinnen. 1819 begannen die Verhandlungen in Dresden mit der Bildung der Kommission zur Organisierung der Elbschifffahrt, die aus zehn Bevollmächtigten der Elbanliegerstaaten bestand. Nach mehr als zwei Jahren Verhandlungen einigten sich die Beteiligten und ratifizierten am 23. Juni 1821 die Elbschifffahrtsakte, die fortan den Warentransport auf der Elebe erheblich erleichterten.
Im Eisenbahnzeitalter begannen zwischen beiden Staaten mit der Zurücknahme der Vorkonzession für die Berlin-Sächsische Eisenbahngesellschaft durch die preußische Staatsregierung die Geltungmachung partikularer Interessen. In der Folgezeit kam es an den Grenzen Sachsens überall da, wo sächsische und preußische Verkehrsinteressen aufeinander stießen, zu teilweise jahrzehntelangem Ringen um die Streckenführung von Eisenbahnlinien oder um die Genehmigung von Anschlussbahnen. Mit Zuspitzung des preußisch-österreichischen Gegensatzes nahmen die verkehrspolitischen Rivalitäten zwischen Sachsen und Preußen zu. Ihren Höhepunkt erreichten sie bei dem Kampf um die Leipzig-Dürrenberger Bahn, die Görlitz-Reichenberger Bahn (mittels Trassierung über Seidenberg umgangen) und die Lausitzer Bahn.

### Der Weg ins preußisch-deutsche Reich
In den Beziehungen zwischen Sachsen und Preußen hat die Teilung Sachsens 1815 noch lange nachgewirkt. Ein gewisses Misstrauen blieb tief ausgeprägt, das auf einer ablehnenden Einstellung des sächsischen Volks gegenüber Preußen beruhte. Die sächsische Außenpolitik durchlebte nach 1815 eine Schockstarre und beschränkte sich auf die Verteidigung des territorialen Status quo und die Aufrechterhaltung möglichst guter Beziehungen zum nördlichen übermächtigen Nachbarn. Auch die Rahmenbedingungen des Deutschen Bundes führten dazu, dass Sachsen in eine passive Beobachterrolle fiel. Auch nach Übergang in die konstitutionelle Monarchie 1830/1831 änderte sich kaum etwas daran.
Während der Revolution von 1848 versuchten die Monarchen die Forderungen der liberalen Demokraten zu bekämpfen. Dies gelang schließlich unter maßgeblichem Einsatz der preußischen Truppen in den aufständischen deutschen Staaten. Zur Unterstützung bei der Bekämpfung der Aufständischen des Dresdner Maiaufstands vom 3. bis 9. Mai nahmen 2200 Soldaten der preußischen Armee teil. Nach der militärischen Niederschlagung des Maiaufstandes begann in Sachsen eine Zeit der Reaktion, die als „Ära Beust“ bezeichnet wird. In der Ära Friedrich Ferdinand von Beust, der nach der Revolution sächsischer Außenminister wurde, setzte die sächsische Außenpolitik erstmals wieder eigene Akzente. Die Jahre nach der Revolution war eine Zeit des Ringens um die Schaffung eines deutschen Nationalstaats unter österreichischer oder preußischer Führung. Die wirtschaftliche Entwicklung, die maßgeblich durch die Bildung von zollfreien Binnenmärkten beeinflusst wurde, drängte die politischen Akteure dazu. Die Beustsche Politik schwankte zunächst zwischen der preußischen Unionspolitik und dem Dreikönigsbündnis einerseits und der Wiederingangsetzung des Deutschen Bundes unter Österreichischer Führung andererseits, bevor sie sich endgültig der österreichischen Seite zuwendete.
Spätestens seit der Gründung des deutschen Zollvereins stand Sachsen unter dem Druck des preußischen Hegemonierstrebens. Mit der preußischen Unionspolitik wurde deutlich, dass Preußen seine hegemoniale Stellung im Zollverein und die ökonomischen und fiskalischen Abhängigkeiten der beteiligten Mittel- und Kleinstaaten nutzen wollte, um den Kampf um die politische Vorherrschaft in Deutschland zu seinen Gunsten zu entscheiden. Sachsen schloss daraufhin mit Hannover und Preußen am 26. Mai 1849 in Berlin das Dreikönigsbündnis. Ziel des Bündnisses war die Schaffung eines neuen deutschen Staatenbundes unter Ausschluss Österreichs. Dieses Bündnis zerfiel aber aufgrund des außenpolitischen Gegendrucks im Zuge der Herbstkrise von 1850 wieder. Beust stellte dann Sachsen im Zuge der Würzburger Konferenzen auf die Seite des Dritten Deutschlands.
Da Preußen einen zentralistischen Entwicklungsweg für Deutschland vertrat, während Sachsen und andere Mittel- und Kleinstaaten einen föderalistischen bevorzugten, musste sich die sächsische Politik weiter auch auf Österreich als ihren natürlichen Bundesgenossen stützen und damit richtete sich Sachsen mitunter auch gegen Preußen. Beust zielte darauf ab, auf den Dresdner Konferenzen 1850 und 1851 dem Deutschen Bund zunächst die zollpolitischen Kompetenzen zuzugestehen, die 1815 in der Bundesakte in Aussicht gestellt wurden. Damit sollte die Dominanz Preußens auf diesem Gebiet neutralisiert werden. Dies scheiterte aber aufgrund Preußens ablehnender Haltung. Die Integration der Habsburgermonarchie in den Zollverein misslang auch in den Folgejahren. Preußen ging weiter in die Offensive im Machtkampf gegen Österreich und schloss einen Handelsvertrag mit Frankreich, der den Zollverein mit dem westeuropäischen Freihandelskurs in Einklang bringen sollte. Damit war Österreich endgültig vom Verein abgedrängt worden, denn es konnte innenpolitisch keinen Freihandelskurs durchsetzen, folglich auch nicht perspektivistisch dem Zollverein beitreten. Sachsen wiederum war inzwischen stark wirtschaftlich mit Preußen verflochten und konnte sich eine Abkehr vom eingeschlagenen wirtschaftspolitischen Kurs nicht mehr erlauben. Alle relevanten politischen und wirtschaftlichen Akteure in Sachsen stimmten für die Annahme des preußisch-französischen Handelsvertrags. Die offizielle Verlautbarung durch die sächsische Regierung über das eigene Dresdner Journal 1862 ließ verlauten, «die Zollvereinsfragen seien eine reine handelspolitische Angelegenheit und bildeten keinen Widerspruch zu den sächsischen Bemühungen um eine Reform des Deutschen Bundes».
Das Ringen um die Gestaltung des Deutschen Bundes und die damit verbundene Lösung der nationalen Frage waren für Sachsen das außenpolitische Kernproblem der 1850er und 1860er. Als in Preußen Bismarck 1862 zum preußischen Ministerpräsidenten ernannt wurde, wurde klar, dass Preußen zuerst an seine eigene Position dachte und nicht an die Einigung Deutschlands. Beust entwickelte ab 1860 auch eigene Bundesreformpläne. Preußen lehnte die 1863 auf dem Frankfurter Fürstentag gebilligten Reformpläne Österreichs ab. Sachsen hoffte bis zuletzt auf eine erfolgreiche Reform. Im Frühjahr 1866 spitzte sich die politische Lage zu. Österreich neigte sich den Auffassungen der Mittelstaaten zu, so dass Sachsen wieder fest an der Seite Habsburgs stand. Den preußischen Antrag auf Reform des Bundes unterstützte Sachsen noch, jedoch lehnte es die Forderung Preußens ab, seine Rüstungen einzustellen und sich der bundespolitischen Linie Preußens zu unterstellen. Die von Sachsen versuchte neutrale Haltung musste bald aufgegeben werden. Die Kriegserklärung Preußens an Sachsen folgte am 15. Juni 1866, womit der Deutsche Krieg begann.
Die 32.000 Mann starke sächsische Armee war für den direkten Kampf gegen die preußische Armee zu schwach und ging nach Böhmen und kämpfte dort auf der Seite der österreichischen Armee gegen die preußische Armee und ihre Alliierten und verloren erneut. Seit dem 15. Juni war Sachsen von Preußen besetzt. Eine Landeskommission führte anstelle des nach Prag gegangenen König Johann die Regierungsgeschäfte und konnte sich mit Mühe gegen die preußischen Besatzungsbehörden behaupten. Die Kriegshandlungen endeten mit dem Vorfrieden von Nikolsburg am 26. Juli 1866. Mit dem gesonderten Friedensvertrag vom 21. Oktober 1866 zwischen Preußen und Sachsen trat das Königreich dem Norddeutschen Bund unter Führung Preußens bei. Sachsen blieb als Staat erhalten. Der Preis dafür war der Anschluss an das preußische System deutscher Reichsstaatlickeit. Die sächsische Armee wurde in das Bundesheer eingegliedert und Sachsen musste zehn Millionen Reichstaler Kriegsentschädigung an Preußen zahlen. Die am 17. April 1867 in Kraft getretene Verfassung des Norddeutschen Bundes übertrug wesentliche Kompetenzen auf den Bund. Lediglich allein Polizei-, Gemeinde-, Schul-, Hochschul- und Staatskirchenrecht blieben sächsische Befugnisse. Die am 7. Februar 1867 abgeschlossene Militärkonvention zwischen Preußen und Sachsen gliederte die sächsische Armee als XII. (königlich-sächsische) Armeekorps in das Reichsheer ein, über das im Kriegsfall der preußische König und nach 1871 der deutsche Kaiser die Befehlsgewalt ausübte. Außenpolitik, Zollwesen, Post und Telegrafie sowie Eisenbahn gingen auf den bund über. Insgesamt endete damit die Souveränität des sächsischen Staates.
Als Mitglied des Norddeutschen Bundes kämpften sächsische Truppen gemeinsam mit preußischen Truppen im Deutsch-Französischen Krieg von 1870 bis 1871.

### Preußische Dominanz und sächsische Unterordnung im preußisch-deutschen Reich
Mit der Reichsgründung des Zweiten Deutschen Kaiserreichs 1871 gingen Preußen und Sachsen fortan als Gliedstaaten in den gemeinsamen deutschen Nationalstaat ein.
Sachsen war bemüht sich an die preußischen Verhältnisse anzupassen. Zugleich äußerte sich der preußische Kronprinz Friedrich Wilhelm ablehnend zu der weiter bestehenden sächsischen Teilsouveränität. Die Reichsgründung bedeutete den Verzicht auf eine eigene Außenpolitik. Die sächsischen Gesandtschaften in den europäischen Hauptstädten wurde geschlossen und die Gesandtschaften europäischer Staaten verließen Dresden. Lediglich die sächsischen Gesandtschaften in Wien und Berlin, letztere als Mittler zwischen Reichsbehörden und der sächsischen Landesregierung blieben bestehen. Das weltweit existierende Konsularwesen verschmolz mit dem preußischen zum Reichskonsularwesen. Kaum ein sächsischer Diplomat ging in den diplomatischen Dienst des Reiches. Sie bevorzugten aus Opposition zu Preußen den österreichischen Dienst. Sachsens Einfluss auf die Reichsentwicklung blieb sowohl verfassungsrechtlich aber auch aufgrund der geringen Größe im Vergleich zu Preußen beschränkt. Im Bundesrat besaß Sachsen vier Stimmen während Preußen 17 der 58 Stimmen besaß. Auch das Vetorecht Preußens in Finanz- und Militärfragen sowohl der Außenpolitik garantierte, das die Beschlüsse meistens im Sinne Preußen gefasst wurden.
Verfassungsrechtlich besaß das Reich gegenüber den Ländern die staatsrechtliche Herrschaftsgewalt. Die Länder blieben zwar als politische Entitäten erhalten, waren aber der höchsten Gewalt des Gesamtstaats unterworfen. So musste Sachsen letztlich die Reichsgesetze und Bestimmungen über seine Landesinstitutionen vollziehen und umsetzen.

### Preußisch-sächsischer Eisenbahnkrieg
Der preußisch-sächsische Eisenbahnkrieg bezeichnet die seit den 1870ern stattgefundenen Konkurrenzkämpfe, die die Verwaltungen der Königlich Sächsischen Staatseisenbahnen und der Preußischen Staatseisenbahnen miteinander führten. Grundlage der Kämpfe waren die latenten politischen Gegensätze der beiden Bundesstaaten und diese Gegensätze bildeten die gefühlsmäßige Basis, auf der die Eisenbahnkriege erst in aller Schärfe geführt wurden. Sie endeten erst mit der Gründung der Deutschen Reichsbahn 1920. Beide Eisenbahnverwaltungen bemühten sich, möglichst viel Verkehr auf möglichst langen Strecken über das eigene Schienennetz zu leiten. Die Auseinandersetzungen betrafen die Anlage von Schienenwegen, die über möglichst viel eigenem Territorium verlaufen sollten, oder den Erwerb von Privatbahnen zur Abrundung der Streckennetze der Staatsbahnen. Später kamen im Konkurrenzkampf um den Güterverkehr die Verleihung von Sondertarifen hinzu.
Um die ausufernden tarifbezogenen Umleitungen von Gütertransporten zu verhindern, einigten sich Preußen und Sachsen 1885 auf eine Tarifberechnung. Die sächsischen Staatsbahnen hatten als Folge der Umleitungspraxis erhebliche finanzielle Einbußen zu verzeichnen. Die preußischen Staatsbahnen verzögerten auch Konkurrenzstrecken systematisch, so dass die eigenen Strecken die schnellere Verbindung erhielten. Das betraf vor allem die Zwischenorte zwischen Berlin und Halle/Leipzig. Auch die absichtliche Verhinderung von Anschlusszügen von Zugverbindungen der Konkurrenzverwaltung gehörte zum Wettbewerb beider Staatsbahnen.

### Einschränkungen der Kompetenzen und beidseitige staatliche Auflösungen
Nach der Abdankung des letzten sächsischen Königs Friedrich August III. im Zuge der Novemberrevolution von 1918 erfolgte die Erarbeitung einer neuen Verfassung für den neugebildeten Freistaat Sachsen. Mit Annahme der Reichsverfassung der Weimarer Republik erfolgten nochmals starke Einbußen an Selbständigkeit und Herrschaftsgewalt der Länder.
1952 verloren beide Staaten ihre staatliche Existenz. Der preußisch-sächsische Gegensatz hatte sich, trotz der Auflösung der Länder, als Gedächtnisspur auch in der DDR erhalten. Die in den thüringisch-sächsischen Bezirken lebende Bevölkerung sah sich von der mitunter als „rote Preußen“ etikettierten Ostberliner Führung bevormundet und wirtschaftlich ausgesogen. Das historisch gewachsene Austauschverhältnis zwischen Preußen, das sich im 17. und 18. Jahrhundert unter starken Anstrengungen zu einem militärischen Machtstaat „großhungerte“, und Sachsen, das seine Ressourcen lieber in den Ausbau einer glänzenden Hof- und Landeskultur steckte, dafür aber von Berlin später dominiert werden konnte, setzte sich nach Ansicht von Frank Göse regionalbezogen auch zu DDR-Zeiten fort. Das landsmannschaftliche Denken war in der Bevölkerung, auch wenn es ihnen durch die Bildung der Bezirke 1952 bewusst vorenthalten wurde, nicht untergegangen. Dies äußerte sich häufig subversiv zum Beispiel als Teil von Fangesangen in Fußballspielen von Vereinen mit entgegengesetzter Fankultur, wie zum Beispiel Berliner Vereinen oder sächsischen Vereinen. Der Drehbuchautor der DDR-Spielfilmserie Sachsens Glanz und Preußens Gloria, Albrecht Börner, interpretierte solche Handlungen als bewusste Widerborstigkeit und eine Art Oppositionsgeist gegen die gültige Staatsordnung, manifestiert in der Existenz der Bezirke.
Eine kulturelle Verarbeitung fanden die gesellschaftlichen preußisch-sächsischen Beziehungen 1979 auch in einer Kabarettdarbietung des Kabarettisten Jürgen Hart und dem Komponisten Arndt Bause mit dem Sachsenlied (Sing mei Sachse, sing). Ihr Schlager wurde in der DDR zum Hit. Eine Strophe des Liedes fasst die informelle Breitenwahrnehmung kabarettistisch-humoristisch zusammen:

„Doch gommt der Sachse nach Berlin,
da gönnʼ se ihn nich leiden.
Da wolln sʼihm eene drieberziehn,
da wolln se mit ihm streiten!
Und dud maʼn ooch verscheißern,
sein Liedschen singt er eisern!
Sing, mei Sachse, sing.“

Umgekehrt wurde zur gleichen Melodie eine Art Gegenantwort, ähnlich einem heutigen Battle-Rap verfasst. Der Refrain von diesem Lied lautete:

„Brillt, ihr Breißn, brillt,
bloß habt euch ni so wild,
denn euer Spree-Athen
gann nicht ohne uns bestehʼn.
Euer Dorf Berlin
gönnt ihr so groß offziehn,
weil wir eich unterstützen,
regieren und beschützen.“

Aufgrund der Wahrnehmung, das die meisten SED-Funktionäre sächsischen Ursprungs gewesen seien, wurden in Ost-Berlin die Sachsen als fünfte Besatzungsmacht bezeichnet. Im Umkehrzug hatten in der Rollenbesetzung im ostdeutschen Fernsehen die plakativen negativen Rollen einen scheinbar sächsischen Hintergrund.
Der westdeutsche Journalist Wolfgang Venohr, der zeitweise als einziger westdeutscher Journalist aus der DDR berichtete, verfasste zu der DDR-Mentalität 1972 das Buch „Halb Sachsen Halb Preußen“, in dem er historische Parallelen auf die damalige Gesellschaftsausformung übertrug und einen fortgesetzten sächsischen wie auch preußischen Bezug erkannte.

### Neugründungen beider Länder

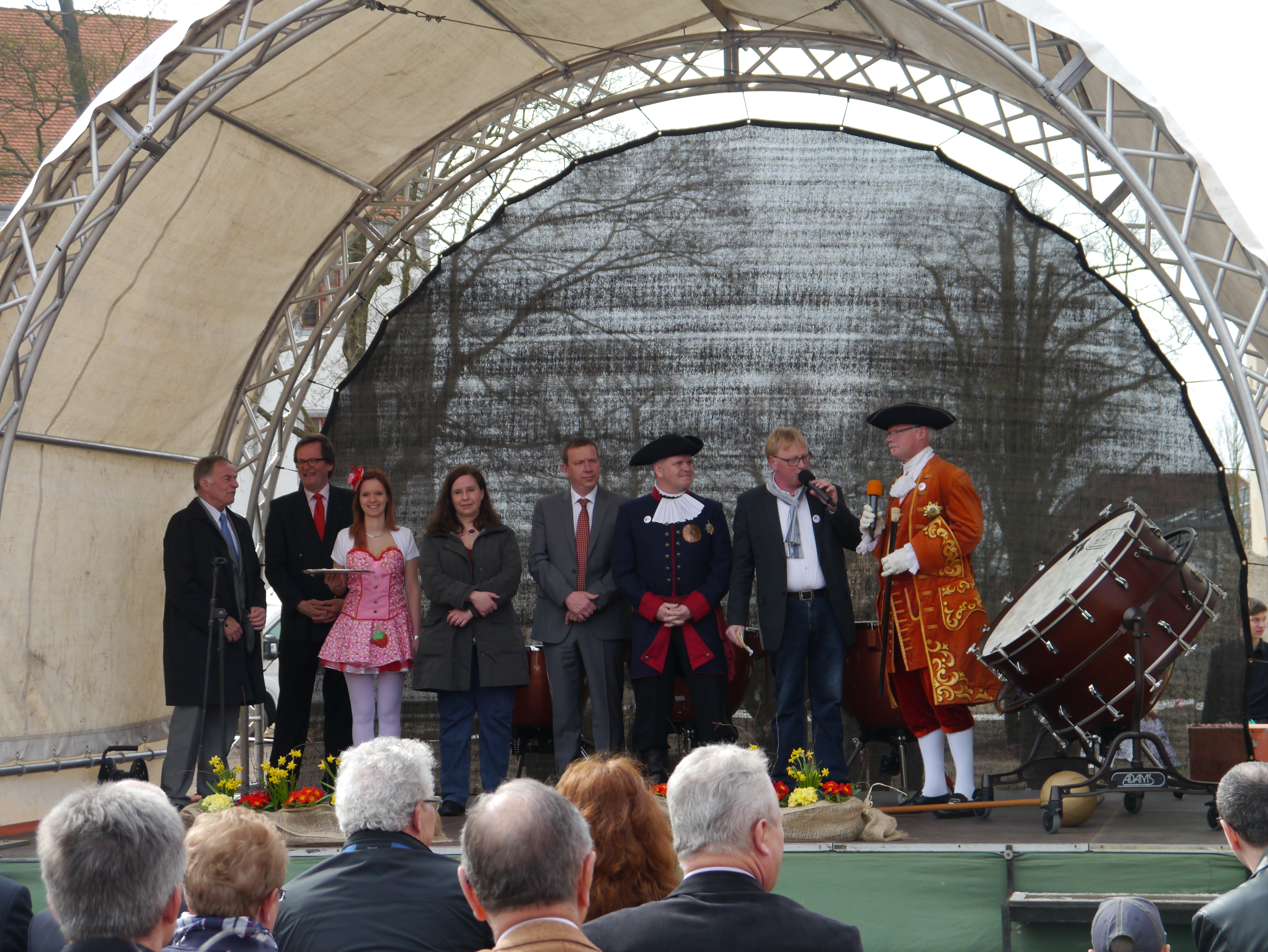
Voreröffnung der Ersten Brandenburgischen Landesausstellung Zum Thema „Preußen-Sachsen. Sachsen-Preußen auf dem Schlossareal in Doberlug im März 2014“

1990 folgte die Wiedergründung beider Staaten als Länder der Bundesrepublik Deutschland. Die aus einzelnen Bezirken der DDR gebildeten Länder Sachsen und Brandenburg setzten auf die vormaligen gleichnamigen Staatsgebilden auf. Identitätsgeschichtlich wurde damit die Kontinuität zu den frühneuzeitlich existierenden Staaten auf dem heutigen Landesterritorien wiederhergestellt.
Aktuelle zwischenstaatliche Vertragsverhältnisse bilden unter anderem der Staatsvertrag zwischen dem Land Brandenburg und dem Freistaat Sachsen über die grenzüberschreitende kommunale Zusammenarbeit in Zweckverbänden und durch Zweckvereinbarungen vom 23. April 1998, der Staatsvertrag zwischen dem Land Brandenburg und dem Freistaat Sachsen über die Änderung der gemeinsamen Landesgrenze vom 22. Mai 1992, der Staatsvertrag zwischen dem Land Brandenburg und dem Freistaat Sachsen über die Errichtung der „Stiftung für das sorbische Volk“ vom 28. August 1998.
Beide Länderregierungen setzen traditionell auf eine tiefe länderübergreifende Zusammenarbeit. Anlassbezogen finden auch gemeinsame Kabinettsitzungen statt. Die aktuellen beidseitigen politischen Themenstellungen sind:
- die Zukunft der Lausitz und ihre wirtschaftliche Entwicklung
- Maßnahmen für eine saubere Spree
- Neuordnung der Bund-Länder-Finanzbeziehungen
- Ausweitung der Sicherheitskooperation
- Bewahrung der sorbischen Kultur
- Grenzüberschreitender Verkehr

## Liste von Staatsverträgen zwischen Kurfürstentum und Königreich Sachsen und dem Kurfürstentum Brandenburg, seit 1701 Königreich Preußen
| Datum                 | Vertrag |
| --------------------- | --- |
| 1420, 3. Dezember     | Kurfürst Albrecht III. von Sachsen, Kurfürst Friedrich I. von Brandenburg und Markgraf Friedrich d. Ä. zu Meißen verbünden sich zu gegenseitigem Schutz miteinander sowie zur friedlichen Ausgleichung etwaiger Zwistigkeiten. |
| 1423, 25. Februar     | Herzog Friedrich d. Ä. von Sachsen, auch Landgraf in Thüringen und Markgraf zu Meißen, sowie die Markgrafen Friedrich und Johann von Brandenburg schließen ein Freundschaftsbündnis miteinander. |
| 1429, 25. Juli        | Die Brüder Friedrich II., Sigismund, Heinrich und Wilhelm – Herzöge von Sachsen, Landgrafen in Thüringen, Markgrafen zu Meißen – sowie Kurfürst Friedrich I. wie auch die Markgrafen Friedrich (bei Verhandlung nicht anwesend), Johann und Albrecht von Brandenburg schließen untereinander ein Bündnis unter Verpflichtung zur friedlichen Ausgleichung etwa vorfallender Streitigkeiten. |
| 1435, 5. Januar       | Die Brüder Friedrich II., Sigismund, Heinrich und Wilhelm – Herzöge von Sachsen, Landgrafen in Thüringen, Markgrafen zu Meißen – sowie Kurfürst Friedrich I. und die Markgrafen Friedrich, Johann und Albrecht von Brandenburg schließen ein Bündnis untereinander mit Verpflichtung zu friedlicher Ausgleichung etwaiger Streitigkeiten                                                    |
| 1441, 25. Januar      | Kurfürst Friedrich II. und Herzog Wilhelm III. von Sachsen sowie Kurfürst Friedrich II. von Brandenburg schließen einen Waffenstillstand bis zum 2. Februar 1441 miteinander ab, Bischof Anton von Bamberg bestätigt die Urkunde vom Vortag über die Verlängerung vom in der inserierten Urkunde festgesetzten Waffenstillstand bis Pfingsten (4. Juni) 1441                                |
| 1441, 3. April        | Kurfürst Friedrich II. und Herzog Wilhelm III. von Sachsen sowie Kurfürst Friedrich II. von Brandenburg bestätigen ihre Vereinigung vom gleichen Tage und verabreden auf des letzteren Beilagers mit der Schwester der Herzöge von Sachsen zu Sonntag nach Pfingsten eine ausführliche Beratung                                                                                             |
| 18. Juli 1441         | Kurfürst Friedrich II. von Sachsen und Herzog Wilhelm III. von Sachsen, Brüder, schließen mit Kurfürst Friedrich II. sowie den Markgrafen Johann, Albrecht und Friedrich d. J. von Brandenburg ein Schutz- und Trutzbündnis. |
| 7. September 1441     | Schiedsspruch des Grafen Heinrich von Schwarzburg und des Ritters Wilhelm von Rechberg zu Hohenrechberg in Meinungsverschiedenheiten zwischen Brandenburg und Sachsen über die Umsetzung einiger Amtleute und die beiderseitigen Ansprüche auf die Landgrafschaft Thüringen (an Vnser lieben frauwen Abend nativitate)                                                                      |
| 30. September 1448    | Kurfürst Friedrich II. und die Markgrafen, seine Brüder Johann der Alchimist und Albrecht Achilles, von Brandenburg versichern dem Herzog Wilhelm III. von Sachsen gegenseitige Hilfe gegen etwaige Angriffe durch Kurfürst Friedrich II. von Sachsen und dem Bischof Friedrich III. von Magdeburg.                                                                                         |
| 20. September 1546    | Defensivbündnis zwischen Kurfürst Joachim II. von Brandenburg und Kurfürst Moritz von Sachsen |
| 21. März              | Erbvergleich zwischen Brandenburg, Sachsen und Hessen über die Jülichsche Sukzession |
| 21. März 1611         | Vergleich über eventuelle Einnahmen Sachsens in den Mitbesitz der Jülisch-Clevischen Lande, zu Jüterbog |
| 30. und 31. März 1614 | Erbvereinigung und Erbfolgevergleich zwischen Brandenburg, Sachsen und Hessen, zu Naumburg |
| 26. September 1635    | Konvention wegen Öffnung der Havel- und Oderpässe, zu Brandenburg an der Havel |
| 26. August 1667       | Interimsvergleich zwischen Kurbrandenburg und Kursachsen über die Einleitung von Waffenstillstandsverhandlungen unter Vermittlung Frankreichs und über ein zu schließendes Bündnis |
| 27. August 1667       | Konvention über Ausprägung von Scheidemünze, zu Zinna |
| 14. März 1681         | Marschreglements zwischen Kurbrandenburg und Kursachsen |
| 18. April 1681        | Defensivbündnis auf drei Jahre, zu Finsterwalde |
| 30. Januar 1686       | Vertrag zwischen Kurbrandenburg und Kursachsen über die Absendung von fünf Regimentern brandenburgischer Hilfstruppen nach dem ungarischen Kriegsschauplatz |
| 24. August 1686       | Erneuerte Allianz zwischen Kurbrandenburg und Kursachsen, geschlossen in Annaburg |
| 19. Juli 1688         | Rezess wegen Übergabe des Amts Burg an Brandenburg, zu Burg |
| 24. August 1688       | Erneuerung des Defensivbündnisses von 1681, zu Annaburg |
| 12. Oktober 1688      | Geheimer Vergleich zwischen Sachsen, Brandenburg, Braunschweig und Hessen gegen Frankreich |
| 15. Januar 1690       | Münzkonvention zu Leipzig |
| 10. Februar 1692      | Erneuerung des Defensivbündnisses von 1681 und 1686, zu Magdeburg |
| 20. Oktober 1694      | Erneuerung des Defensivbündnisses von 1681, 1686 und 1692, zu Dresden |
| 2. Dezember 1699      | Postvertrag mit Nebenrezeß und Posttaxen, zu Dresden |
| 2. Februar 1700       | Bündnis gegen Schweden, zu Leipzig |
| 27. Oktober 1700      | Bündnis zu eventuellen wechselseitigen Beistand gegen Schweden, zu Cölln an der Spree |
| 15. Juli 1709         | Allianz von Cölln an der Spree zwischen Dänemark, Sachsen und Preußen |
| 6. Oktober 1713       | Vertrag betreffend die Sequestrierung von Stettin usw. |
| 6. Oktober 1713       | Preußischer Revers betreffend die Kosten der Belagerung von Stettin |
| 14. November 1713     | Preußische Erklärung betreffend die Erfüllung des Vertrages vom 6. Oktober 1713 |
| 5. Januar 1714        | Sächsische Erklärung betreffend die Erfüllung des Vertrages vom 6. Oktober 1713 |
| 9. März 1714          | Sächsische Erläuterungsacte betreffend den Vertrag vom 6. Oktober 1713 |
| 3. Februar 1715       | Exekutionstraktat wegen des Schwedischen Krieges. |
| 11. Juni 1715         | Vergleich zwischen Preußen und Kursachsen über die Ansprüche Polens auf die pommerschen Gebiete jenseits der Peene und über die Belassung der unter preußischem Oberbefehl stehenden acht Bataillone sächsischer Truppen bei Wollin zum Einsatz bei dem Angriff auf Rügen und bei der Belagerung von Stralsund                                                                              |
| 23. Juli 1715         | Vereinbarung zwischen Preußen und Kursachsen über die Zurverfügungstellung weiterer 4 Bataillone sächsischer Truppen zur Eroberung Rügens und Stralsunds |
| 3. März 1718          | Postvertrag |
| 3. Oktober 1718       | Kartell betreffend die Auslieferung von Deserteuren |
| 9. September 1721     | Deklaration betreffend den Transport von Fürstengut |
| 6. Dezember 1727      | Vertrag betreffend die Zollfreiheit des Fürstengutes usw. |
| 19. Dezember 1727     | Kartell betreffend die Auslieferung von Deserteuren |
| 10. Januar 1728       | Freundschaftsvertrag |
| 6. Juni 1728          | Vertrag betreffend den beiderseitigen Besitz an säkularisierten Stiftern |
| 16. Oktober 1728      | Kommerzientraktat |
| 22. Januar 1729       | Vereinbarung über das Zeremoniell und das Gefolge bei gegenseitigen Staatsbesuchen. |
| 14. Oktober 1741      | Kartell zwischen Preußen und Kursachsen über die gegenseitige Auslieferung der Deserteure |
| 18. Mai 1743          | Preußische Vollmacht für Ludwig Wilhelm Graf von Münchow, Arnold Heinrich von Aussem, Ernst Friedrich von Hagen und Johann Friedrich Oppermann zum Abschluss einer Konvention über den Handelsverkehr zwischen Schlesien und Sachsen |
| 24. Aug. 1743         | Vertragsschluss in Breslau über den Postverkehr mit Schlesien |
| 25. Dezember 1745     | Friedensvertrag zwischen Preußen und Kursachsen mit zwei Geheimartikeln |
| 18. November 1753     | Konvention zwischen Preußen und Kursachsen über die Bezahlung der sächsischen Steuerscheine |
| 15. Februar 1763      | Friedensvertrag zwischen Preußen und Kursachsen mit 4 Nebenartikeln |
| 18. Juni 1766         | Vertragsschluss in Halle über den Besuch der beiderseitigen Messen in Leipzig und Frankfurt a.O. |
| 18. März 1778         | Geheimvertrag zwischen Preußen und Kursachsen über ihre Stellung zur Frage der bayrischen Erbfolge sowie über eine militärische Intervention |
| 2. April 1778         | Militärkonvention zwischen Preußen und Kursachsen wegen der bayrischen Erbfolge |
| 29. Juli 1779         | Zustimmungserklärung Kursachsens zum Separatartikel und zum Artikel IX des zwischen Preußen und Österreich am 13. Mai 1779 in Teschen geschlossenen Friedensvertrages sowie Garantieerklärung Preußens zur Einhaltung der Friedensbedingungen |
| 9. Januar 1793        | Militärkonvention zwischen Preußen und Kursachsen |
| 16. Mai 1794          | Vertragsschluss zwischen Preußen und Kursachsen in Naumburg und Siegersdorf über die Festlegung der Grenzen zwischen der oberlausitzischen Herrschaft Siegersdorf und der schlesischen Herrschaft Paritz |
| 12. November 1796     | Vertrag zwischen Preußen und Kursachsen über die Ausdehnung der 1778 zwischen beiden Staaten geschlossenen Konvention über die gegenseitige Abschoßfreiheit auch auf die Fürstentümer Ansbach und Bayreuth |
| 20. Sept. 1800        | Vertrag Kursachsens mit Preußen in Sagan über die Festlegung der Grenze bei Schönheide und Lieskau. Grenzregistraturen vom 9. März 1739 und 27. Mai 1743 |
| 16. März 1803         | Vertragsschluss in Leipzig zwischen Preußen und sachsen über das Postwesen in den Städten und Gebieten Erfurt, Mühlhausen und Nordhausen |
| 7. Juni 1803          | Vertragsschluss in Friedland zwischen Preußen und Sachsen über die Festlegung der Grenze zwischen Müllrose und Mixdorf |
| 18. Mai 1815          | Friedens- und Freundschaftsvertrag zu Wien |
| 11. November 1819     | Hauptkonvention zur Ausführung des Friedensschlusses vom 18. Mai 1815 zu Dresden |
| 5. Februar 1820       | Vagabundenkonvention |
| 23. Juni 1821         | Elbschifffahrtakte |
| 12. Mai 1834          | Bekanntmachung der königlich sächsischen Regierung über die mit Preußen getroffene Übereinkunft wegen der durch die Landesgrenze von den Hauptügtern getrennte Zubehörungen |
| 12. Oktober 1835      | Übereinkommen zur Verhütung der Forstfrevel |
| 11. Dezember 1839     | Übereinkunft zur Beförderung der Rechtspflege |
| 3. März 1841          | Übereinkunft über den wechselseitigen Schutz der Warenbezeichnungen |
| 30. September 1843    | Staatsvertrag, die Herstellung einer Eisenbahnverbindung zwischen Breslau und Dresden betreffend |
| 27. August 1846       | Beitritt der königlich sächsischen Regierung zu dem Vertrage zwischen Preußen und Großbritannien wegen gegenseitigen Schutzes der Autorenrechte gegen Nachdruck und unbefugte Nachbildung |
| 7. Mai 1848           | Vertrag, die Herstellung einer Eisenbahnverbindung zwischen Berlin und Dresden betreffend. |
| 25. Juli 1850         | Vertrag wegen Bildung des deutsch-österreichischen Telegraphenvereins |
| 21. Oktober 1850      | Passkartenkonvention |
| 18. Januar 1851       | Vagabundenkonvention |

## Erinnerungsgeschichte
Der sechsteilige DDR-Fernsehfilm Sachsens Glanz und Preußens Gloria behandelt die Geschichte beider deutscher Staaten.
Die erste Brandenburgische Landesausstellung in Doberlug-Kirchhain 2014 widmete sich dem Thema: „Preußen-Sachsen. Sachsen-Preußen. Szenen einer Nachbarschaft“.